# Tangerine Dream
Tangerine Dream es un grupo alemán de música electrónica que surgió en el marco de la llamada escena krautrock de finales de la década de 1960. Se los considera pioneros del ambient, precursores del space rock y del uso de los secuenciadores. Su música es de estilo instrumental y electrónico, basada en el uso de sintetizadores, con un estilo «cósmico» que ha influido en la Escuela de Berlín y en la música electrónica de baile.
Hasta 2024 la banda ha referenciado 74 álbumes de estudio si bien algunos discos como Cyclone (1978), Tyger (1987) —con poemas de William Blake—, Madcap's Flaming Duty (2007) —un tributo a Syd Barrett— o Under Cover (2010) —versiones de canciones de David Bowie, The Beatles o Leonard Cohen— no son instrumentales. También han publicado decenas de álbumes en vivo, han compuesto bandas sonoras (B.S.O.) para series de televisión como Street Hawk' o Tatort',y películas como Sorcerer (1977), Risky Business (1984.). Suyas son tambien, algunas famosas canciones de videojuegoscomo The Cinematic Score GTA 5'(2013). Una de sus realizaciones más populares, como 'Love On A Real Train',se ha empleado en la película interactiva Black Mirror: Bandersnacht'.
Han formado parte del grupo decenas de músicos a lo largo de los años. Edgar Froese fue fundador y único miembro estable desde su creación en 1967 hasta su fallecimiento en enero de 2015. Entre los músicos más destacados figuran Klaus Schulze (1969-1970), Johannes Schmoelling (1980-1985), Paul Haslinger (1986-1990), Jerome Froese (1990-2006), Linda Spa (1992-2014) o Ulrich Schnauss (2014-2020). La formación considerada más influyente por parte de la crítica se conformó a mediados de los años 1970 con Froese, Christopher Franke (1970-1987) y Peter Baumann (1972-1977). En la actualidad el grupo está conformado por Thorsten Quaeschning (quien se incorporó en 2005), Hoshiko Yamane (desde 2011) y Paul Frick (desde 2020).

## Historia

### «Pink Years» (1970-1973)
Edgar Froese, nacido el 6 de junio de 1944 en Tilsit (actual Sovetsk, Rusia) comenzó desde niño a tocar el piano. Estudió dibujo y pintura y creó su primer grupo en 1962 donde tocaba la guitarra pero su meta no era dedicarse a la música sino al arte. Fascinado por Picasso y Salvador Dalí llegó a Berlín occidental a mediados de los años 1960 para trabajar como escultor. En julio de 1967 compuso la música para la inauguración del Cristo de Dalí, escultura hecha de barriles, bicicletas y metal.

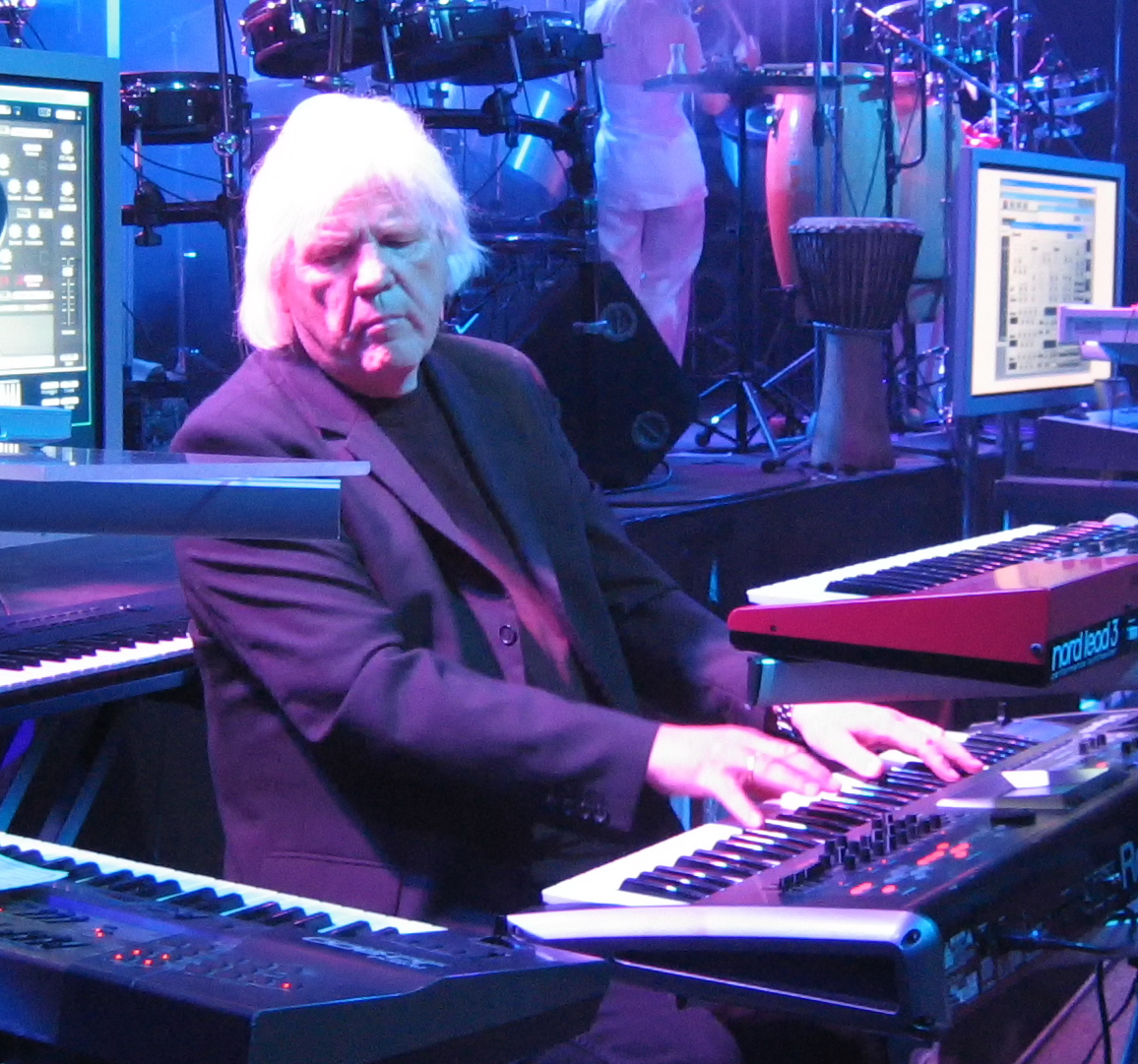
Edgar Froese fundador de Tangerine Dream y líder del grupo hasta su fallecimiento en 2015 (en imagen durante un concierto en Eberswalde -Alemania- en 2007)

Intentando darle un uso creativo a la tecnología Froese construyó instrumentos y grababa sonidos de los lugares donde iba en cintas magnéticas para usarlas luego en su música. Sus primeros trabajos con bucles de cintas y otros sonidos repetitivos son precursores de una emergente tecnología que adoptaría rápidamente: los secuenciadores.
Froese se dedicó a la experimentación musical con músicos de la escena underground berlinesa como Steve Jolliffe o Klaus Schulze haciendo presentaciones en el Zodiak Club fundado por Conrad Schnitzler y Hans-Joachim Roedelius. Fruto de esas sesiones, y bajo la influencia del movimiento artístico surrealista, surge en 1967 el nombre Tangerine Dream. El origen del nombre se atribuye a un tipo de mandarina rojiza que crece en Florida (Estados Unidos). Otra interpretación sobre el origen del nombre es que está inspirado por la letra de la canción «Lucy in the Sky with Diamonds» de The Beatles.
Froese trató de crear una banda musical diferente pero no encontró a los músicos adecuados para sus pretensiones. Tras diferentes pruebas, en 1969 conoció a Klaus Schulze, batería del grupo Psy Free, y al estudiante de arte Conrad Schnitzler. Publicarían un poco por casualidad su primer disco, 'Electronic Meditation (1970), basado en sonidos experimentales registrados en cintas magnetofónicas. Si bien la banda no tenía demasiadas aspiraciones de verlo publicado Peter Weisel, productor alemán de música Schlager (un tipo de música comercial de los años 60 en Alemania y países nórdicos), les ofreció un contrato con la discográfica Ohr Records y este primer disco vio la luz con añadidos de guitarra y órgano a cargo de Froese.

Electronic Meditation, el álbum debut de Tangerine Dream, presenta la alineación de Edgar Froese, Conrad Schnitzler y Klaus Schulze (su único álbum con Tangerine Dream). El álbum no está exento de carencias, pero es intenso en muchos sentidos y es muy prometedor. Timbres, pasajes y texturas experimentales dominan este mundo sonoro (...) el álbum se las arregla para ser muy accesible y fácil de agradar (...) Es muy similar a la música de Pink Floyd y Amon Düül.
Jim Brenholts, sobre Electronic Mediation (AllMusic) 

En 1970 Schulze dejó el grupo para casarse y Schnitzler carecía de suficientes conocimientos musicales. Por ello la banda se reorganizó incorporando al batería Christopher Franke, procedente de Agitation Free, y al organista Steve Schroyder. Desde su segundo álbum, Alpha Centauri (1971) Tangerine Dream adoptó para sus grabaciones y actuaciones en directo el formato de un dúo o trío de instrumentos electrónicos, la suma de la guitarra de Froese y la presencia de otros músicos de acompañamiento. Durante este período utilizaron mucho el mellotrón y ya comenzaba a fraguarse el término «música cósmica» para definir sus composiciones.

El sonido no contiene los más altos estándares, como era de esperar, ya que se trata de una publicación de 1971 de «música espacial». El estilo de la «música espacial» de Tangerine Dream todavía no se refinaría y revolucionaría hasta un par de lanzamientos más tarde (con Phaedra y Rubycon). De todos modos para aquellos interesados en un paseo más salvaje y más temerario en la autopista del «espacio» Alpha Centauri debería satisfacer esa necesidad.
Michael G. Breece, sobre Alpha Centauri (AllMusic) 

Schroyder dejó el grupo en 1971 y fue reemplazado por Peter Baumann organista procedente de Burning Touch. La formación comenzaba a tener estabilidad y compuso su primera banda sonora para la producción Vampira de la televisión WDR. Comenzaron a experimentar con generadores de ondas y, tras la venta de casi todos sus instrumentos, adquirieron su primer sintetizador que tuvo importancia capital en su siguiente álbum: Zeit (1972). Un doble LP con 4 temas largos de 18-20 minutos por cara. Se caracteriza por incluir composiciones más lentas, de marcado carácter atmosférico, y la participación en el primero de los temas de Florian Fricke de Popol Vuh y The Cologne Cello Quartet.

La expresión más pura de la «música espacial» de Tangerine Dream. Este álbum doble fluye sin esfuerzo de un grupo de tonalidades a otro. De construcción casi clásica, la música está estructurada para evolucionar en secciones, ya que un tema literalmente se funde con el siguiente. Florian Fricke (de Popol Vuh) tocó el gran Moog en este álbum y la textura general de la electrónica es cálida y reluciente.
Archie Patterson, sobre Zeit (AllMusic) 

Los álbumes de este período serían importantes en el desarrollo del krautrock y en el de la denominada Escuela de Berlín de música electrónica. Esta primera etapa de Tangerine Dream finalizaría en 1973 con la grabación de dos discos: 'Green Desert (publicado por primera vez en 1986) y Atem (que sí se publicó en 1973) en el que experimentaron con el sonido cuadrafónico. En la portada de Atem, un disco que varía desde ambientes atmosféricos, hasta otros de más fuerte percusión y experimentales, aparece una fotografía del hijo de Froese, Jerome Froese, quien años después formaría parte de la alineación del grupo.

Atem es más melódico y menos disonante que otras obras tempranas de Tangerine Dream. La alineación de Edgar Froese, Christopher Franke y Peter Baumann evidencia un alto nivel sobre el clásico sonido del rock progresivo. Lo llevan al límite, como en la canción que da título al disco, y más allá. Aunque todavía es muy común ver a Tangerine Dream en las listas de rock progresivo o de rock artístico este álbum es pura música espacial. Va más allá de los confines del rock & roll.
Jim Brenholts, sobre Atem (AllMusic) 

Aunque no tenían demasiada buena crítica la acogida del público era cada vez mejor. Tuvieron una amplia relevancia en la radio BBC y captaron la atención de Richard Branson, responsable de Virgin Records que les ofreció un nuevo contrato comenzando su periodo denominado «Años Virgin».

### «Virgin Years» (1974-1984)

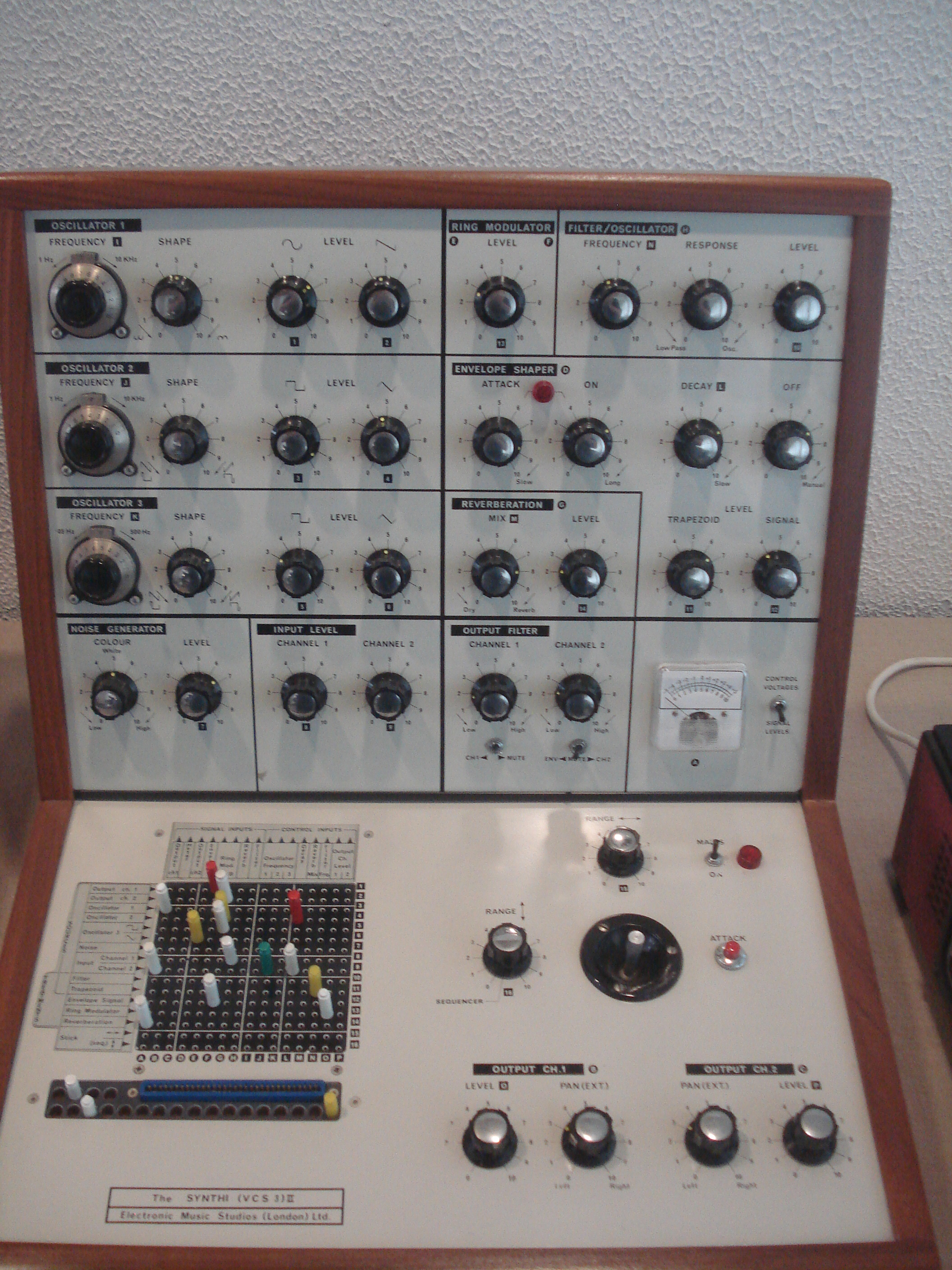
Detalle del sintetizador VCS3

Tras la firma con la discográfica Virgin en 1973 Tangerine Dream editó Phaedra en 1974: un etéreo álbum grabado en The Manor Studios (Inglaterra) con una atmósfera oscura que, inesperadamente, llegó al puesto 15 de la lista de álbumes más vendidos del Reino Unido manteniéndose en las mismas durante 15 semanas. Phaedra fue el primer álbum comercial en usar secuenciadores y definió el sonido característico de la banda. La pista titular surgió de una experimentación con sus sintetizadores VCS3. Los primeros conciertos fuera de Alemania tendrían lugar el mismo año en el Victoria Palace de Londres y en la catedral de Reims.

Aunque Phaedra se grabó en circunstancias extremadamente difíciles («Técnicamente, todo lo que podía salir mal salió mal», recordó posteriormente el fundador de Tangerine Dream Edgar Froese), los resultados fueron deslumbrantes. Especialmente el corte del título, de 17 minutos, que superó un Moog que perdió su afinación a medida que el instrumento se calentaba. Desafiante, de otro mundo y casi indescriptiblemente bello, Phaedra ejerció una influencia masiva en artistas ambientales y electrónicos durante décadas después de su lanzamiento.
Dan Epstein, sobre Phaedra (Revista Rolling Stone, 2015) 

En la primavera de 1975 Peter Baumann hizo un inesperado viaje en coche a Asia contratándose a Michael Hoenig para completar los compromisos de la banda. A su vuelta la banda publicó su siguiente trabajo Rubycon (1975) que generó críticas opuestas pero permaneció durante 14 semanas en las listas de ventas de Reino Unido alcanzando el puesto 10. Compuesto por dos largas canciones Rubycon se inspira en la historia del cruce del Río Rubicón por parte de Julio César en el año 49 lo que desencadenó una imparable guerra.

Este es un álbum ambiental satisfactorio, de la era anterior a la música ambient, demasiado oscuro para la meditación y demasiado bueno para ser olvidado.
Glenn Swan, sobre Rubycon (AllMusic) 

A finales de año publicaron su siguiente disco, Ricochet (1975), remezclando en dos canciones de 17 y 21 minutos grabaciones en vivo registradas en conciertos ofrecidos en Inglaterra y Francia. Además de un complejo uso del ritmo y la percusión, en Ricochet se pueden escuchar voces humanas para producir sonidos y ritmos, camino que luego seguiría Jean-Michel Jarre en su disco Zoolook publicado en 1984. Alcanzó el puesto 40 en las listas de ventas de Reino Unido permaneciendo en las mismas durante 4 semanas.

Por la cantidad de álbumes y bandas sonoras que esta banda ha creado, la mayoría de los aficionados se aferran a este álbum porque es muy enérgico y atemporal. Refleja una instantánea de la banda cuando eran jóvenes, influyentes y se encontraban en el clímax del género.
Glenn Swan, sobre Ricochet (AllMusic) 

En 1976 Tangerine Dream emprendería una gira con la que recalarían por primera vez en España ofreciendo un innovador espectáculo visual con la utilización del láser, algo muy caro y complicado de instalar por aquel entonces. También se produce una evolución en sus composiciones, otorgando más énfasis al aspecto melódico y rítmico y abandonando poco a poco el aspecto experimental, como se aprecia en su disco de este año: Stratosfear. El disco obtuvo una buena respuesta comercial alcanzando el puesto 39 en las listas de ventas de Reino Unido, a pesar de las dificultades de grabación, y utiliza instrumentos acústicos como la armónica o la guitarra de 12 cuerdas.

Stratosfear, el último álbum de Tangerine Dream del gran trío integrado por Baumann / Franke / Froese, muestra el deseo del grupo de avanzar más allá de su estelar material previo y establecer una nueva dirección musical mientras otros todavía intentaban enfrentarse a Phaedra y Rubycon.
John Bush, sobre Stratosfear (AllMusic) 

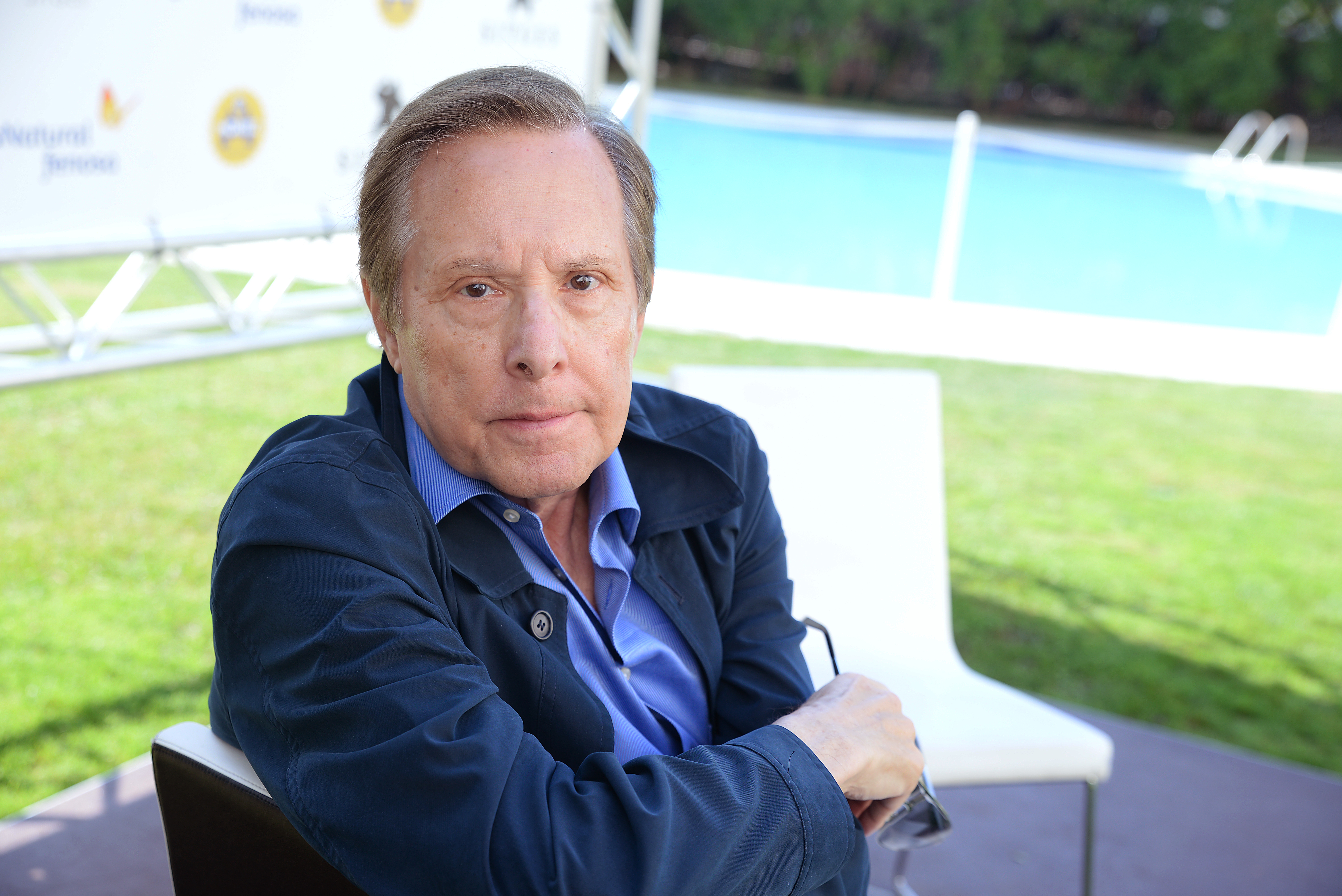
El director de cine William Friedkin

En 1977 el director estadounidense William Friedkin, famoso por sus películas El Exorcista o French Connection, les encarga la banda sonora de su película Sorcerer (una nueva versión de la película El salario del miedo dirigida por Henri-Georges Clouzot). Se trataría de la primera ocasión en que el grupo creara una banda sonora para el cine y, con ello, inauguraron una de sus señas de identidad más clásicas. A lo largo de su trayectoria el grupo ha compuesto una treintena de bandas sonoras para cine, televisión o videojuegos. Con este álbum permanecieron durante 7 semanas en las listas de Reino Unido alcanzando el puesto 25.

La lucrativa carrera cinematográfica del grupo alemán comenzó aquí, un año antes de que Peter Baumann se fuera a una carrera en solitario. La misteriosa electrónica del trío fue una inspiración temprana para Sorcerer, dice el director William Friedkin en las notas de la banda sonora. Si hubiera sabido de Tangerine Dream, dice que habría usado la música del grupo para The Exorcist
Mark Allan, sobre Sorcerer (AllMusic) 

Tras el éxito obtenido con esta banda sonora Tangerine Dream inició una gira por Estados Unidos -trasladando diez toneladas de material electrónico- que grabarían en directo para la publicación de su siguiente disco, originalmente un doble vinilo, titulado Encore (1977). Consta de cuatro canciones de larga duración, entre 16 y 20 minutos, que recogen nuevo material de la banda. Alcanzó el puesto 55 en las listas de Reino Unido y fue la última obra en la que participó Peter Baumann para iniciar sus proyectos en solitario: su primer disco en solitario (Romance '76) y la construcción de sus propios estudios de grabación en Berlín.

Encore es uno de los mejores álbumes en vivo de Tangerine Dream (...) es como escuchar cuatro sinfonías electrónicas. Esta es también una de las alineaciones más fuertes de Tangerine Dream: Edgar Froese, Christopher Franke y Peter Baumann. (...) Hay ecos de rock progresivo y avant-garde. Sin embargo, el conjunto es exclusivo de Tangerine Dream, con similitudes con Genesis, Pink Floyd y otros practicantes de arte de rock de esa época.
Jim Brenholts, sobre Encore (AllMusic) 

El lugar de Baumann en la banda fue suplido por el multiinstrumentista Steve Joliffe (voces, piano, sintetizador y flauta) y el baterista Klaus Krüger con los cuales la banda daría vida a un nuevo e innovador disco: Cyclone (1978). El disco está compuesto por largos temas y, por primera vez, incluye voces y letras en las canciones además de batería y guitarra. Fue muy controvertida la inclusión de voces y letras tanto en el disco como en la gira de promoción pero con el tiempo ha sido uno de los más vendidos de toda la trayectoria de la banda. Alcanzó el puesto 37 y permaneció 4 semanas en las listas de ventas de Reino Unido. Las discusiones entre Froese y Joliffe sobre como debía ser el sonido del grupo desembocaron en el abandono de este último para iniciar su carrera en solitario.

Este fue el primer álbum de Tangerine Dream en incorporar letras y voces (de Steve Jolliffe, quien también contribuyó con instrumentos de viento y teclados). (...) No es un experimento fallido pero convierte a Cyclone en uno de los álbumes TD menos útiles para trabajar en un buen estado meditativo.
Steven McDonald, sobre Cyclone (AllMusic) 

En 1979 la banda editó 'Force Majeure uno de sus álbumes con mejor aceptación internacional, con un uso de la batería más sutil, y que alcanzó el puesto 26 en listas de ventas de Reino Unido. Uno de sus segmentos, «Lana», se popularizó posteriormente tras su inclusión en la banda sonora de la película dirigida por Paul Brickman en 1983 Risky Business. En los créditos figura Klaus Krüger como músico de estudio pero, finalmente, decide abandonar la formación tras su publicación comercial.

Aunque Tangerine Dream suele asociarse con sintetizadores y el movimiento ambiental (...) Force Majeure muestra a la banda mostrando sus raíces en el rock espacial. Esta vez, la guitarra y la batería (interpretadas por Klaus Krieger) son tan prominentes como los teclados. (...) Una necesidad absoluta para aquellos que podrían tener curiosidad por la banda o incluso por experimentos exitosos dentro del género rock.
Brian E. Kirby, sobre Force Majeure (AllMusic) 

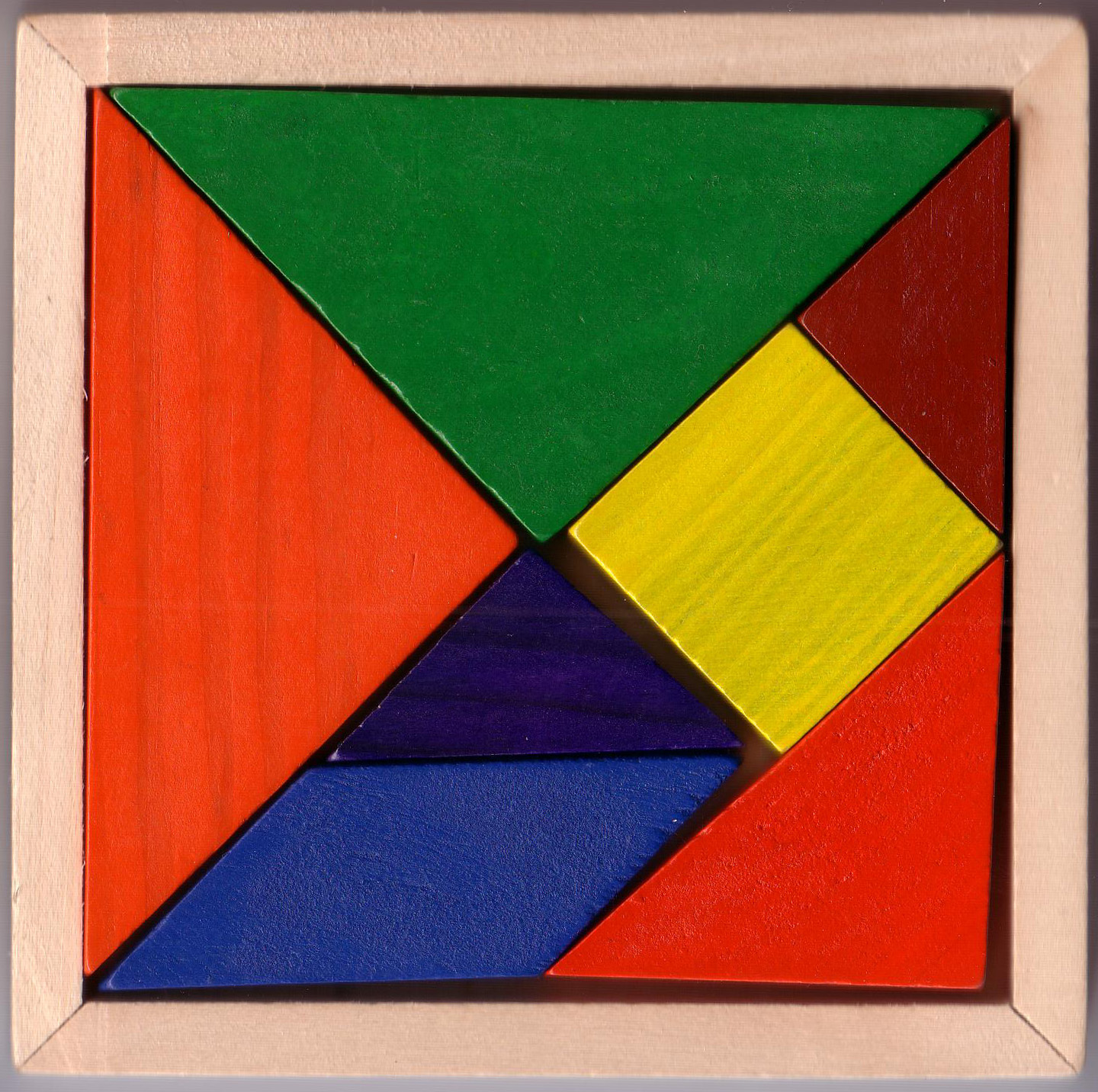
Detalle del juego de mesa Tangram

Froese y Franke comenzaron a buscar otro teclista con una formación diferente y se decantaron por el organista Johannes Schmoelling que había experimentado con la electrónica y los nuevos instrumentos tras cursar estudios de Arte. El primer álbum de estudio de la nueva formación sería Tangram (1980). Es uno de los más vendidos en la trayectoria del grupo, con un estilo cercano a la música new age y que anticipó el sonido que la agrupación tendría los siguientes años. Consta de dos temas «Tangram set 1» (de 19 minutos) y «Tangram set 2» (de 20 minutos). Permaneció en las listas británicas durante 5 semanas y su mejor puesto fue el 36.

Tangram marcó el comienzo de una nueva dirección musical para Tangerine Dream. Está más cerca de la música melódica new age y más vinculada a las composiciones de sus bandas sonoras (...) Para los fans de la new age este es el primer atisbo de la dirección final de Tangerine Dream durante los años 80.
Keith Farley, sobre Tangram (AllMusic) 

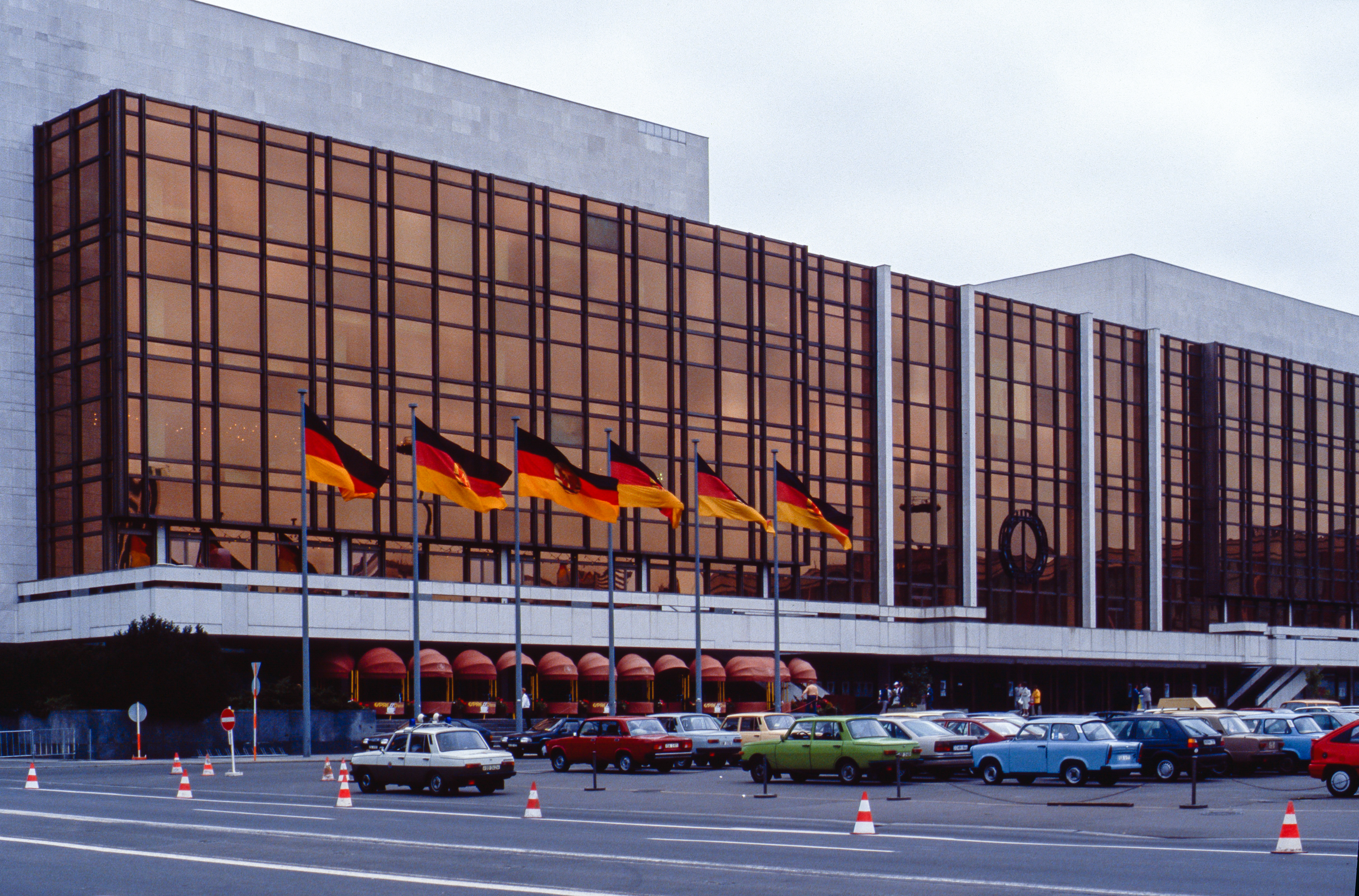
Detalle del Palast der Republik de Berlín Oriental (República Democrática Alemana)

También se editó el mismo año, inicialmente sólo en Alemania, Quichotte, un disco grabado en directo el 31 de enero de 1980 en el Palast der Republik de Berlín Oriental, ubicado en la entonces República Democrática Alemana, con grandes connotaciones políticas y mucha expectación por parte de la prensa internacional. No obstante se trataba de la primera ocasión en que una banda procedente de Alemania Occidental actuaba en Alemania Oriental. En 1986 el álbum se editó internacionalmente, renombrándose Pergamon, nombre que ha mantenido desde entonces en sus posteriores reediciones.

Fue el primer concierto en la Alemania Oriental ofrecido por músicos occidentales. (...) Sin embargo Pergamon es también un valioso documento musical que captura Tangerine Dream en su forma más accesible, pero sin sacrificar su experimentalismo. No es un mal lugar para que comiencen los neófitos.
Rodney Batdorf, sobre Pergamon (AllMusic) 

Junto a otros pioneros de la electrónica, como Jean Michel Jarre, Kraftwerk o Mike Oldfield, Tangerine Dream adoptó a lo largo de la nueva década una nueva tecnología digital que revolucionó el sonido de los sintetizadores aparcando progresivamente los instrumentos analógicos. En este punto Virgin Records decidió publicar una primera caja recopilatoria del grupo bajo el título 70-80's.
En la década de 1980 Tangerine Dream compuso la banda sonora de más de 20 películas, muchas de las cuales fueron compuestas en parte con material de sus álbumes de estudio. Su siguiente trabajo cronológicamente fue Thief (1981), banda sonora de la película homónima dirigida por Michael Mann protagonizada por James Caan. Permaneció tres semanas en listas británicas alcanzando el puesto 43. También destaca por ser nominada en los premios Golden Rapsberry 1981 como peor banda sonora.

Mientras que la música electrónica de Tangerine Dream encaja naturalmente en las bandas sonoras, no saca lo mejor de la banda. (...) A pesar de alcanzar buenos registros (puesto 43 en el Reino Unido), Thief es poco más que un ejercicio rutinario de música electrónica: un pastiche de sobras y composiciones formuladas que no logran captar completamente al oyente por su cuenta.
Dave Connolly, sobre Thief (AllMusic) 

Tras Thief vendría el considerado uno de los trabajos de estudio mejor considerados por la crítica: Exit (1981). Compuesto por seis piezas más cortas e introduciendo el uso de instrumentos digitales, fue presentado en una gira por Alemania y Australia. En la canción «Kiew Mission» se puede escuchar la voz de una actriz rusa recitando palabras acerca de la paz mundial y la comunicación. Con cinco semanas en listas británicas alcanzó el puesto 43.

Exit marca el comienzo de una nueva fase en la música de Tangerine Dream: En vez de largos viajes guiados por el secuenciador que duran toda una cara, aparecen piezas actuales, más autónomas y con un sonido más contemporáneo. La influencia de Johannes Schmoelling se siente realmente por primera vez aquí.
Dave Connolly, sobre Exit (AllMusic) 

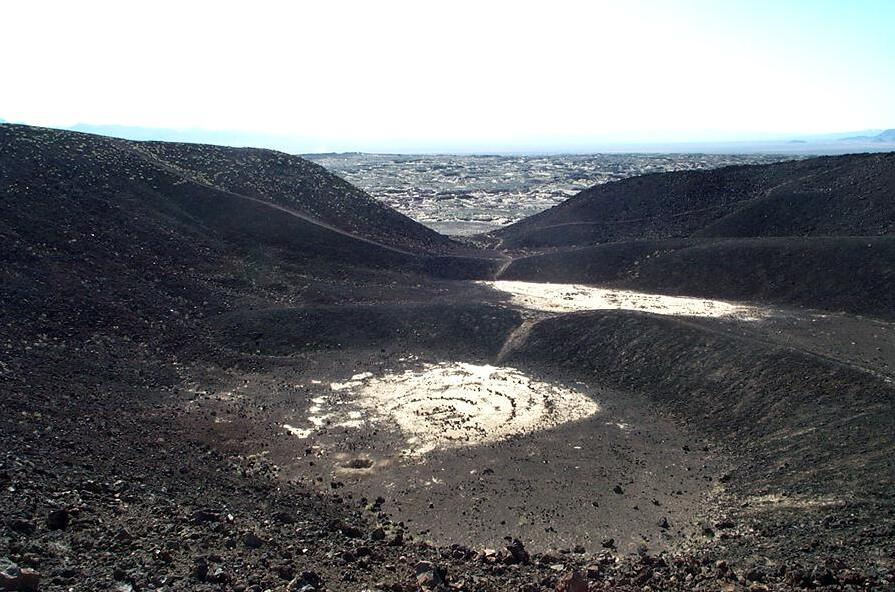
Detalle del desierto de Mojave (Estados Unidos)

Con su siguiente álbum White Eagle (1982), del que destaca especialmente su primer tema -«Mojave Plan»- de 20 minutos de duración que describe una inmersión en el Desierto de Mojave, iniciarían una gira por Europa y su última gira alemana en varios años. Una remezcla de la canción «White Eagle», titulada «Das Mädchen Auf Der Treppe», se convirtió en la canción titular para el capítulo homónimo de la exitosa serie de televisión Tatort entrando en la lista de las 20 canciones más vendidas de Alemania. Alcanzó el puesto 57 en las listas británicas permaneciendo durante 5 semanas en la primavera de 1982.

Si bien en última instancia es un trabajo desigual, White Eagle es claramente la suma de sus partes y es fácilmente identificable como un trabajo de Tangerine Dream. Tal vez Froese había cedido demasiada música a Johannes Schmoelling cuya curiosidad por nuevos sonidos a menudo se presenta como inquietud. Sin embargo lo más probable es que el grupo quisiera trasladar su música a la era moderna. (...) Conceptualmente los miembros de la banda recurren a formas familiares con White Eagle pero musicalmente sus mentes están operando en un nivel más contemporáneo.
Dave Connolly, sobre White Eagle (AllMusic) 

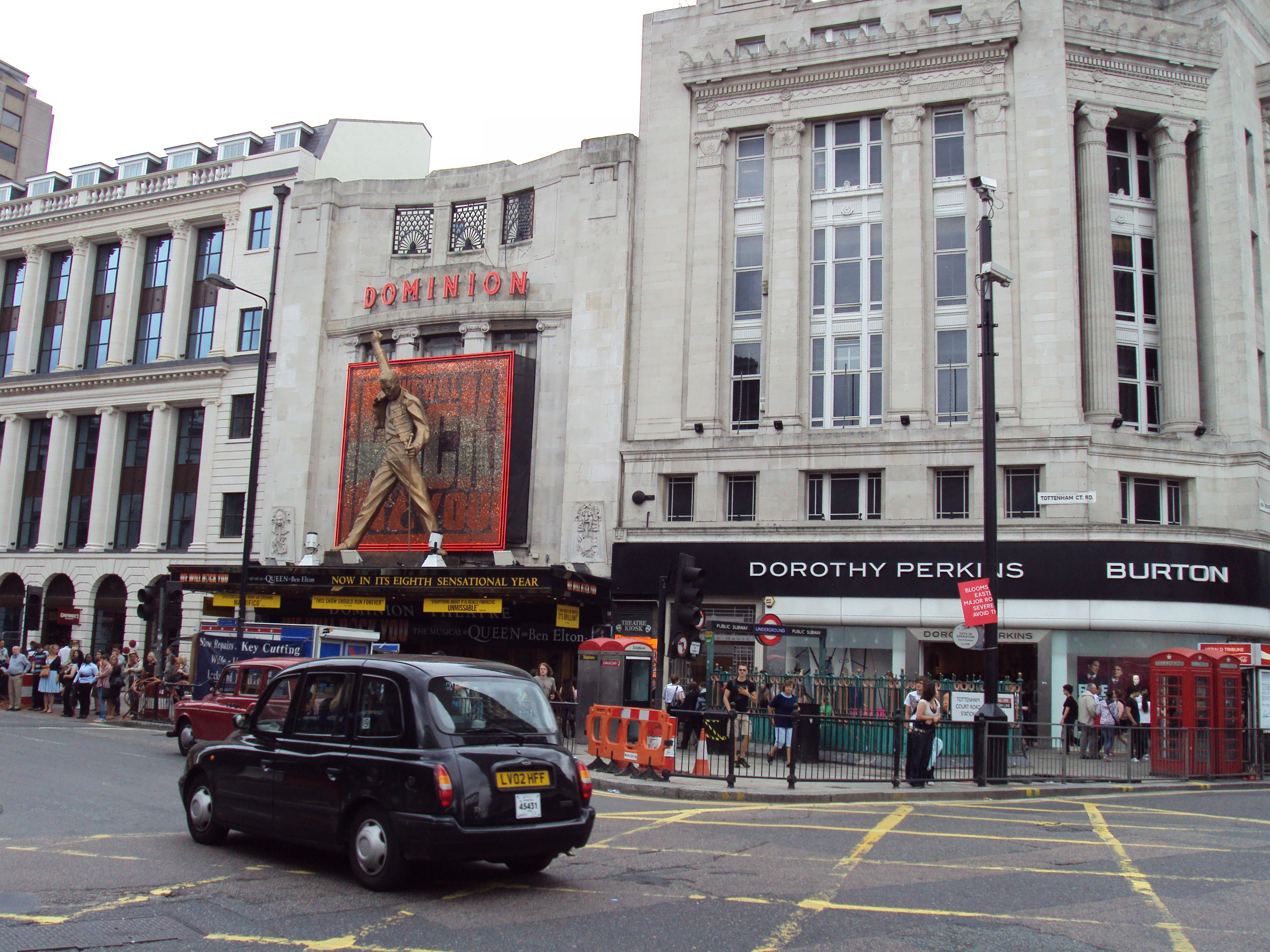
Dominion Theatre (Londres)

Con grabaciones recogidas en uno de los conciertos de esta gira, que tuvo lugar el 6 de noviembre de 1982 en el Dominion Theatre de Londres, editarían su siguiente disco en directo: Logos Live. A las dos grandes canciones enlazadas en continuidad con nombres de colores «Logos, Part One» («Intro», «Cian», «Terciopelo», «Rojo» y «Azul») y «Logos, Part Two» («Negro», «Verde», «Amarillo» y «Coda») se le une una canción adicional «Dominion». En la reedición del álbum en formato de disco compacto de 1995 por parte de Virgin ambos temas se fusionaron en una sola canción.

Tangerine Dream sufre de un leve caso de dolores de crecimiento en Logos: Live at the Dominion, después de haber apagado sus lámparas de lava y abrir los manuales de sus equipos. (...) Tal vez sean las máquinas nuevas las culpables tanto como los hombres que confían en ellas.
Glenn Swan, sobre Logos: Live at the Dominion (AllMusic) ]

Esta etapa de su carrera finaliza con la publicación de Hyperborea (1983) su último disco para Virgin. Hyperborea es un disco electrónico con estructuras pop y abundante utilización del sitar. El título hace referencia a la tierra mitológica situada más allá del viento frío del norte, según la Mitología griega, un paraíso terrenal de sol eterno. Permaneció durante dos semanas en las listas de Reino Unido alcanzando el puesto 45. El mismo año realizaron una gira de conciertos por Japón y compusieron otro tema para la serie de televisión alemana Tatort publicado en sencillo bajo el título de «Daydream». También publicaron la banda sonora, con el sello Varèse Sarabande, de la película de ciencia ficción de bajo presupuesto Wavelenght.

La unión de Chris Franke, Edgar Froese y Johannes Schmoelling resultó ser una de las más prolíficas e influyentes de la historia de la banda. Hyperborea fue un punto de inflexión para la banda, una desviación distintiva de las improvisaciones de rock progresivo, psicodelia y sintetizadores Moog. Fue un álbum nítido, estructurado y valiente, un escaparate de artistas con suficientes dosis para adaptarse a la nueva tecnología sin perderse en ella. Poniendo sus manos en los nuevos y populares teclados de mediados de los 80 la banda encontró texturas maravillosas, secuencias ricamente superpuestas y, en cierto nivel, la oportunidad de reinventarse a sí mismos con excelentes resultados. Grabado en Berlín en 1983 muestra lo que vendrá durante el resto de la década.
Glenn Swan, sobre Hyperborea (AllMusic) 

### «Blue Years» (1984-1988)

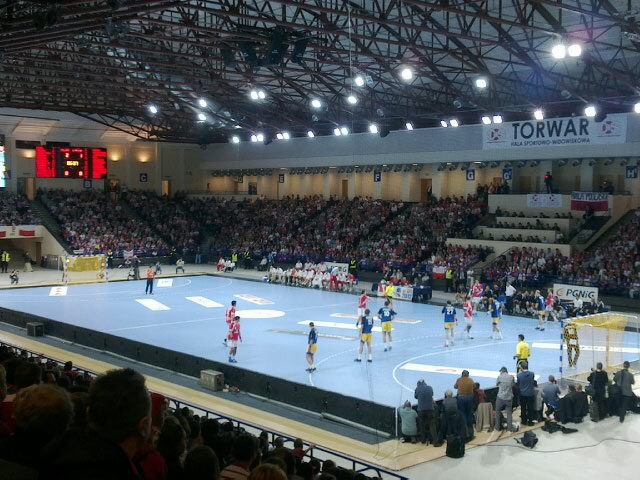
Detalle del pabellón deportivo Torwar Hall de Varsovia (Polonia) sede de uno de los seis conciertos que el grupo ofreció en Polonia en 1984.

En invierno de 1983 el grupo comenzó una nueva gira por la República Democrática Alemana y Polonia siendo la segunda vez que actuaban tras el Telón de Acero. Los miembros recuerdan la gira polaca por tener que realizar con muy bajas temperaturas, tener que tocar con mitones y constantes fallos de los equipos debido al intenso frío. Todo ello fue grabado y publicado en 1984 en un doble LP titulado Poland (1984), su primera referencia con la discográfica Jive Records con la que firmaron un contrato para la publicación de sus siguientes álbumes tras su etapa en Virgin Records. Alcanzó el puesto 90 en las listas de ventas británicas en la única semana que logró acceder a la misma.

Para este concierto (su segunda aparición tras el Telón de Acero) Tangerine Dream obtuvo una excelente actuación a pesar de los problemas técnicos y el frío extremo del invierno polaco. Las cuatro pistas largas se desarrollan y desarrollan lentamente al clásico estilo de la banda. Poland recoge un momento culmen de la carrera de Tangerine Dream antes del sampleado y de la partida de Schmoelling (en 1985).
Sean Westergaard, sobre Poland (AllMusic) 

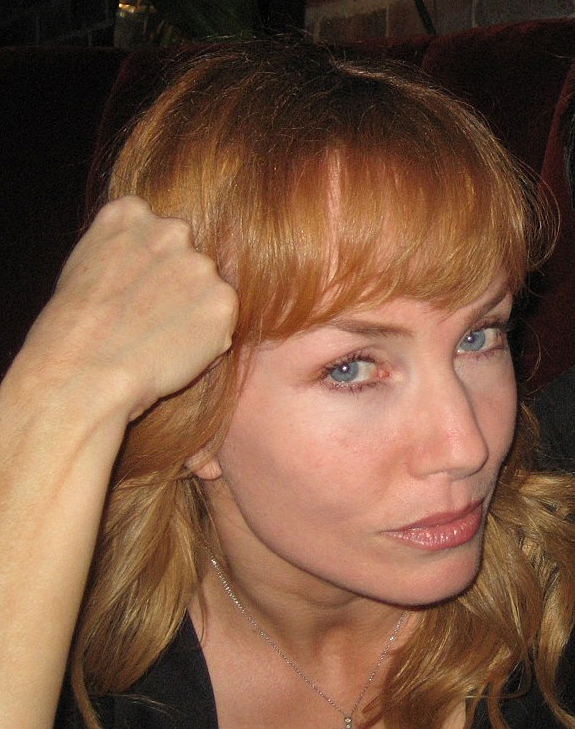
Rebecca de Mornay actriz protagonista de Risky Business.

También en 1984 el grupo editó tres bandas sonoras para películas siendo la más conocida Risky Business. Película dirigida por Paul Brickman e interpretada por Tom Cruise y Rebecca de Mornay, en la banda sonora se incluyen canciones de solistas como Bob Seger, Jeff Beck, Prince o Muddy Waters y Tangerine Dream aporta cinco temas. Entre ellos una de las canciones más conocidas de toda su trayectoria, «Love On A Real Train», considerada por la crítica también el tema más emblemático de la banda sonora. Esta fue la última referencia publicada por Virgin Records en esta etapa de Tangerine Dream y sirvió para poner punto final al contrato que el grupo mantuvo durante una década con el sello dirigido por Richard Branson.

Selección representativa bastante buena de la música de la banda sonora de esta película (protagonizada por un destacado Tom Cruise), con canciones vibrantes de Tangerine Dream en cinco pistas equilibradas con una selección de figuras del rock, blues o funk como Bob Seger, Jeff Beck, Prince o Muddy Waters. El corte destacado es «Love On A Real Train».
Steven McDonald, sobre Risky Business (AllMusic) 

La segunda banda sonora de 1984 sería para la película Firestarter, un oscuro thriller de acción, dirigida por Mark Lester. Finalmente también se publicó la banda sonora de Flashpoint, una película de acción producida para televisión por el canal HBO, interpretada por Kris Kristofferson.
El siguiente trabajo del grupo sería la banda sonora de la película dirigida por Bobby Roth, al que el grupo compuso a lo largo de los años 6 bandas sonoras, e interpretada por Peter Coyote y Nick Mancuso Heartbreakers (1985).

En algún momento Tangerine Dream descubrió una manera de producir partituras sin prestar demasiada atención como sucedió con esta partitura para una película menor. Hay algunos momentos agradables pero es básicamente Tangerine Dream siguiendo la fórmula.
Steven McDonald, sobre Heartbreakers (AllMusic) 

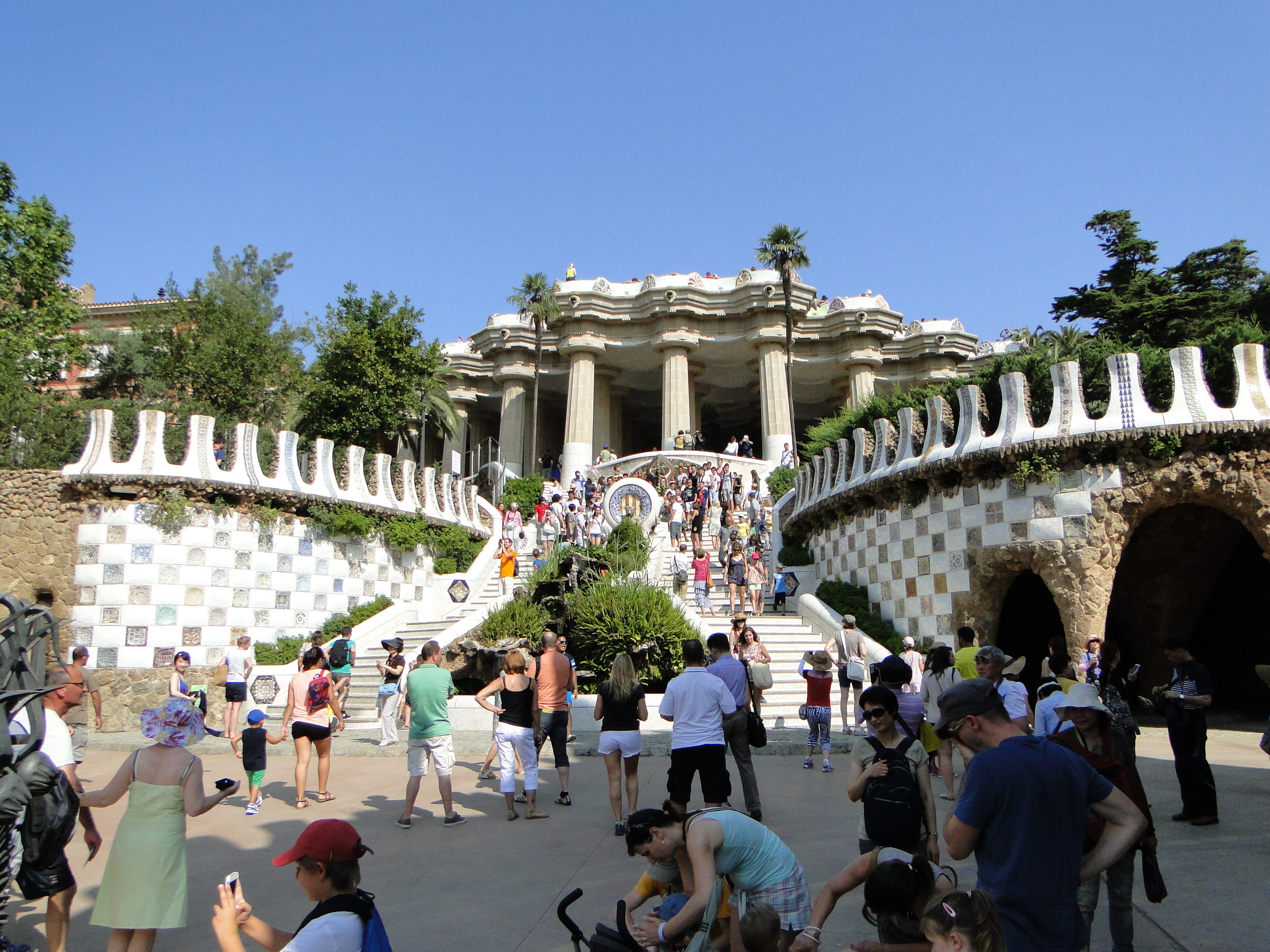
Detalle del Parque Güell de Barcelona

Dos años después de la publicación de Hyperborea el grupo publicó su siguiente disco de estudio, Le Parc (1985), un álbum conceptual formado por temas dedicados a algunos de los jardines y parques más famosos del mundo como el Bosque de Boulogne (Paris), Parque Güell (Barcelona) o Central Park (Nueva York). Es un álbum en el que el grupo abandona el concepto de largos temas por cara optando por duraciones más breves. En una de ellos colabora en las voces Clare Torry quien había dado voz al tema «The Great Gig in the Sky» en el álbum Dark Side Of The Moon de Pink Floyd. Tuvo bastante difusión internacional ya que uno sus temas sirvió como banda sonora para la serie de televisión El Halcón Callejero. También fue el último álbum de estudio que contó con la participación de Johannes Schmoelling quien se desvinculara del grupo, comenzó su trayectoria solista y construyó su propio estudio de sonido en Berlín.

Con composiciones más breves y un lenguaje cada vez más lírico de sonidos electrónicos Le Parc tiene más en común con el floreciente movimiento de la nueva era que con el trabajo anterior y sin gracia de Tangerine Dream. Las canciones son esencialmente postales musicales de grandes parques de todo el mundo aunque la atención se centra en el estado de ánimo generado por estos lugares en lugar de una traducción literal de sus cualidades geográficas. (...) La música de Tangerine Dream en los últimos años se orientó hacia arreglos más accesibles y melódicos por lo que, desde el punto de vista de trabajos como Phaedra o Stratosfear, la música en Le Parc podría verse como un considerable «embrutecimiento» de sus orígenes artísticos.
Dave Connolly, sobre Le Parc (AllMusic) 

Para seguir contando con una alineación principal de tres músicos para sus proyectos en estudio los presentes Edgar Froese y Christopher Franke contratarían como reemplazo de Schmoelling a Paul Haslinger, primero para las giras de conciertos programadas y posteriormente como miembro a tiempo completo. Haslinger es un músico austríaco con formación en música clásica y jazz.

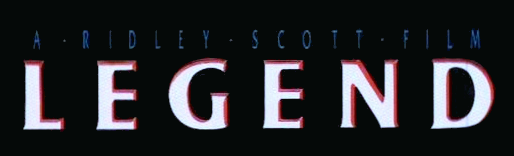
Logotipo de la película Legend dirigida por Ridley Scott

En 1986, todavía con la alineación formada por Edgar Froese, Christopher Franke y Johannes Schmoelling, el grupo compuso la banda sonora de la película de culto Legend dirigida por Ridley Scott e interpretada por Tom Cruise y Mia Sara. Una de las particularidades es la colaboración entre Tangerine Dream y Jon Anderson (líder del grupo Yes) quien interpretara el tema «Loved By The Sun». El también cantante británico Bryan Ferry interpretó otra canción sin vinculación a la música creada por el grupo. El proyecto para la realización de la banda sonora fue bastante controvertido ya que en origen el compositor Jerry Goldsmith compuso una banda sonora de estilo orquestal. El presidente de MCA, compañía matriz de Universal Studios que produjo la película, consideró que un sonido más contemporáneo atraería más a la audiencia adolescente encargando una nueva banda sonora. Por ello las composiciones de Goldsmith se emplearon para la versión estrenada en Europa y, posteriormente, para el montaje del director realizado en 2002. La versión de Tangerine Dream se utilizó para el montaje americano.

La banda sonora de Tangerine Dream para la leyenda de Ridley Scott es un conjunto vagamente interesante de paisajes sonoros atmosféricos y electrónicos, pero no encaja del todo con el esplendor de su trabajo anterior. Además, la música se ve interrumpida por canciones pop mediocres de Bryan Ferry y Jon Anderson, lo que hace que Legend sea un esfuerzo poco gratificante.
Daevid Jehnzen, sobre Legend (AllMusic) 

Tras una gira por Europa el siguiente trabajo de estudio del grupo, ya con Froese, Franke y Haslinger, sería 'Underwater Sunlight (1986), a juicio de la crítica uno de los más bellos compuestos por el grupo. La primera parte del disco es una épica composición en dos partes dedicada a las ballenas, «Song Of The Whale», mientras que la segunda parte contiene cuatro canciones de un estilo más vinculado al pop electrónico. Con este álbum volvieron a las listas de ventas británicas, alcanzando el puesto 97, durante una única semana.

Underwater Sunlight fue el primer álbum que Paul Haslinger grabó con Tangerine Dream y su presencia se siente de inmediato. Con Haslinger el grupo se basó más en estructuras estrictas, y florecimientos compositivos discordantes, lo cual es previsible ya que proviene directamente de una formación clásica. El grupo aún no había descubierto cómo incorporar completamente estas técnicas en su música pero los resultados son fascinantes.
Rodney Batdorf, sobre Underwater Sunlight (AllMusic) 

En 1987 verían la luz dos nuevos álbumes: la banda sonora de la comedia adolescente Three O'Clock High, dirigida por Phil Joanou, y Tyger un nuevo álbum conceptual de estudio. En Tyger, un proyecto incomprendido impulsado por Edgar Froese, volvieron a experimentar con la voz y las letras en esta ocasión con la cantante estadounidense de soul Jocelyn B. Smith, que canta poemas poemas de William Blake sobre la música . Con un complejo proceso de producción, el trabajo de Smith y las sesiones de grabación fueron muy exigentes y, como sucediera en la grabación del anterior disco vocal de Tangerine Dream Cyclone (1978), generó profundas desavenencias. Según Edgar Froese la cantante no comprendía el estilo de letras escritas por Blake que mezclaban aspectos políticos, sociales o esotéricos. Sería la última inclusión de un álbum en las listas de ventas británicas, alcanzando el puesto 88 durante su única semana de permanencia.

Tyger muestra a Tangerine Dream poner música a la poesía de William Blake. Si bien la combinación de estilos será desagradable para algunos, particularmente para los fanáticos de Blake, los resultados son sorprendentemente evocadores y sonoros. Tyger puede no ser uno de los álbumes más accesibles dentro del catálogo de Tangerine Dream pero para aquellos que deseen explorar el lado más aventurero del grupo merece la pena escucharlo.
Thomas Erlewine, sobre Tyger (AllMusic) 

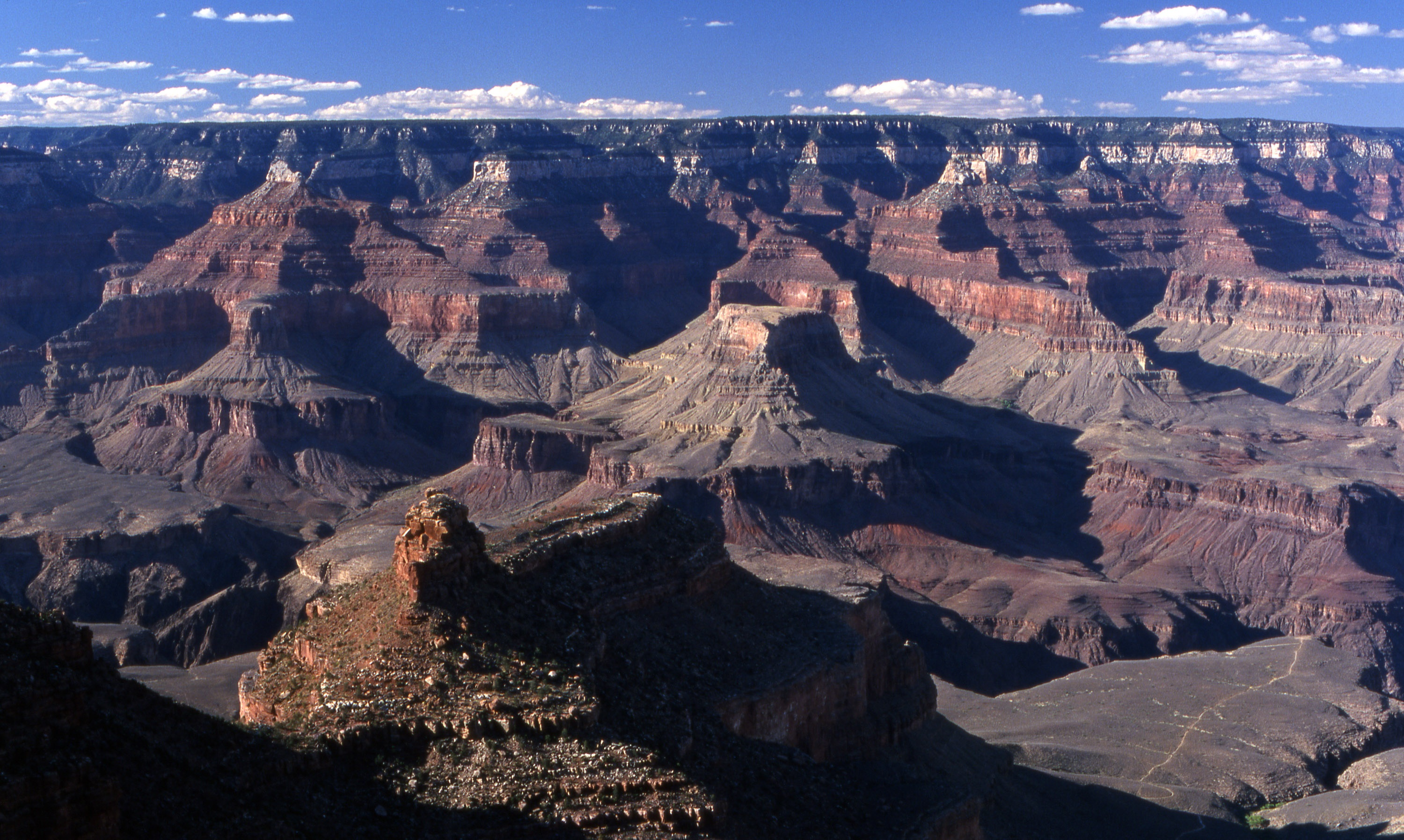
Detalle del Gran Cañón del Colorado (Estados Unidos)

El siguiente álbum fue la banda sonora de la película de terror, con pobres resultados de taquilla pero posterior título de culto, Near Dark dirigida por Kathryn Bigelow (1988). En el inicio de la mismo se puede encontrar un blues a petición de la propia Bigelow. 
Su siguiente trabajo, también publicado en 1988, sería la banda sonora del melodrama Shy People dirigido por el realizador ruso Andrei Konchalovski. El álbum destaca por contar con unos de los pocos ejemplos en los que tanto Edgar Froese como Christopher Franke y Paul Haslinger componen, además de la música, letras para algunas canciones, una práctica excepcional en la trayectoria del grupo.
Después vería a luz un vídeo de naturaleza, titulado Canyon Dreams, mostrando un vuelo sobre el Gran Cañón de Colorado, apareciendo por primera vez en los créditos el nombre de Jerome Froese hijo de Edgar Froese en el tema «Colorado Dawn». Gracias a esta banda sonora, publicada en 1991 a través del sello Miramar, el grupo recibe su primera nominación a los Premios Grammy.

Tangerine Dream recibió su primera nominación al Grammy con este álbum. La música fue compuesta originalmente para una videocreación sobre el Gran Cañón publicado bajo el mismo título. El estilo es una combinación bastante ingeniosa del estilo progresivo del grupo y las inclinaciones comerciales actuales y, como tal, es el mejor álbum de Tangerine Dream de los últimos años.
Linda Kohanov, sobre Canyon Dreams (AllMusic) 

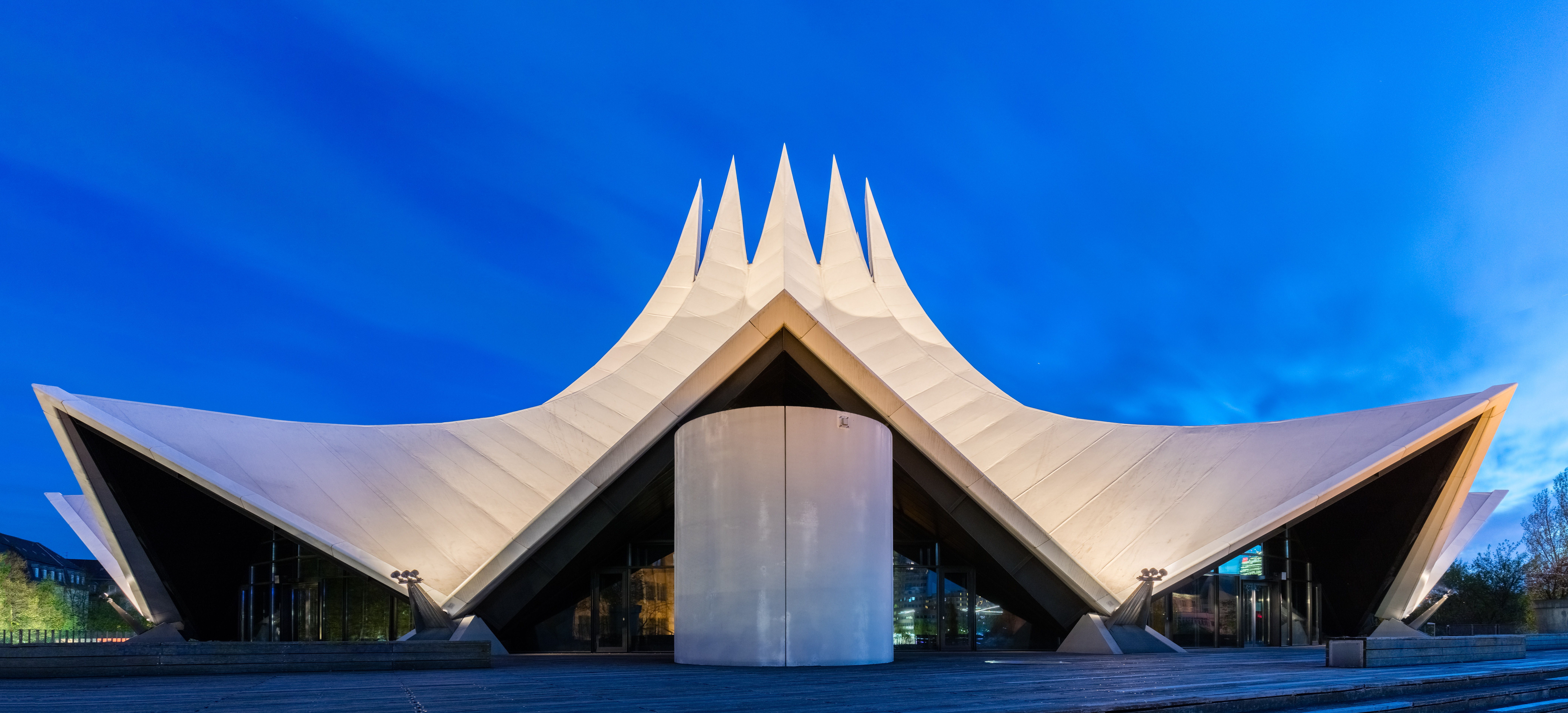
Vista de la sala de conciertos Tempodrom (Berlín)

Para finalizar su contrato con Jive Records se publica un álbum en directo con grabaciones de dos conciertos realizados entre 1986 y 1987, titulado Livemiles (1988). Se trata de un disco con una canción grabada durante un concierto de la gira americana de 1986 realizado en Albuquerque (Estados Unidos) y otra canción con el concierto realizado durante la conmemoración del 750 aniversario de la fundación de Berlín Oeste (Alemania).

Ambas piezas son un poco largas y serpenteantes pero ofrecen suficientes elementos para que el álbum sea una compra que valga la pena para los entusiastas de Tangerine Dream.
Rodney Batdorf, sobre Livemiles (AllMusic) 

Esta etapa en la trayectoria de Tangerine Dream concluye con la salida del grupo de Christopher Franke, después de casi dos décadas junto a Froese, oficiosamente por «diferencias». En realidad, y como confirmó Franke en entrevistas posteriores, por el cansancio personal al ritmo de trabajo impuesto por Froese y por la negativa de este último de aceptar un parón en la actividad del grupo para descansar, reorganizar el grupo y proponer nuevos enfoques.

La decisión final sobre mi partida llegó en el momento en que Edgar decidió hacer una gira de nuevo. Él me dijo: «No podemos hablar de esto privadamente». Y tuvimos que decir oficialmente si estaba dentro o fuera del grupo. Dije: «Está bien, estoy fuera». Pero debo decir que, para entonces, quería ser libre. Yo quería marcharme, disfrutar de un año sabático, luego ir a América y hacer las cosas a mi manera porque no vi ninguna mejora en el sistema de trabajo de Tangerine Dream.
Chris Franke, sobre su salida de Tangerine Dream (Electronic Dreams, 1994) 

Tras una breve estancia en España Chris Franke finalmente recala en Estados Unidos especializándose en la creación de música para películas y series de televisión como Babylon 5.

Cuando tomé la decisión de realmente marcharme (Edgar Froese) se sorprendió. No estaba contento con eso al menos al principio. Él esperaba que yo fuera más práctico y no ser tan arriesgado. Al abandonar el grupo perdía la seguridad de unos ingresos y ese tipo de cosas. Edgar no calculó que mi deseo de mejorar la calidad de vida y la música dentro de Tangerine Dream era tan importante que me arriesgaría a volar en solitario. (...) Probablemente ya contaba con que volviera junto a él para proseguir con nuestro trabajo. Pero Tangerine Dream había cambiado tantas veces que sentí que no sería un desastre cambiar mi influencia dentro del grupo. Mi papel ya no era tan importante. Tangerine Dream podría ir en cualquier dirección. El nombre estaba consolidado. Había muchas personas que comprarían los álbumes por el nombre sin importar qué contenían.
Chris Franke, sobre su salida de Tangerine Dream (Electronic Dreams, 1994) 

La crítica ha considerado la influencia de Franke durante su estancia en Tangerine Dream no sólo en su trabajo en la elaboración de ritmos, una de sus señas históricas de identidad ya que comenzó su trabajo en el grupo por su conocimiento como baterista, sino en la capacidad de mantener frescas e innovadoras las propuestas musicales sin caer en los convencionalismos o en la repetición de patrones.

Ahora ni Edgar ni yo lamentamos nada. Fue un proceso natural. Todo fue hablado y pensado. Fue una decisión adulta. No fue nada inesperado y definitivamente no fue una pelea. En algunos grupos hay una división porque hay una novia involucrada, o algo personal, o una pelea financiera, o lo que sea. Pero en este caso fueron dos personas, a las que les separan nueve años de edad, que evolucionaron y se separaron para encontrar su propio futuro por separado. Edgar ha encontrado su futuro. Yo también. Edgar y yo todavía nos vemos y nos ayudamos mutuamente. Quiero decir, ¡es muy aburrido porque no hubo algo espectacular o una gran razón!.
Chris Franke, sobre su salida de Tangerine Dream (Electronic Dreams, 1994) 

### «Melrose Years» (1988-1990)

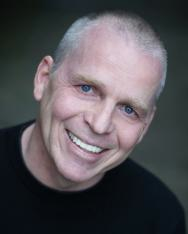
Peter Baumann, además de formar parte de la alineación considerada «clásica» de Tangerine Dream, fichó al grupo para su discográfica Private Music a finales de los años 1980.

Tras la marcha de Christopher Franke y la finalización de su contrato con Jive Records Tangerine Dream empieza una nueva etapa con la publicación de su primer álbum en Private Music, sello discográfico del exintegrante de la banda Peter Baumann. Esta etapa se caracteriza por la "americanización" de su estilo y su apuesta por planteamientos más convencionales y comerciales, además de reclutarse a nuevos músicos más jóvenes para seducir a una nueva generación de aficionados. Inicialmente serían Edgar Froese y Paul Haslinger quienes estuvieran al frente del grupo.
Con su publicación inicial en Estados Unidos, y posteriormente en Europa, de 'Optical Race (1988) Tangerine Dream ofrece un rumbo diferente y finalizan una época en su música. Integrado por diez canciones, más breves, repleta de tecnología digital, ritmo y melodías más accesibles. Entre agosto y septiembre de 1988 se realizó una gira de presentación por América del Norte en la que participó el ingeniero de sonido Ralph Wadephul configurando una de las alineaciones más breves en toda la trayectoria del grupo. Posteriormente, en diciembre de 2003, se editó Rockface álbum doble que recoge las grabaciones de la gira tras años en los que fueron comercializadas ediciones no oficiales.

Optical Race es una de las publicaciones más accesibles de Tangerine Dream. Las melodías y los ganchos son tan fuertes como en cualquier producción del grupo, y se complementan con un sonido electrónico limpio. (...) Estilísticamente se extiende entre su anterior disco Underwater Sunlight y Tangram. (...) El corte que da título al álbum, con su insistente percusión electrónica, es lo más destacado.
Ross Boissoneau, sobre Optical Race (AllMusic) 

En 1989, de vuelta a Viena, Froese y Haslinger compusieron y publicaron la música para las películas Miracle Mile (1989) —cuyo tema trata sobre un desastre nuclear—, Destination Berlin -película diseñada para ser proyectada en formato de 360°- y Catch Me If You Can —publicada en 1994 y una accesible banda sonora para la película dirigida por Stephen Sommers—.

La película tiene un alto grado de tensión y Tangerine Dream da en el clavo utilizando ritmos duros de secuenciadores para mantener la tensión. Los oyentes encontrarán que esta es casi la composición de toda la música. Hay muy poca melodía dentro de las estructuras de la música. Pero a pesar de esta falta es muy adecuado y muy escuchable. Un par de pistas no secuenciadas también están en el álbum y rompen las partes de ritmos duros. Recomendado.
Matt Hargreaves, sobre Miracle Mile (AllMusic) 

En su siguiente disco de estudio, 'Lily on the Beach (1989), incorporaron nuevos instrumentos y nuevos músicos: Hubert Waldner al saxofón y la flauta y Jerome Froese a la guitarra y los teclados. Con 13 canciones y 55 minutos de duración en Lily on the Beach figuran algunas de las canciones más conocidas de la banda como «Too Hot For My Chinchilla» y «Long Island Sunset» que se utilizaron como música incidental en emisoras de radio y televisión.

Lily on the Beach solidifica su lugar en la música contemporánea, con un ligero retorno a más sonidos no sintetizados, de batería o guitarra. Aunque ocasionalmente recurren a un enfoque entrecortado o mecánico, la mayoría de las pistas son imaginativas y rítmicamente atractivas, ofreciendo una mezcla de piezas más lentas y melódicas con varios puntos que están directamente orientados al rock. Este es el tercer lanzamiento en Private Music de este grupo alemán y parecen estar contentos y asentados ya que este sello prestigioso lleva su sonido hacia los años 90.
AllMusic, sobre Lily On The Beach 

Froese continuó buscando un saxofonista y flautista fijo para la formación. Varios amigos de Viena le recomendaron a Linda Spa quien participó por primera vez en un concierto de Tangerine Dream el 20 de febrero en Alemania y se convirtió en una de las integrantes con más experiencia en la formación. Poco después también comenzó a participar en vivo el hijo de Edgar Froese, Jerome Froese, quien también se convertiría en un miembro estable de la banda. El primer disco con esta nueva formación sería Melrose (1990). Tras su edición Paul Haslinger abandona el grupo para mudarse a Los Ángeles (Estados Unidos) país en el que prosigue su trayectoria en solitario y empieza a componer bandas sonoras para series de televisión.

Podrías pensar que la banda (compuesta por el guitarrista - teclista Edgar Froese, su hijo Jerome Froese, y el teclista Paul Haslinger) elegirían descansar en sus muchos laureles después de tantos años, pero Melrose es tan intensa como puede ser la música creada con sintetizador, recogiendo el testigo donde lo dejó su disco anterior Lily on the Beach. (...) Sonidos inteligentes de intérpretes y productores magistrales.
Jonathan Widran, sobre Melrose (AllMusic) 

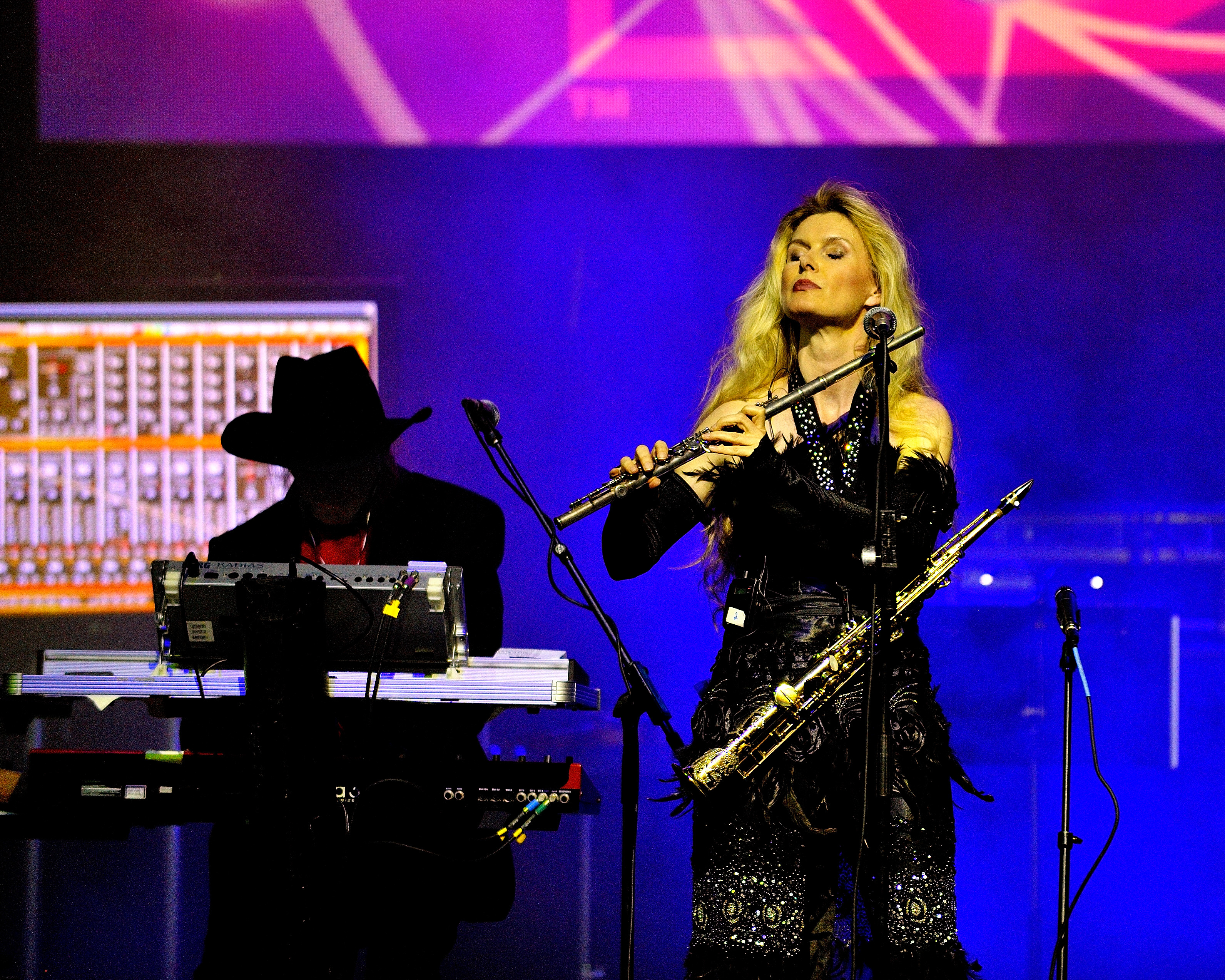
Linda Spa una de las artistas que más tiempo ha participado en Tangerine Dream (entre 1990 y 1997 y de 2005 a 2014)

Para finalizar el contrato con el sello de Peter Baumann, aunque el grupo ya publicó otros álbumes con otras discográficas, se publica un recopilatorio titulado 'The Private Music of Tangerine Dream (1992). En este álbum se sintetizan las canciones más conocidas de los álbumes de estudio Optical Race, Lily On The Beach y Melrose, de la banda sonora Miracle Mile e incluyen dos canciones inéditas compuestas por Jerome Froese: «Beaver Town» y «Roaring Of The Bliss».
En 1991 también vio la luz una nueva serie de bandas sonoras compuestas en años anteriores pero hasta entonces inéditas en formato físico: Dead Solid Perfect, una producción de HBO para televisión originalmente rodada en 1988, dirigida por Bobby Roth y protagonizada por Randy Quaid; The Park Is Mine telefilme, también producido por HBO en 1986, protagonizado por Tommy Lee Jones y dirigido por Steven Hilliard Stern y publicado por Silva Screen; The Man Inside, también denominada L'Affaire Wallraff, protagonizada por Peter Coyote y publicada por EMI France; la televisión alemana les pidió una nueva banda sonora para la serie policíaca Tatort.

Es un placer escuchar la música. Sin los esfuerzos de Silva Screen es muy probable que esta música nunca se hubiera publicado. Solo se habría escuchado a través de la televisión donde quedaba enterrada en la banda sonora. Este CD tiene 22 pistas y su tiempo total es de alrededor de 36 minutos.
Matt Hargreaves, sobre Dead Solid Perfect (AllMusic) 

### «Seattle Years» (1991-1995)

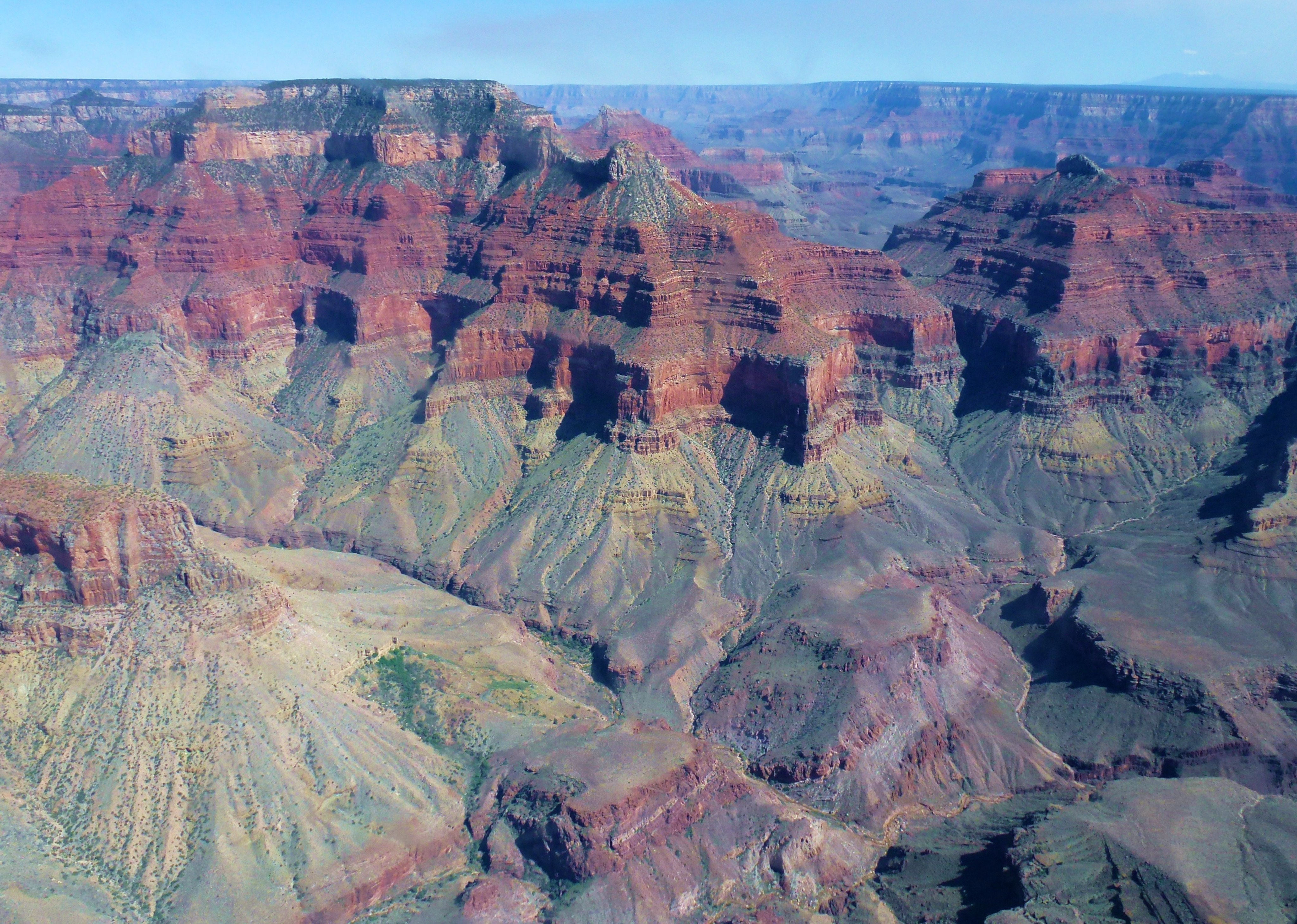
Panorámica del Gran Cañón del Colorado (Arizona, Estados Unidos)

Una nueva etapa, denominada «Seattle Years» comienza con la firma de un nuevo contrato con la discográfica Miramar. La primera referencia publicada en el nuevo sello es la banda sonora para la película documental Canyon Dreams (1991) compuesta en 1986 por la alineación formada por Edgar Froese, Cristopher Franke y Paul Haslinger pero es entonces cuando ve la luz. El grupo obtuvo su primera nominación a los Premios Grammy con esta grabación.

"El estilo es una ingeniosa combinación del estilo progresivo del grupo y las tendencias actuales y, por tanto, es uno de los más acertados álbumes de Tangerine Dream en tiempos recientes"
Linda Kohanov (AllMusic) 

Rockoon (1992), el primero de los álbumes de estudio de esta etapa, muestra claras influencias de Jerome Froese y su guitarra eléctrica. Con un proceso de preproducción especialmente extenso, entre marzo de 1991 y enero de 1992, también colaboran Zlatko Perica (guitarra), Richi Wester (saxofón), Enrico Fernández (macubaha) y Jayney Klimek (voces) pero no forma parte de la grabación Linda Spa. El disco sería nominado a los Premios Grammy en la categoría de «Mejor Disco New Age».

Rockoon mezcla la electrónica, de la Escuela de Berlín, con texturas de rock & roll. Es rítmico pero no tecno. Hay secuencias pesadas y algunos pasajes atmosféricos excelentes. Pero la excelencia no dura.
Jim Brenholts, sobre Rockoon (AllMusic) 

También en 1992 se publicaron varios álbumes uno de los cuales es un proyecto curioso dentro de la discografía de Tangerine Dream: un audiolibro titulado Rumpelstiltskin, basado en el popular cuento de hadas posteriormente compilado por los Hermanos Grimm, con música incidental de Tangerine Dream y narrado por la actriz Kathleen Turner. Finalmente vio la luz una edición limitada de 1000 copias de un álbum titulado Quinoa, dirigido a los miembros del club de aficionados del grupo, que cosechó pobres críticas y posteriormente fue reeditado con diferente cubierta, dos canciones adicionales y dirigido al público general.
En 1993 se publica el disco en directo, el primero en cinco años, '220 Volt Live grabado durante su gira estadounidense de 1992. Recibirían con este álbum la tercera nominación a los Grammy. En el mismo hay una versión del clásico «Purple Haze» de Jimi Hendrix. Basándose en este disco la discográfica, Miramar, publicaría un vídeo titulado Three Phase - Past, Present, Future que no incluía todo el concierto pero se completaba con videoclips y grabaciones de su gira de 1993. También vería la luz la publicación de la banda sonora del telefilme Deadly Care, interpretado por Cheryl Ladd y Jason Miller, coescrita originalmente en 1987 por Edgar Froese y Christopher Franke.

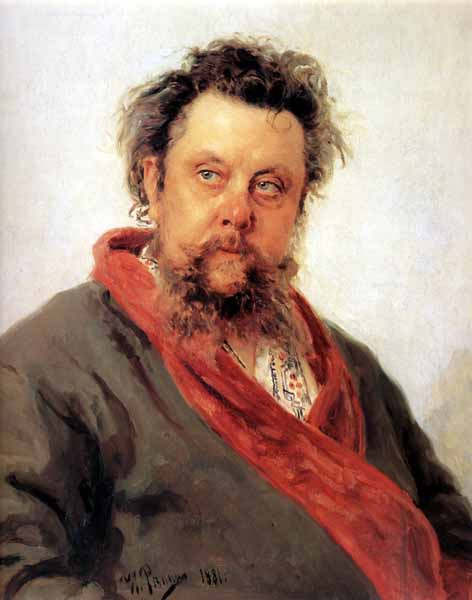
Retrato del compositor Modest Músorgski

A principios de los años 90 el guitarrista / teclista fundador Edgar Froese había renovado la formación del grupo increíblemente prolífico y trajo a su hijo, el guitarrista / teclista Jerome Froese, a bordo como su compañero musical y prosiguió una orientación más rockera. El guitarrista Zlatko Perica y la saxofonista / teclista Linda Spa se unieron como miembros de gira y su trabajo es una parte vital del sonido de 220 Volt Live. La sensación general hipnótica de la música se ve reforzada por las pistas rítmicas energéticas, los largos solos de guitarra de Perica, Edgar Froese y Jerome Froese (a menudo rayando el hard rock y el heavy metal en tono y ejecución) y las líneas de saxofón flotante de Spa.
Bret Adams, sobre 220 Volt Live (AllMusic) 

En 1994 se publica 'Turn Of The Tides, un álbum conceptual basado en Cuadros de una exposición de Modest Músorgski, y un disco en el que se hace más notable la influencia de Jerome y en el que también participaron el guitarrista Zlatko Perica y la saxofonista Linda Spa. El disco fue nominado a los Grammy de 1994 como «Mejor Disco New Age». El mismo año Virgin publicó un estuche de cinco CD, titulado Tangents 1973-1983, que en los cuatro primeros mezcla y resume los años de la década Virgin. También el sello Edel Screen decidió publicar la banda sonora de la comedia juvenil Catch Me If You Can compuesta por Edgar Froese y Paul Haslinger en 1989.

El disco se abre con una hermosa sinopsis de Cuadros de una exposición de Músorgski que es una de las canciones más intensas de Tangerine Dream en toda su carrera. Los samplers son oportunos y la disposición perfecta. (...) Tangerine Dream desarrolla imágenes en la banda sonora de esta película que no existe. Este es un gran CD. Apelará a los fanáticos de Ron Boots, Ian Boddy, Klaus Schulze y Kevin Braheny.
Jim Brenholts, sobre Turn Of The Tides (AllMusic) 

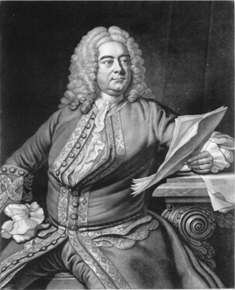
Retrato del compositor George Frideric Händel

'Tyranny Of Beauty (1995), su penúltimo álbum de estudio para Miramar, incluye una nueva versión de uno de sus temas más celebrados de la década de los años 1970: «Stratosfear» -renombrada «Stratosfear 1995»-. El disco fue nominado a los premios Grammy, siendo la séptima y última ocasión hasta 2019, e incluye una versión del tema «Largo» de George Frideric Händel. Siendo un álbum que trataba sobre la tiranía de la moda en la gira de presentación Linda Spa caminó por la pasarela tocando el saxofón vestida con un traje de novia.

Tyranny of Beauty es uno de los mejores CD de Tangerine Dream de principios y mediados de los 90. Eso no dice mucho. Los álbumes del grupo de ese período, e incluso de finales de los 80, son relativamente débiles. Y, para estar seguro, este disco tiene sus debilidades. Sin embargo, están eclipsados por sus puntos fuertes y el disco gana grandes elogios. (...) Las atmósferas se complementan entre sí y crean un gran paisaje sonoro. La pista más destacable es Stratosfear 1995 un rediseño del estándar de su época en Virgin Records. Este CD es un regreso a lo básico con pulido y tacto. Es esencialmente Escuela de Berlín.
Jim Brenholts, sobre Tyranny Of Beauty (AllMusic) 

El disco 'The Dream Mixes (1995), último de los álbumes publicados con el sello Miramar, inaugura una forma de trabajo que sería continuada en los años siguientes: un disco con temas previos, en este caso de los discos Rockoon, Turn Of The Tides y Tyranny Of Beauty, remezclados por Jerome Froese y algunos temas nuevos con un sonido electrónico más intenso y contemporáneo dirigido a las pistas de baile. Con la edición de este álbum finalizó el compromiso contractual del grupo con la discográfica Miramar (para Estados Unidos) y Virgin (para Europa). 
Durante la búsqueda de un nuevo sello que editara su música el grupo recaló brevemente en el sello británico Castle Communications para la edición de un álbum adicional, 'Goblins Club, publicado en 1996. En este álbum, además de la colaboración compositiva de Linda Spa, también participó el Coro de Niños de Viena. Más tarde aparecería un estuche de cinco CD, con un libreto de 98 páginas, titulado The Dream Roots Collection. Los cuatro primeros discos son recopilatorios, remezclas y regrabaciones de canciones de las etapas anteriores de Tangerine Dream y el quinto disco contiene temas inéditos compuestos entre los años 1985-1986 por Edgar Froese y Christopher Franke tras la salida de Johannes Schmoelling y antes de la incorporación de Paul Haslinger al grupo.
También el sello Repertoire Records publicó una nueva versión de la banda sonora de la película Zoning (1996) dirigida por Ulrich Krenkler que no correspondía con el material originalmente enviado por el grupo en 1986 y que es el que se incluye en la película.

### «Millenium Years» (1996-2014)
Aunque durante su trayectoria firmaron contratos con las discográficas Ohr, Virgin Records, Jive Records, Private Music, Miramar Records o Castle Communications Tangerine Dream dio el salto a la autoproducción con la creación de sus propios sellos discográficos: Tangerine Dream International - TDI (para sus grabaciones entre 1996 y 2005) y Eastgate (desde 2005).
Esta etapa se caracteriza por la publicación de discos de estudio, la edición de grabaciones en vivo, la regrabación de discos icónicos del grupo y, especialmente, la agrupación de las ediciones de discos en series temáticas: The Dream Mixes (remezclas de canciones destinadas a los clubs de música electrónica, entre 1995 y 2010), The Divine Comedy series (inspirada en La Divina Comedia de Dante, entre 2002-2006), The Five Atomic Seasons (dedicada a los bombardeos atómicos sobre Hiroshima y Nagasaki, años 2007-2010) o Eastgate Sonic Poems (durante los años 2011-2013, basada en la obra literaria de escritores como Edgar Allan Poe o Franz Kafka). Las grabaciones correspondientes a esta etapa son más complicadas de encontrar en tiendas físicas y se adquieren principalmente a través de venta en línea y plataformas de internet.

#### Etapa TDI (Tangerine Dream International)
Durante su tour europeo el grupo publicó un EP de edición limitada de 2.000 copias llamado Sheperds Bush. Contiene los temas «Thief Yang» y «Tangram Seal» y una versión del tema de The Beatles «Eleanor Rigby»» aunque hacía ya tiempo que el grupo tocaba en directo versiones de temas clásicos del rock y el pop.
1997

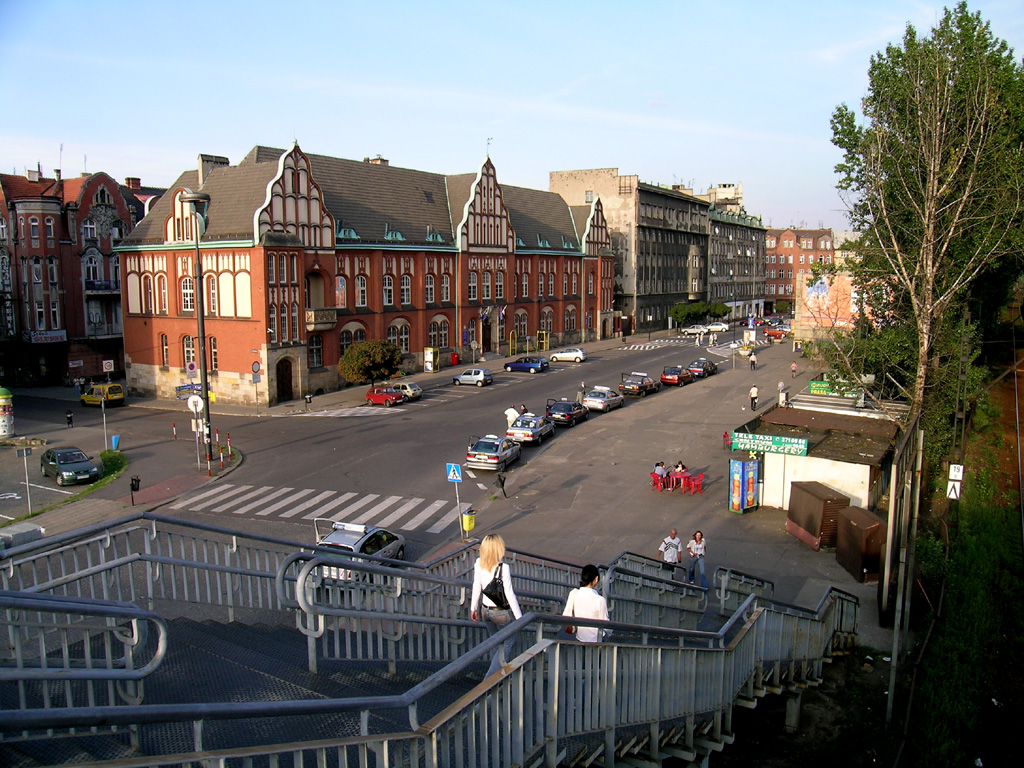
Panorámica de Zarbze (Polonia)

Fue un año especialmente prolífico en la carrera de la banda. Tangerine Dream inició una larga gira por Europa que les volvería a llevar de nuevo a su Alemania natal tras superar sus discrepancias con promotores locales. Tocaron en directo en Berlín, Bonn, Hanóver, Hamburgo, Fráncfort del Meno y otras ciudades. El percusionista Emil Hachield participó en los conciertos. Partiendo de la grabación hecha en la segunda parte de dicha gira en la ciudad polaca de Zabrze se editó el directo Tournado.

La evidencia de que Tangerine Dream había entrado en una nueva fase en los años 90: una gira en vivo que en realidad mostraba canciones de su catálogo en ese momento. (...) El sonido y los detalles sonoros suelen ser sobresalientes y, en muchos casos, estas versiones en vivo tienen más energía y presencia que las originales. Lejos de la atmósfera meditativa que uno encontraría en un concierto al comienzo de su carrera Tournado casi desafía al oyente a quedarse quieto mezclando melodías energizantes con contagiosos ritmos de club. (...) Si los oyentes no han comprado nada de su trabajo de los años 90 este podría ser el mejor lugar para comenzar. A juzgar por la música en este disco Tangerine Dream ofrece un gran espectáculo.
Dave Connolly, sobre Tournado: Live In Europe (AllMusic) 

El mismo año ve la luz TimeSquare: Dream Mixes II. Segundo álbum de la serie de remezclas The Dream Mixes, impulsada por Jerome Froese, en esta ocasión solamente dos de las siete canciones que lo conforman son remezclas de canciones anteriores -«Mobocaster», denominada «Twilight Brigade» en Turn Of The Tides (1994), y «Towards The Evening Star» incluida originalmente en Goblins Club (1996)- y el resto son temas nuevos en clave música dance y de estilo techno. Las críticas del álbum, no obstante, fueron mayoritariamente negativas.

"TimeSquare: Dream Mixes II es un desigual y extremadamente débil conjunto de versiones alternativas de Tangerine Dream. Edgar y Jerome Froese hackearon algunas de sus composiciones originales, agregaron ritmos tecno, y lo dieron por bueno"
Jim Brenholts (AllMusic) 

Panorámica del Monumento Nacional Cedar Breaks (Utah, Estados Unidos), localización filmada en el documental Oasis

También se publicaron dos bandas sonoras: Oasis, que prosigue estilísticamente el camino marcado en la banda sonora Canyon Dreams (1991) y se compuso como fondo para la película documental homónima que muestra diferentes paisajes de Parques Naturales de Estados Unidos; y The Keep edición parcial de la banda sonora de la película de terror homónima dirigida por Michael Mann en 1983.
Finalmente salió a la venta el álbum de estudio Ambient Monkeys. Además de composiciones nuevas del grupo, y extractos de piezas clásicas de Bach, Mozart y Haendel, incorpora diversos sonidos y ruidos tomados en la selva: monos, pájaros o locomotoras. El material de Ambient Monkeys mezcla el sonido ambiental característico de la banda con ritmos de discoteca cercanos al Jungle o al drum and bass.

Ambient Monkeys comenzó su vida como música incidental para ser escuchada antes de los conciertos de la gira europea de Tangerine Dream en 1997. (...) El nombre del álbum es acertado ya que las composiciones se desvanecen sobre un lecho constante de efectos de sonido (...). También es ambiental, en el sentido de Brian Eno, y está destinado a ser escuchado tanto pasiva como activamente. (...) La música en sí incluye temas de un par de obras clásicas, canciones alteradas de álbumes como Optical Race y Green Desert y algunas piezas originales la mayoría de las cuales no duran lo suficiente como para causar una gran impresión. (...) Como álbum, sin embargo, es más un curiosidad.
Brian E. Kirby, sobre Ambient Monkeys (AllMusic) 

1998
Dos discos en vivo fueron editados en 1998: Dream Encores, una recopilación de canciones en vivo grabadas entre 1986 y 1997 extraídas de ediciones especiales de discos como Rockoon, Dreamtime u Optical Race, y Valentine Wheels, grabado durante un concierto que ofrecieron en Londres en 1997 con nuevas versiones de canciones originalmente compuestas entre 1977 y 1997.
Además se publican dos álbumes integrados por temas descartados de las bandas sonoras de estos últimos años, compuestos e interpretados por Edgar y Jerome Froese: The Hollywood Years I y The Hollywood Years II.

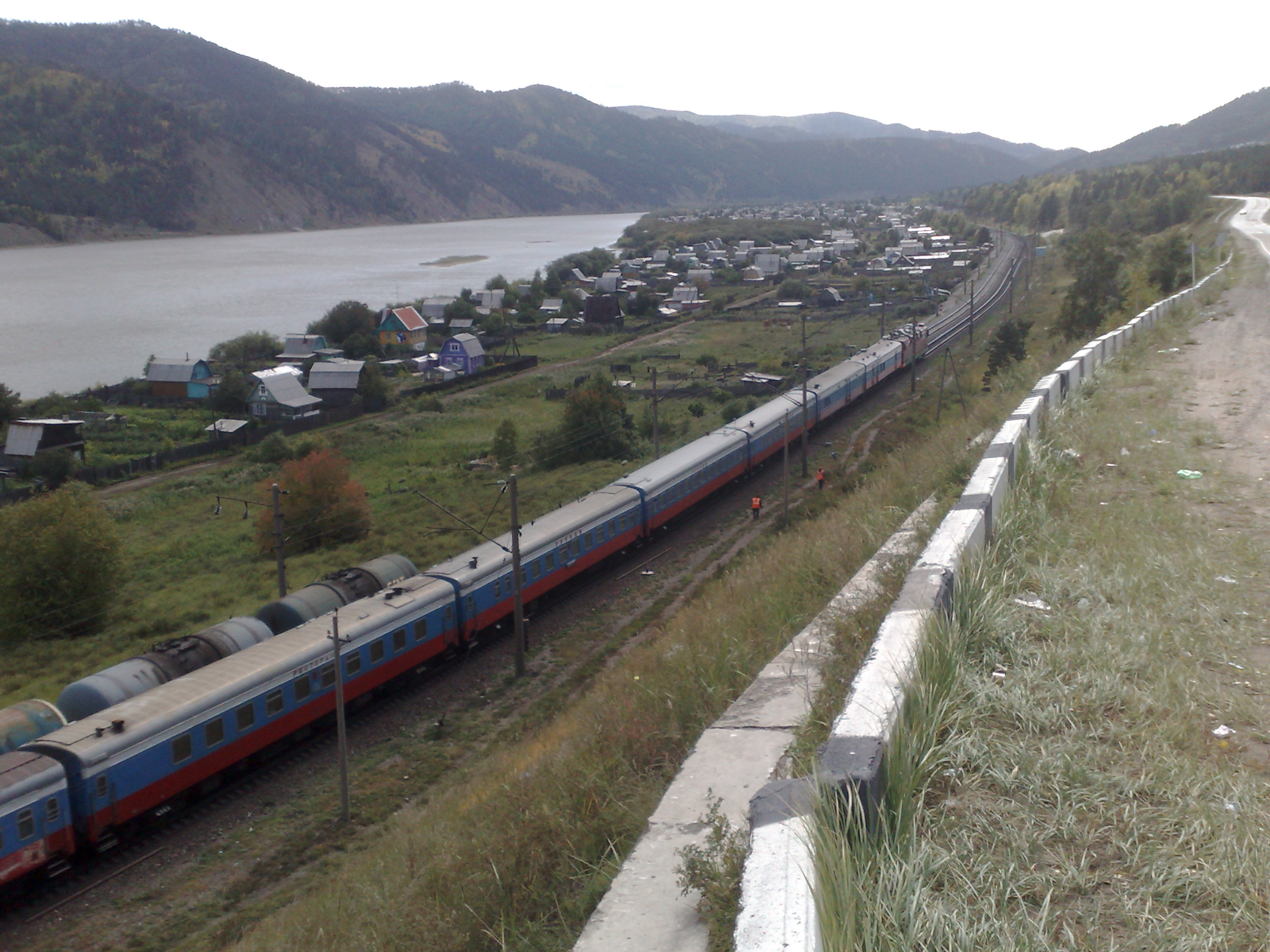
Panorámica del ferrocarril Transiberiano junto al río Selengá

Finalmente se publica la banda sonora del documental Transsiberia dedicado al tren homónimo que atraviesa Rusia de este a oeste y que cosechó una buena recepción crítica.

Este es un gran álbum. Las imágenes son claras y vívidas. La influencia del ritmo crea la sensación de estar en un tren y los paisajes sonoros son apropiadamente fríos y distantes. Los oyentes atentos sentirán el aislamiento de Siberia y el aura de realidad del patrimonio ruso. Esta es la clásica Escuela de Berlín por los fundadores del estilo.
Jim Brenholts, sobre Transsiberia: The Russian Express Railway Experience (AllMusic) 

1999
En 1999 Tangerine Dream editó un nuevo álbum en vivo, Sohoman, concierto grabado originalmente en Sídney el 22 de febrero de 1982 por la formación integrada entonces por Edgar Froese, Johannes Schmoelling y Christopher Franke y que no se había publicado hasta entonces. Se trata de la primera referencia de una serie de cinco álbumes denominados «Tangerine Dream Classics Edition» que ofrecían versiones remasterizadas y publicadas por primera vez de conciertos de etapas previas de la formación.
También se publicó la banda sonora de la película documental, 'What A Blast, inspirada por la arquitectura contemporánea y que muestra diferentes métodos por los que las construcciones son demolidas.

La película trata del colapso de las construcciones y el poder de las explosiones y las implosiones. Edgar Froese y Jerome Froese crean un paisaje sonoro apropiadamente dramático y activo para acompañar y crear imágenes. Esta es una enérgica electrónica de la Escuela de Berlín. Para los aficionados de ese estilo este es un buen disco. Para los aficionados casuales Tangerine Dream lo ha hecho mucho mejor.
Jim Brenholts, sobre What a Blast: Architecture in Motion (AllMusic) 

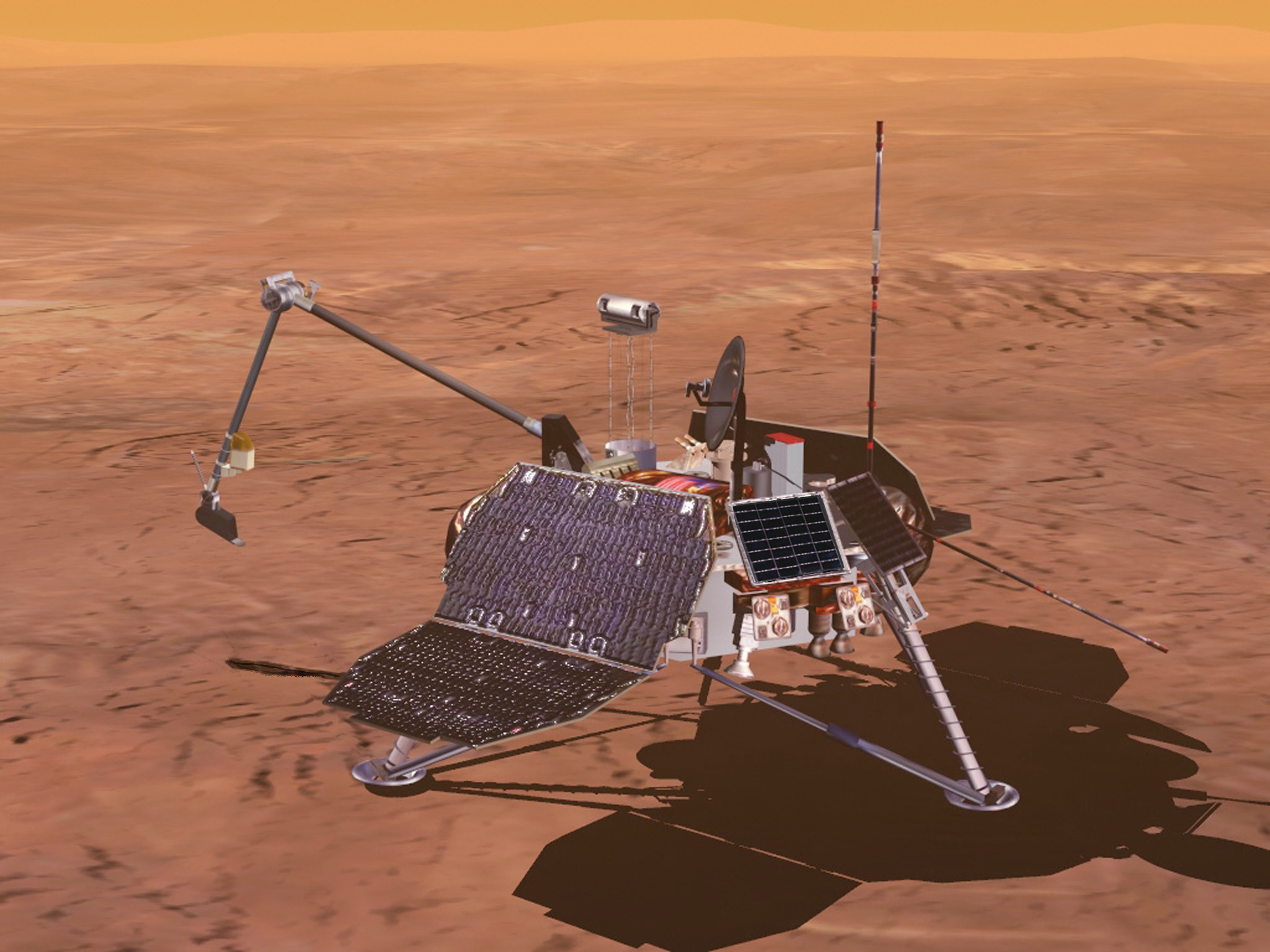
Recreación artística de la Mars Polar Lander

El álbum de estudio Mars Polaris - Deep Space Highway To Red Rocks Pavilion está temáticamente inspirado por la misión espacial de la NASA Mars Polar Lander. Se trata de un disco de música electrónica, firmado entre Edgar y Jerome Froese, grabado entre Viena y California. Se presentó en el Klangart Festival en Osnabrück.

Tangerine Dream debutó en la música el mismo año en que el hombre llegó a la Luna. 30 años después Edgar Froese y compañía decidieron dedicar una grabación al siguiente paso: el eventual aterrizaje de un hombre en Marte. El resultado, Mars Polaris, es lo que suena como una representación sorprendentemente precisa de la visita no tripulada del Mars Polar Lander al Planeta Rojo (destinada a llegar a finales de 1999), aunque las atmósferas evocativas y los efectos gaseosos se ven apoyados por títulos igualmente descriptivos Mars Mission Counter, Tharsis Maneuver, The Silent Rock y Spiral Star Date.
Keith Farley, sobre Mars Polaris (AllMusic) 

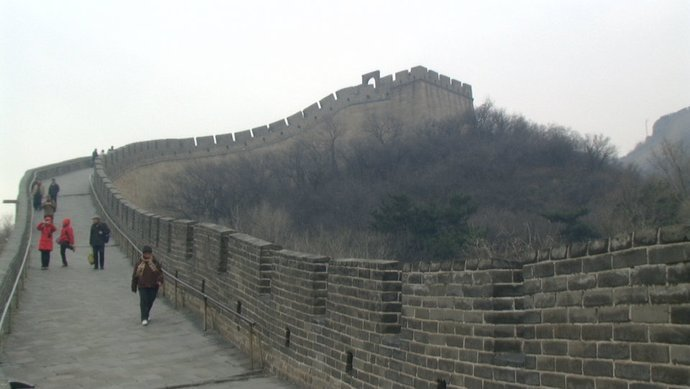
Detalle de la Gran Muralla de China

Great Wall Of China es la banda sonora del documental homónimo dedicado a la Gran Muralla China.

El aspecto más importante de una banda sonora de este legendario conjunto (...) es que no necesitas las imágenes para apreciar plenamente la música. Tangerine Dream ha tenido éxito con películas de éxito como Risky Business y con interesantes documentales como este que presenta una mezcla de misterio, inquietante melancolía y vibrantes energías de percusión a cada escena dependiendo de la necesidad del ambiente. (...) Todo es muy interesante y divertido si ya te gusta Tangerine Dream. Pero si eliges este álbum pensando que la música debe ser tan exótica como la portada es posible que te sientas un poco molesto.
Jonathan Widran, sobre The Great Wall of China (AllMusic) 

2000
En el año 2000 se publicaron tres álbumes de Tangerine Dream: un álbum en vivo, una compilación y un nuevo disco de estudio. Soundmill Navigator es un álbum en vivo, que consta de un único tema remasterizado, grabado en Berlín en 1976 con la alineación considerada más influyente del grupo en toda su trayectoria: Froese, Franke y Baumann. Es la segunda referencia de la denominada «Tangerine Dream Classics Edition», una serie de cinco álbumes que remasterizan y publican oficialmente conciertos que hasta entonces sólo estaban disponibles en grabaciones no oficiales.

En los años 70 y principios de los 80 (...) en la mayoría de sus conciertos presentaban material completamente nuevo y rara vez realizaban la música de sus lanzamientos de estudio en concierto. Soundmill Navigator: Live at the Philharmonic, 1976 es un clásico concierto de Tangerine Dream de esta etapa. El conjunto es una pieza completamente improvisada. Edgar Froese, Christopher Franke y Peter Baumann realizaron esta obra maestra ambient con equipos analógicos. (...) Es electrónica esencial.
Jim Brenholts, sobre Soundmill Navigator: Live at the Philharmonic, 1976 (AllMusic) 

Antique Dreams es una recopilación de diferentes grabaciones en vivo, remezcladas y regrabadas, registradas entre los años 1971 y 1988.

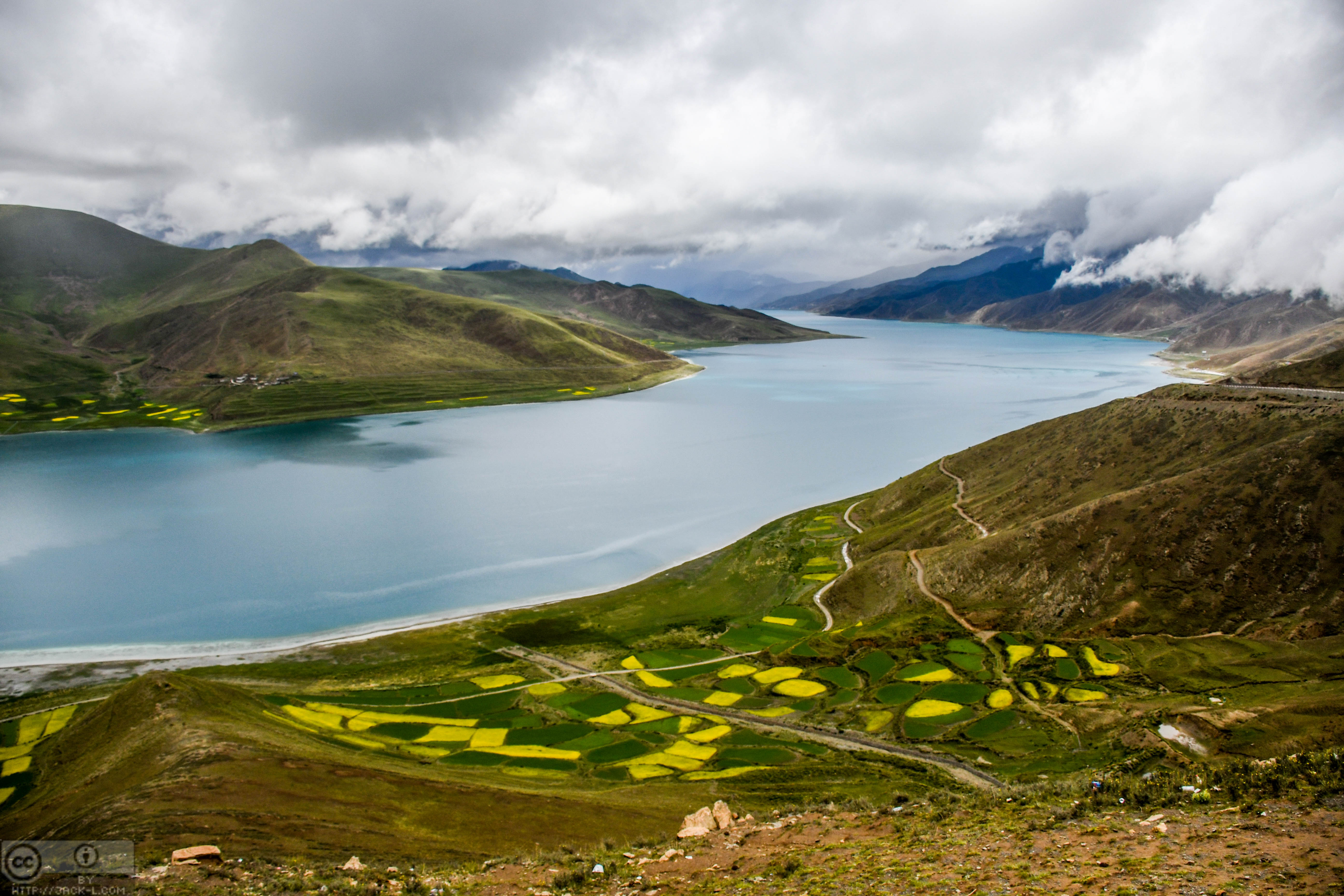
Paisaje del Tibet

The Seven Letters From Tibet, compuesto e interpretado por Edgar y Jerome Froese, es un trabajo intencionadamente relajante de principio a fin donde abundan las composiciones y los pasajes sentimentales y atmosféricos. Se le considera uno de los álbumes más íntimos de la trayectoria del grupo y, en posteriores reediciones, en el libreto se comenta que su componente sentimental es debido al fallecimiento de Monique Froese a la sazón esposa de Edgar Froese y madre de Jerome Froese.

Esta grabación profundamente atmosférica es sombría y respetuosa sin cruzar al lado oscuro. Las atmósferas son densas y brumosas y las imágenes son vívidas y claras. Edgar Froese y Jerome Froese están poniendo estas paradojas para que los oyentes se interpreten a sí mismos. Es una magnífica experiencia de meditación y música electrónica esencial.
Jim Brenholts, sobre The Seven Letters From Tibet (AllMusic) 

2001
El 24 de abril de 2001 el grupo editó un nuevo álbum de estudio, tercero dentro de la serie Dream Mixes, The Past Hundred Moons - Dream Mixes III. Compuesto por nueve canciones se trata de reversiones de canciones previas con elementos de la música techno, breakbeat y drum and bass. En esta ocasión se seleccionaron canciones de álbumes tan variopintos como Poland (1984), Encore (1977), Tangents (1994), Mars Polaris (1999) o Great Wall Of China (1999) en los que, además de añadirles nuevas construcciones rítmicas, se utilizaron como punto de partida para elaborar variaciones sonoras lo que les supuso una mejor acogida crítica que el anterior álbum de la serie TimeSquare: Dream Mixes II (1997).

Es una mezcla más versátil que nunca que presenta no solo canciones recientes sino también clásicos, más una sorpresa u otra, a las que se les ha dado estilo de «club». En lugar de simplemente agregar nuevos ritmos o capas las composiciones originales se han utilizado como punto de partida para la creatividad al crear algo nuevo en lugar de una variación de lo antiguo.
Tangerine Dream, sobre DM3 The Past Hundred Moons

2002

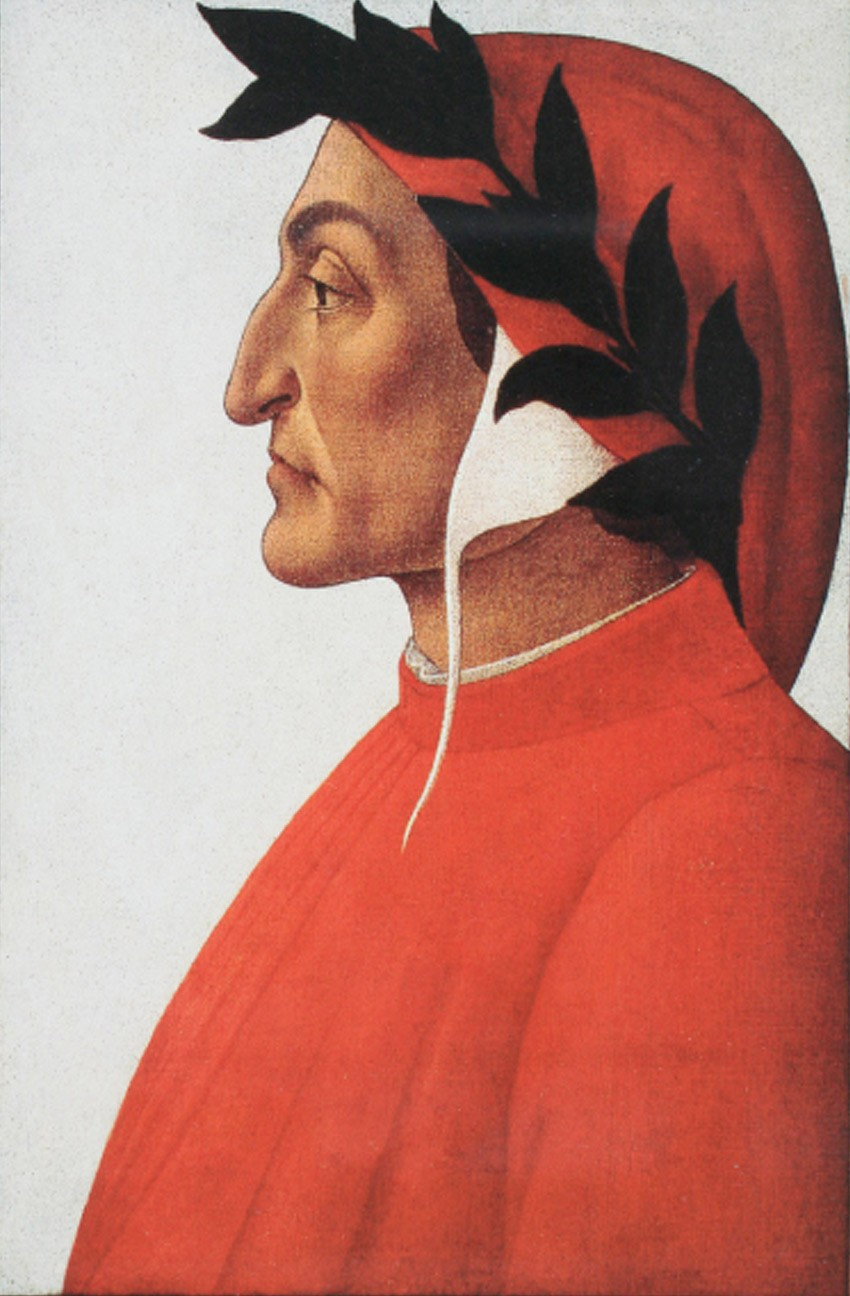
Retrato de Dante Alighieri, poeta italiano creador de Divina comedia, pintado por el artista Sandro Botticelli

En 2002 el grupo comenzó una serie de grabaciones inspiradas en la obra de Dante Alighieri La Divina Comedia. Tres álbumes adscritos a esta serie fueron publicados: Inferno (2002), Purgatorio (2004) y Paradiso (2006). Basado libremente en pasajes de la obra de Dante la producción de estos discos, el primero de ellos grabado en vivo, requirió cinco años de trabajo. Además de Edgar y Jerome Froese y la alineación habitual de esta etapa de Tangerine Dream como Iris Camaa o Linda Spa, participaron a las voces Babs Gonzales y Jayney Klimek o, en el tercero de ellos, la Orquesta Sinfónica de Brandeburgo.

Los participantes proporcionan una enriquecedora mezcla de música rock art, electrónica, clásica y europea. Aquellos que en el pasado acusaron a Tangerine Dream de ser pretenciosos probablemente llamarán pretencioso a Inferno. Quienes alaban el arte de Froese muy probablemente afirmarán que debería estar orgulloso de agregar Inferno a su curriculum. Es todo una cuestión de perspectiva: lo ambicioso, arriesgado y visionario para una persona es pretencioso e hinchado para otra. Es improbable que Inferno gane a alguien que no sea creyente. Pero quienes hayan admirado el trabajo de Tangerine Dream a lo largo de los años lo más probable es que encuentren a Inferno como una suma bienvenida al catálogo del grupo.
Alex Henderson, sobre Inferno (AllMusic) 

También se realizó una regrabación en estudio de los tres álbumes editados en sus años de Private Music. Editado como un triple álbum, bajo el nombre The Melrose Years, además de los discos originales (Optical Race, Lily on the Beach y Melrose) se incluyeron tres canciones adicionales: «Ivory Town», incorrectamente titulada «Ruling The Waves», «Pearl River» y «The Back Of Beyond» descartadas originalmente de los listados originales. The Melrose Years se trató de una serie limitada de 1000 ejemplares numerados de las que las primeras 300 copias estaban firmadas por los miembros de la banda.
2003
El año comenzó con la cuarta, y penúltima, referencia de la serie Dream Mixes: DM 4 - Dream Mixes IV. Además de tres nuevos temas«Losing the Perspective», «World of the Day» y «The Metropolitan Sphere»., el álbum destaca por reversionar canciones de las primeras etapas del grupo incluidas en los discos Zeit (1972), Ricochet (1975), Cyclone (1978), Force Majeure (1979), Tangram (1980), Exit (1981) y Risky Business (1984).
También vio la luz la banda sonora del documental Mota Atma, coproducción germano-japonesa de la que sin embargo no se tiene constancia de haberse estrenado, y que generó críticas positivas.

Mota Atma (...) continúa en la tradición del mejor trabajo en bandas sonoras de Tangerine Dream. Con ritmos de conducción, bandas de Mobius de percusión secuenciada y melodías sintetizadoras conmovedoras, el ambiente general es triunfal y optimista. (...) El tema más interesante aquí es Snow on Angels Feather una de las canciones más suaves y conmovedoras del repertorio de Tangerine Dream. Que todavía sean capaces de sorpresas como ésta es una señal esperanzadora de que Tangerine Dream no está en peligro de perder su ventaja.
AllMusic, sobre Mota Atma

2004
El aspecto más reseñable de este año es que comenzaron dos nuevas series de publicaciones, denominadas Vault y Bootmoon, que rescataban conciertos en vivo de la banda. Configurados a raíz de grabaciones de carácter semi profesional, la calidad del sonido se resiente respecto a los estándares del grupo. Pero son un testimonio de los conciertos que el grupo ofrecía entre los años 1977 y 1992.
La serie Vault incluye dos conciertos grabados en 1986 que, posteriormente, se comercializaron de manera conjunta: Vault 4 Brighton 1986 y Vault 4 Cleveland 1986.
La publicación de Rockface en 2003, un concierto grabado originalmente en 1988 en Berkeley por Edgar Froese, Paul Haslinger y Ralf Wadephul, es la primera de las referencias de la serie Bootmoon que se prolongó hasta 2006. La serie incluye también los álbumes: Montreal 1977, East 1990, Arizona '92, Sydney 1982, Aachen 1981, Paris 1981, Ottawa 1986, Detroit 1977 y Preston 1980.

La calidad del sonido deja cosas que desear en diferentes lugares de la grabación pero como este conjunto (como los otros de esta serie) se ensambló a partir de cintas de aficionados, eso no es sorprendente. Aun así (...) te espera una agradable sorpresa.
Chris Nickson, sobre The Bootmoon Series: Aachen 1981 (AllMusic) 

2005

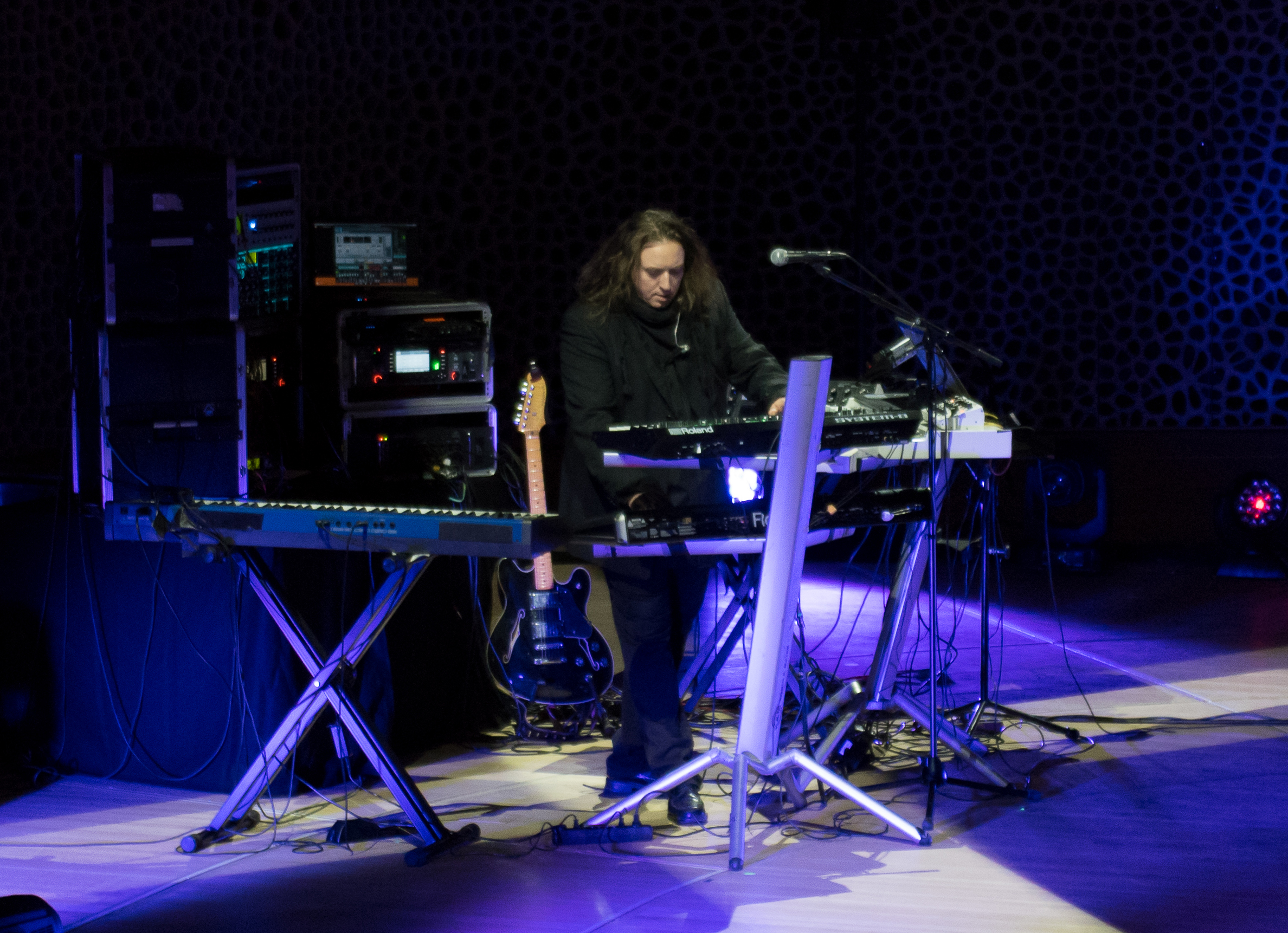
El músico Thorsen Quaeschning se incorporó a Tangerine Dream en 2005

En 2005 se editaron cuatro álbumes de Tangerine Dream tres de ellos en bajo el sello TDI y uno en el nuevo sello Eastgate. Rocking Mars es un álbum en vivo grabado durante un concierto en Osnabruck y destaca por ser el primer disco en el que figura Thorsten Quaeschning en los títulos de crédito como responsable de la masterización.
Kyoto se trata de un álbum inspirado en la temática japonesa y basado en cintas de carácter electrónico y ambiental grabadas en 1983 por Edgar Froese y Johannes Schmoelling. Tras un contacto de Froese con Schmoelling ambos decidieron colaborar para la edición de esta grabación y aunque en entrevistas posteriores dejaron la puerta abierta a nuevos álbumes en la práctica se limitaron a colaboraciones esporádicas como en el álbum Tangerine Dream Plays Tangerine Dream.
Jeanne d'Arc, última referencia del año, es una aproximación a la vida de la heroína francesa Juana de Arco.

#### Etapa Eastgate
Tras la finalización de la actividad de TDI Music el nuevo sello impulsado por Edgar Froese se denomina Eastgate responsable de la edición de trabajos del grupo hasta la actualidad. No obstante existen referencias publicadas por Eastgate antes de 2006 como el DVD Dante's Inferno (2002) o álbumes de Edgar Froese en solitario como Ages (2004) y Dalinetopia (2005). Ocasionalmente el sello ha publicado referencias de otros artistas vinculados a Tangerine Dream como Iris Camaa -Straight From The Shoulder (2005)- o Picture Palace Music -Metropolis Poetry (Music Inspired By Fritz Lang's "Metropolis") (2011)-, pero su actividad básica ha sido la comercialización de las grabaciones del grupo.
Phaedra 2005, regrabación del disco original de 1974 a cargo de Edgar Froese y Thorsten Quaeschning, acreditándose a Christopher Franke y Peter Baumann como compositores, es la primera referencia en CD que Tangerine Dream se publicó con en esta nueva etapa.
2006
2006 supone la culminación de la serie inspirada en La Divina Comedia de Dante con la edición de Paradiso: un monumental disco doble de 143 minutos de duración con la participación de la Orquesta Sinfónica de Brandeburgo.

Este último álbum en vivo registra una actuación en vivo increíble de la épica de Tangerine Dream, Paradiso (basada en el poema homónimo de Dante). El grupo aparece aquí con la Orquesta Sinfónica de Brandenburgo, así como vocalistas invitados, en el Teatro Hans-Otto en Potsdam. Este programa de óperas escalofriantes, en toda su gloria heráldica, remite a la obra más antigua y amada de la banda.
AllMusic, sobre Paradiso (AllMusic) 

También ve la luz el álbum Blue Dawn, integrado por canciones compuestas y grabadas por Edgar Froese y Ralf Wadephul en 1988, durante una gira realizada en Estados Unidos, masterizadas en 2005. No es la primera vez en la historia del grupo que se completan bocetos y esquemas de canciones años después de su composición para posteriormente ver la luz como álbum de estudio.

"Después de muchos años recibí una llamada de Edgar preguntándome si estaría interesado en colaborar nuevamente en un proyecto de estudio sobre los bocetos sin concluir compuestos durante la gira de 1988 realizada en los Estados Unidos."
Ralf Wadephul 

Tangerine Dream Plays Tangerine Dream es un curioso álbum interpretado por músicos que formaron parte de Tangerine Dream pero abandonaron la formación, como Paul Haslinger o Johannes Schmoelling, y por músicos que formaban parte del grupo o de las giras como Linda Spa o Thorsten Quaeschning. Muestra diferentes re-interpretaciones de canciones emblemáticas de la banda como «Logos Blue» o «Beach Theme».
2007

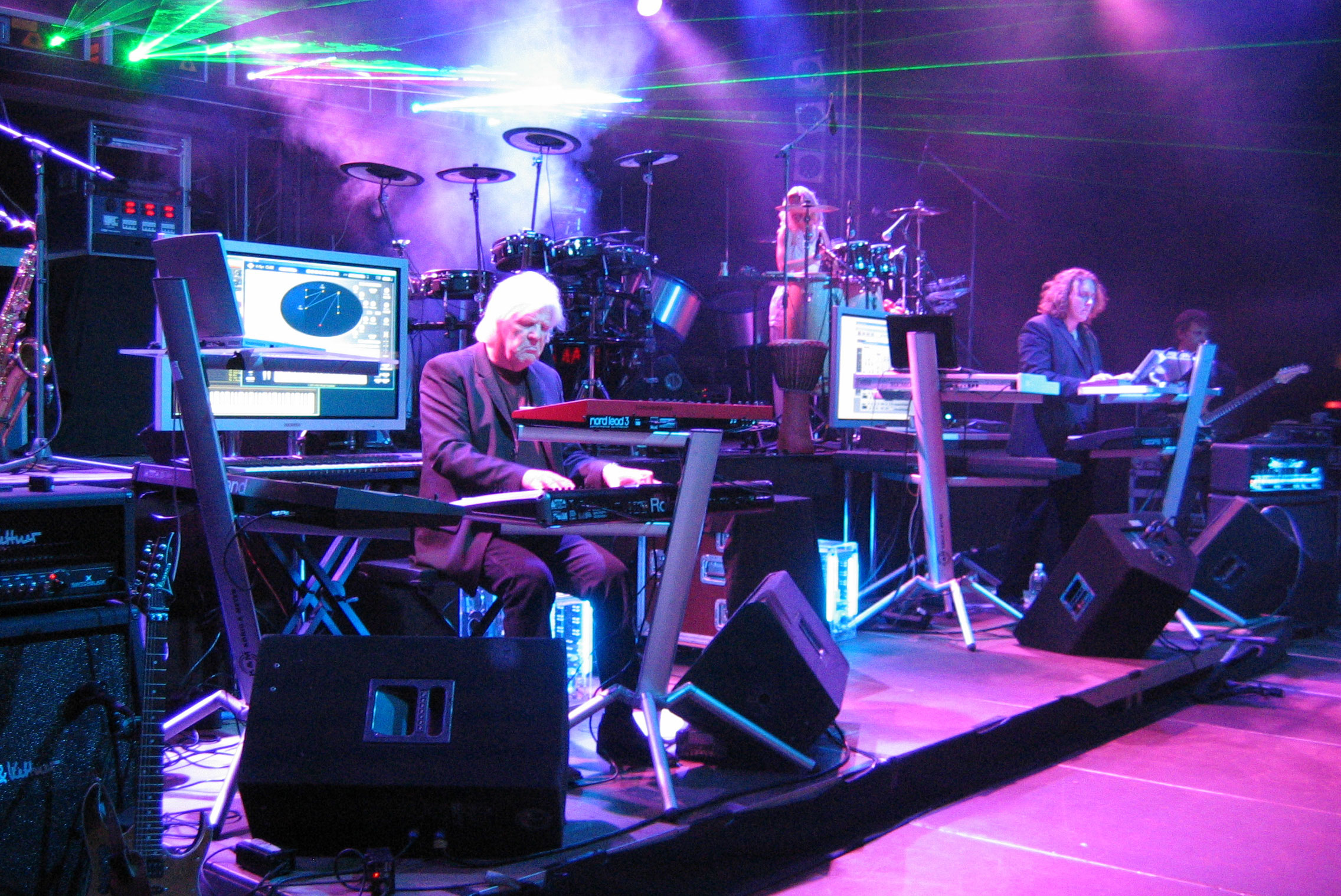
Tangerine Dream en 2007

Madcap's Flaming Duty (2007) es uno de los pocos discos vocales de la trayectoria del grupo y cuenta con un cantante titular: Chris Hausl. Editado por la discográfica Voiceprint en Reino Unido, el disco es un tributo a Syd Barrett, líder de Pink Floyd fallecido en 2006, e incluye composiciones de Edgar Froese, Thorsten Quaeschning e incluso una canción tradicional irlandesa: «Lake of Pontchartrain». Instrumentos típicos del folclore irlandés y la música celta, y poco habituales en su sonido como el bouzouki, el bodhrán o la gaita, fueron incluidos en la grabación, junto a la guitarra acústica, la guitarra dobro o la armónica.

El difunto Syd Barrett aún inspira reverencia y admiración tanto a fanáticos como a ex compañeros de profesión. Este álbum (...) celebra al hombre y al genio loco en un conjunto de canciones silenciosamente regias que toman prestadas sus letras de la poesía clásica inglesa y estadounidense. Escuchar una oda de Walt Whitman con los inventos melódicos de Edgar Froese es una cosa rara. Una belleza retorcida. Como el propio Syd Barrett.
All Music, sobre Madcap's Flaming Duty 

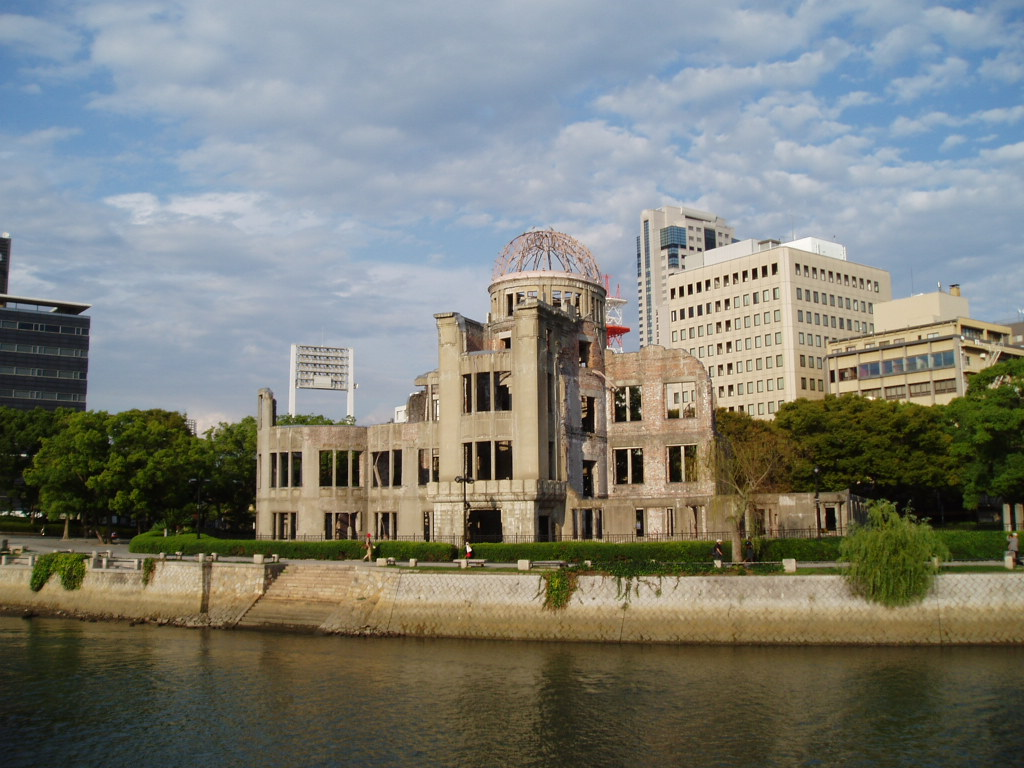
Los bombardeos atómicos de Hiroshima y Nagasaki de 1945 -en la foto el edificio memorial de Hiroshima- fueron la base de la serie «Five Atomic Seasons»: cinco álbumes de encargo compuestos por Edgar Froese.

También este año comienza la serie de discos «Five Atomic Seasons» con la edición de Springtime in Nagasaki y Summer in Nagasaki, a la que seguirían Autumn in Hiroshima (2008), Winter in Hiroshima (2009) y The Endless Season (2010). El grupo recibió una oferta por parte de un promotor local japonés que les contrató en 1982 para elaborar una serie de discos que homenajearan a las víctimas de los bombardeos atómicos sobre Hiroshima y Nagasaki sucedidos en 1945. El empresario que realizó el encargo, identificado como Mr. H. T. en los libretos, había estudiado en su juventud en ambas ciudades y solicitó su contratación indicando algunas pautas a la banda: los álbumes debían tener una duración de 54 minutos, los dos primeros debían dedicarse a Nagasaki, los dos siguientes a Hiroshima y el último a la vida transcurrida después. De este modo los dos primeros álbumes evocan la vida cotidiana en una ciudad japonesa los meses antes del bombardeo, los dos siguientes recogen como un espejo musical los acontecimientos inmediatamente posteriores en Hiroshima y el último cierra el ciclo evoca la que en el libreto se denomina «estación interminable».

Los fanáticos de Tangerine Dream ya están aclamando a Summer in Nagasaki como una de las mejores composiciones de Froese. Tengo que estar totalmente de acuerdo, ya que ha capturado emociones tan sensibles que incluso los mejores artistas se estremecerían ante la idea de crear su versión artística específica. Como un buen vino Froese parece mejorar con la edad. En lugar de arrugas, y errores artísticos, parece que la experiencia ha prevalecido afortunadamente en el caso de Edgar Froese.
Mike Mineo, sobre Summer In Nagasaki (Obscure Sound, 2007-07-11) 

2008
Este año la actividad del grupo produce dos álbumes de estudio (Purple Diluvial y Views From a Red Train), una compilación (The Anthology Decades) y dos regrabaciones de álbumes icónicos de la trayectoria del grupo (Tangram 2008 e Hyperborea 2008).
Purple Diluvial es un álbum de estudio, el segundo de la serie denominada por la discográfica «cupdisc», integrado por tres canciones de larga duración. Dos de ellas están compuestas e interpretadas por Thorsten Quaeschning siendo una de ellas el tema que titula al álbum, con casi 20 minutos de duración, que remite al estilo de composiciones habituales en la trayectoria de Tangerine Dream en los años 70.
Views From a Red Train es un álbum integrado por diez canciones de estilo ambiental en el que Edgar Froese interpreta pasajes vocales en algunos temas.
Hyperborea 2008 y Tangram 2008 son versiones regrabadas y reeditadas, con arreglos y sonidos adicionales, de los álbumes homónimos publicados a comienzos de los años 80.

Este es otro remake de Tangerine Dream. Y otra publicación dudosa. El álbum original fue una obra maestra. Uno de sus mejores discos. En esta nueva edición se ha dividido en siete pistas, mientras que el original presentaba una canción en dos partes. Huelga decir que el conjunto suena mucho más optimista y orientado al baile que el hermoso original mucho más espacial. (...) A esta altura de su carrera no entiendo lo que la banda está tratando de alcanzar con esta publicación. ¿Ventas? No creo que hayan engañado a millones de fans con esto. ¿Innovación? ¡Qué me estás contando!.
ZowieZiggy, sobre Tangram 2008 (ProgArchives, 2009-12-22) 

2009

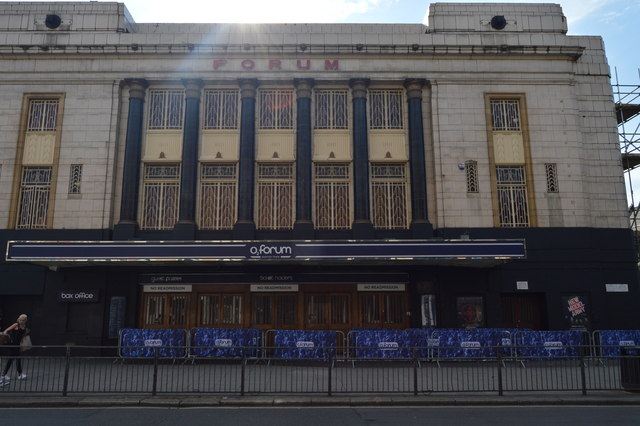
Vista exterior del London Forum (Londres)

Comienza con la edición del concierto en vivo The London Eye Concert. Se trata de un triple CD de 150 minutos de duración, que recoge un concierto ofrecido en el London Forum el 1 de noviembre de 2008 e incluye canciones de todas las etapas del grupo, tanto de álbumes de estudio como de bandas sonoras. Los músicos principales que participaron fueron Edgar Froese, Throsen Quaeschning, Linda Spa, Iris Camaa y Bernard Beibl.

La mezcla de los paisajes sonoros de Londres y Tangerine Dream son tan únicos como el resultado de una película. (...) Un caleidoscopio que comienza con el nuevo título «Trauma» (Autumm In Hiroshima) y termina con la impresionante interpretación en vivo del clásico «Cloudburst Flight».
The Movie Database 

Flame es un álbum de estudio, de edición limitada, que incluye 8 canciones una de las cuales es «Ride On The Ray» (Atlantic Ocean Version) compuesta originalmente por Edgar Froese y Christopher Franke.
Chandra: The Phantom Ferry - Part I es un álbum conceptual de estudio de casi 60 minutos de duración. Compuesto e interpretado por Froese tuvo su continuación en Chandra: The Phantom Ferry - Part II publicado en 2014 con una duración de 75 minutos. Temáticamente pone música a un relato de ciencia ficción que transcurre en un cuartel militar cerca de Thule capital de Groenlandia. El protagonista, Carlos Enduras, se encuentra con una entidad extraña que parece saber más sobre su vida y sobre el mundo de lo que el protagonista puede imaginar.

Aparentemente esta serie es un tipo de trabajo conceptual completamente compuesto e interpretado por Edgar Froese. El folleto presenta una historia de Froese basada en un manuscrito encontrado en 1977 en un campamento militar en Groenlandia.
Voices In The Net 

2010
Con la edición de DM V - Dream Mixes V concluye la serie Dream Mixes integrada por los discos The Dream Mixes (1995), TimeSquare: Dream Mixes II (1997), The Past Hundred Moons - Dream Mixes III (2001) y DM 4 - Dream Mixes IV (2003). Destaca por ser la última colaboración de Jerome Froese en un proyecto de Tangerine Dream, formación que abandonó en 2006 tras la edición de Jeanne d'Arc, para emprender su trayectoria en solitario o con nuevos compañeros como Johannes Schmoelling en el proyecto Loom.

En realidad el trabajo en este álbum comenzó hace 1 año y medio cuando estaba en busca de un sonido diferente a Guitartronica. Solo por diversión, como en 1995, creé algunos demos con pistas para un lanzamiento de Dream Mixes, aunque pueda parecer absurdo, porque hacía tres años que no había trabajado con Tangerine Dream. Pero mientras experimentaba me percaté que era algo divertido de hacer. Cuando salió D M 4 en 2004, pensé: «Este es el mejor y, por lo tanto, el último lanzamiento de la serie» porque todo fue muy bien musicalmente. (...) En el verano de 2009 me reuní con Edgar en Austria y le puse partes de esta extravagancia con el resultado de que, unos meses más tarde y un poco más pulido el material, hemos decidido difundir esta música a un público más amplio.
Jerome Froese, sobre DM V (Voices In The Net) 

Under Cover - Chapter One, posteriormente renombrado Under Cover, es uno de los álbumes más peculiares de la trayectoria de Tangerine Dream. Su proceso de grabación transcurrió entre los años 2008 y 2010. Se trata de un disco de versiones que adapta al estilo musical del grupo éxitos de artistas pop-rock como R.E.M. («Everybody Hurts»), Depeche Mode («Precious»), David Bowie («Heroes»), Eagles («Hotel California»), Kraftwerk («The Model») o Alphaville («Forever Young»), seleccionados por los propios integrantes. Chris Hausl repite como vocalista principal y se considera que la base para la elaboración del disco fue una broma, que derivó en una apuesta, del promotor estadounidense de la banda retándoles a hacer un disco de versiones del American Top 40.

Hubo una apuesta entre el promotor americano de Tangerine Dream y la banda en un pequeño restaurante de sushi en Los Ángeles durante la presentación de Tangerine Dream en la Costa Oeste durante 2008. El promotor bromeó preguntando cómo sonaría Tangerine Dream si decidieran grabar canciones del American Top 40. Después de una gran carcajada todos pensaron en el proyecto «imposible». Qué idea más surrealista si Tangerine Dream pudiera realizar una versión más moderna de canciones que mucha gente conoce, ama y que pudieran elegirlas como su propia banda sonora. «Si lo hacéis, tengo una buena oferta, si falláis, todos deben recorrer la distancia Los Ángeles - Las Vegas en bicicleta. Es una apuesta.».
Voices In The Net, sobre Under Cover Chapter One 

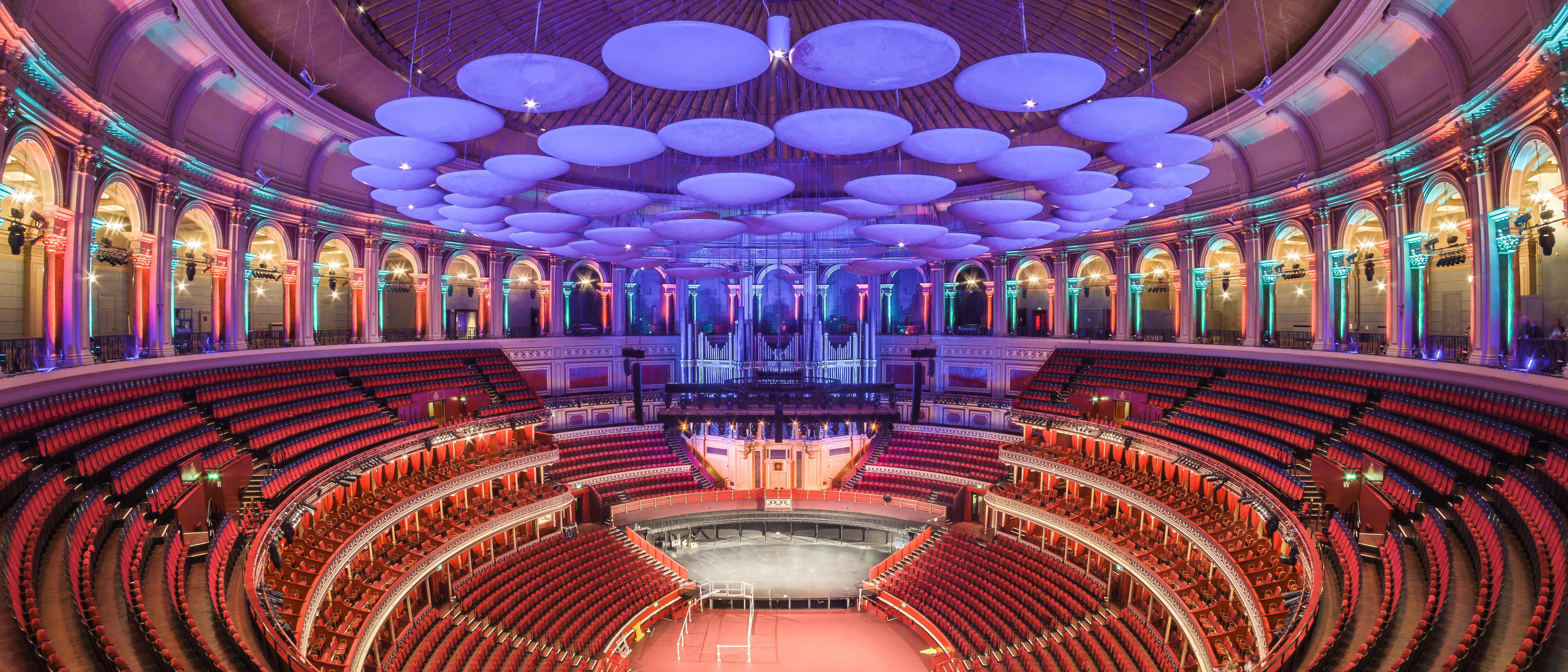
Detalle interior del Royal Albert Hall (Londres)

Finalmente se publican dos álbumes en vivo: Zeitgeist Concert es un triple disco del concierto realizado por el grupo en Royal Albert Hall de Londres el 1 de abril de 2010 como parte una pequeña gira europea. Izu es un disco doble, que también se publicó en formato DVD, y recoge el concierto que ofrecieron el 5 de septiembre de 2009 en la Península de Izu (Japón) país que el grupo visitaba por primera vez desde 1983.
2011
Este año fue especialmente prolífico para el grupo. Comienza la publicación de una nueva serie, denominada «Eastgate's Sonic Poems Series», en la que tomando como base obras clásicas de la literatura universal de autores literarios de relevancia internacional hacen álbumes instrumentales electrónicos. La serie consta de cuatro álbumes: The Island Of The Fay, The Angel From The West Window, Finnegans Wake (todos ellos publicados en 2011) y The Castle (2013).

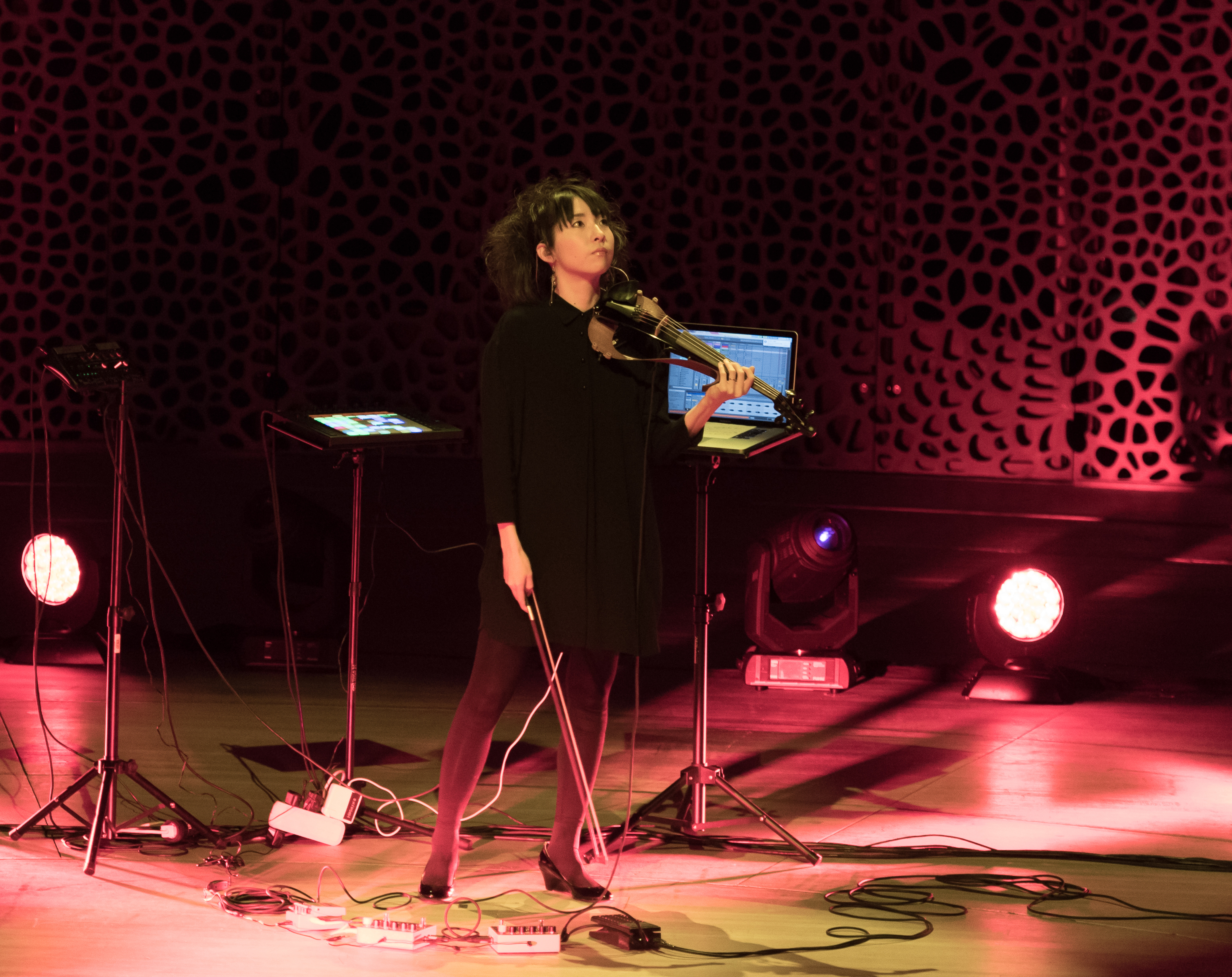
Hoshiko Yamane se incorporó a Tangerine Dream en 2011

The Island Of The Fay, es una traslación completamente instrumental del relato breve homónimo escrito por Edgar Allan Poe. Cinco de las composiciones fueron escritas por Froese y las tres restantes por Queschning. Sus intérpretes fueron el habitual en las giras: Froese, Quaeschning, Linda Spa, Iris Camaa y Bernhard Beibl, a las que se añadió como nuevo integrante la violinista Hoshiko Yamane en la que sería su debut en el grupo.

The Island of the Fay está lejos de ser un considerado un clásico pero se destaca como uno de los mejores álbumes de Tangerine Dream del período tardío. (...) Realmente se siente como la banda sonora de una película nunca filmada. No te encontrarás tarareando ninguna de las diferentes melodías, pero cada una es bastante evocadora. Es la música ideal para leer o reflexionar. Como era de esperar se siente muy similar a las numerosas bandas sonoras de Tangerine Dream pero, en realidad, hace un mejor trabajo al mantener el interés del oyente como un trabajo independiente. Que es más de lo que se puede decir de muchos álbumes de Tangerine Dream del siglo XXI, particularmente el ambicioso, pero demasiado largo y monumentalmente aburrido Dante Trilogy.
David Seigler, sobre Edgar Allan Poe's The Island Of The Fay (AllMusic) 

The Angel From The West Window, segunda de las referencias de «Eastgate's Sonic Poems Series», es una adaptación instrumental de la última novela homónima escrita por el austríaco Gustav Meyrink en 1927. Consta de nueve canciones, seis escritas por Froese y tres por Quaeschning.

El Ángel de la Ventana de Occidente es una novela escrita en 1927 por Gustav Meyrink impregnada de imágenes alquímicas, herméticas, ocultas y místicas e ideas que entrelazan la vida del Dr. John Dee con la del Barón Mueller, un ficticio descendiente moderno. Altamente complejo, a menudo confuso, pero también altamente atmosférico, El Ángel de la Ventana de Occidente podría describirse como un thriller oculto, que mezcla melodrama y elementos de elementos espirituales superiores con la exploración de algunos de los misterios ocultos y esotéricos más profundos del alma humana.
Michael Berling sobre The Angel Of The West Window 

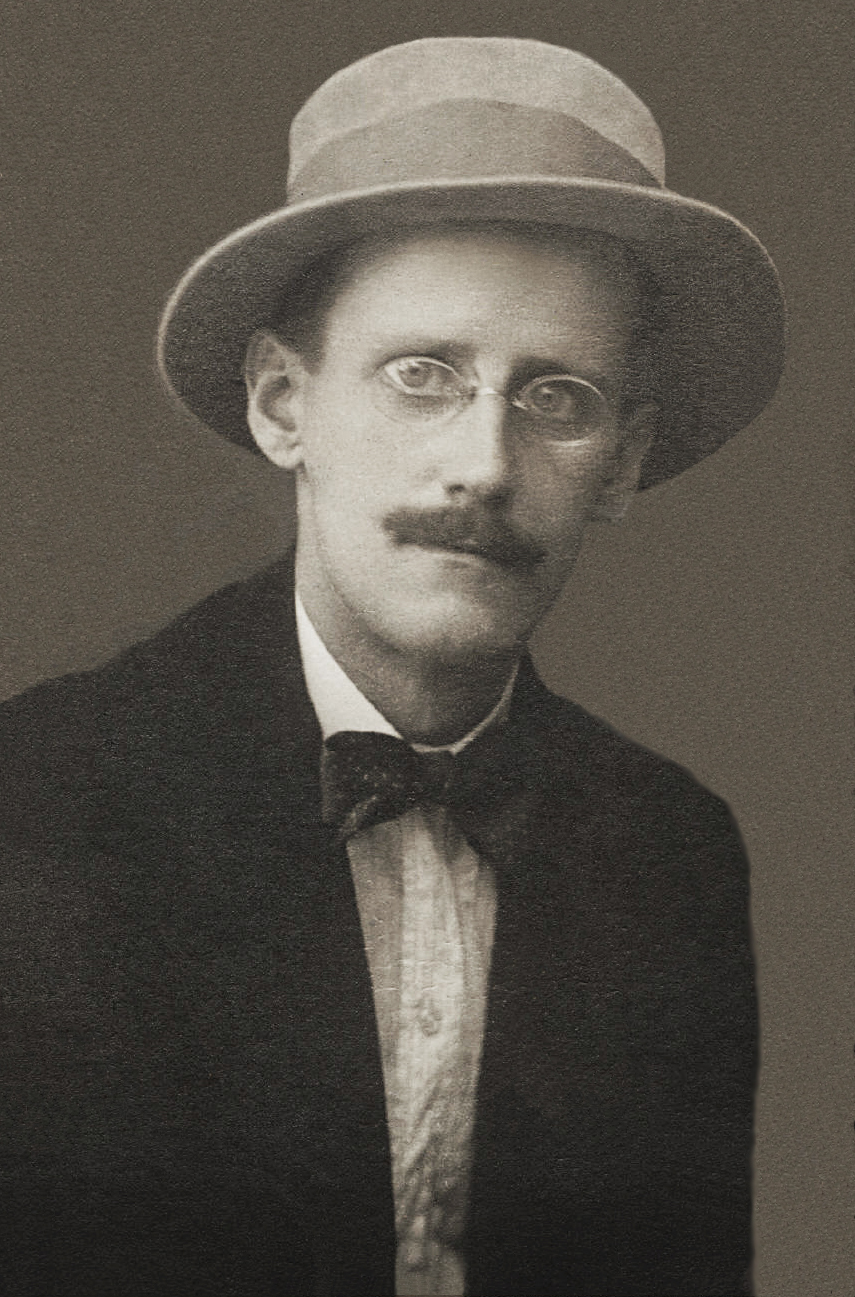
La novela Finnegans Wake de James Joyce fue adaptada musicalmente por el grupo en 2011.

Finnegans Wake, tercera referencia de «Eastgate's Sonic Poems Series», es un álbum coescrito por Froese y Queschning dedicado a la novela cómica experimental homónima escrita por el irlandés James Joyce a lo largo de un periodo de 17 años.

Entonces ¿qué tiene que ver la música con todos los hechos sobre el trabajo de Joyce antes mencionados?. Creo que mucho, debido a su naturaleza abstracta, por el hecho de que la música siempre combina todos los idiomas de nuestro planeta. No hay nada que explicar. No hay nada por lo que deba discutirse. Nada que deba ocultarse. Es como un cuenco de sonidos en el medio de una mesa: puedes coger algunas frutos o alejarte y mudarte a otros lugares.
Edgar Froese, sobre Finnegans Wake (Voices In The Net) 

También se publicaron dos álbumes más en vivo: Knights Of Asheville - Tangerine Dream Live At The Moogfest In Asheville 2011 y The Gate Of Saturn (Live At The Lowry Manchester 2011) un triple álbum grabado en vivo el 28 de mayo de 2011 en Mánchester reeditado posteriormente en 2013 en Estados Unidos.

Pioneros de la música electrónica secuenciada y la integración de bandas sonoras y cultura basadas en la música rock, los alemanes Tangerine Dream son uno de los nombres más importantes de la música electrónica desde hace décadas. En The Gate of Saturn, concierto en vivo de casi tres horas, el grupo incluye una gran variedad de temas de su masiva discografía, incluyendo aspectos de su trabajo con música de bandas sonoras y rock progresivo, algunas pistas de estilo new age y ambient como en Ayumi's Butterflies e incluso Krautrock en Dolphin Dance.
Fred Thomas, sobre The Gate Of Saturn (AllMusic) 

Finalmente cabe destacar la publicación de dos álbumes más de la serie denominada «cupdisc», álbumes de menor duración, precio más económico y ediciones limitadas con la intención de convertirse en objetos de coleccionismo: The Gate Of Saturn, cuarta referencia, es un álbum con tres canciones nuevas de Edgar Froese y Thorsten Quaeschning, y dos regrabaciones de dos canciones conocidas del catálogo del grupo: «Logos 2011» del álbum homónimo de 1982 compuesto por Froese, Franke y Schmoelling, y «Cool At Heart 2011», compuesta por compuesta por Froese y Haslinger, e incluida originalmente en Melrose (1990). Mona Da Vinci, la quinta referencia de la serie, es un álbum conceptual inspirado por el cuadro La Gioconda de Leonardo Da Vinci compuesto e interpretado íntegramente por Edgar Froese a excepción de una canción «Phantoms And Oracles» que cuenta con la guitarra de Zlatko Perika.
2012
Machu Picchu, un disco de sesiones grabadas entre 2004 y 2012, contiene seis canciones inspiradas por las ruinas Incas y sirve de homenaje a la figura del periodista radiofónico de la BBC John Peel quien, en el inicio de la carrera del grupo a mediados de los años 70, les otorgó impulso y repercusión en sus programas. Producido por Edgar Froese y su mujer Bianca Froese-Acquaye en un primer momento Froese no quería publicar estas canciones indicando que las había compuesto para su propia intimidad. No obstante la intercesión de su mujer logró que vieran la luz.

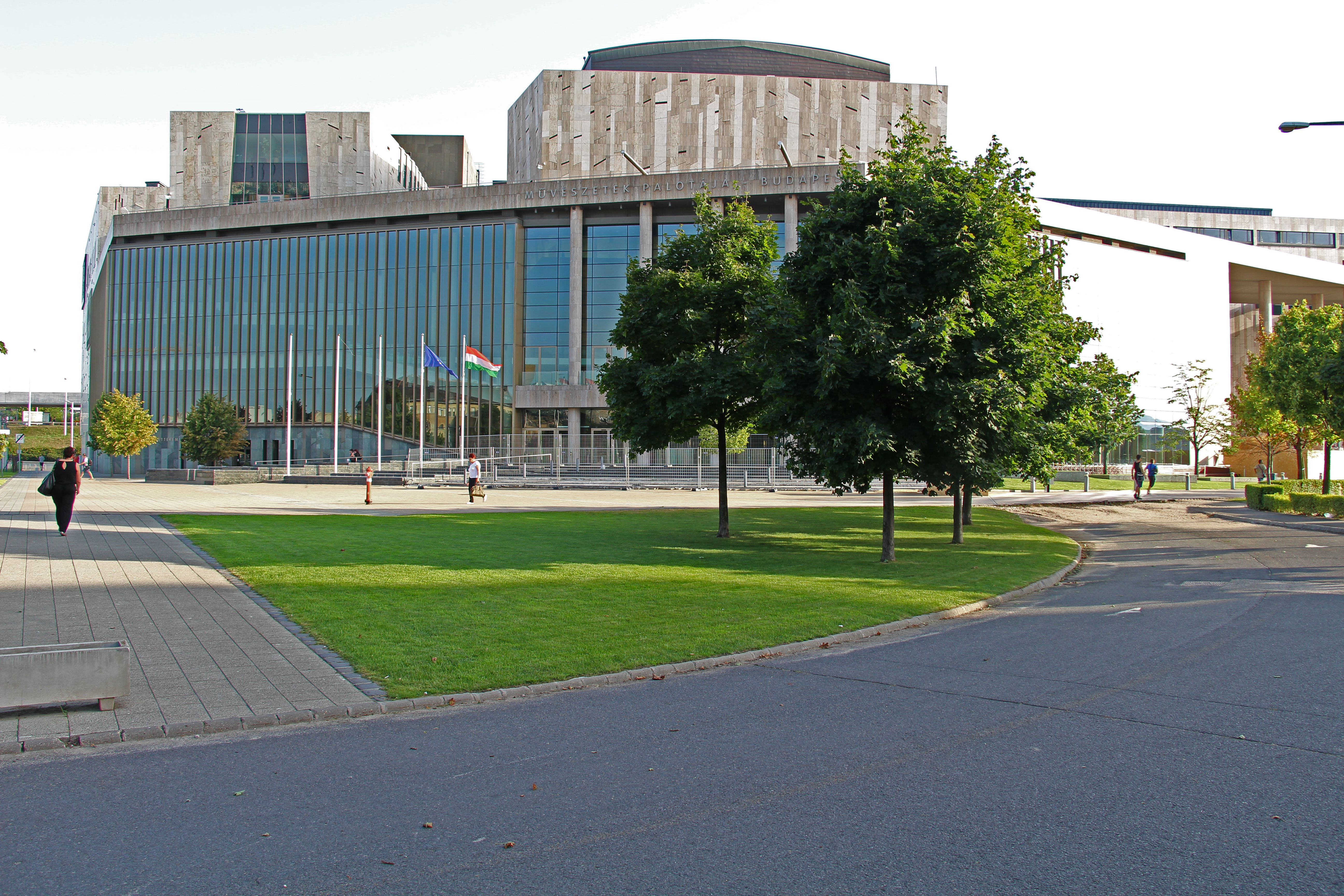
Detalle del complejo Müpa donde se encuentra el Béla Bartók National Concert Hall (Hungría)

En 2012 el grupo se embargó en la gira denominada "The Electric Mandarine Tour" que les llevaría por Europa, Canadá y Estados Unidos. A raíz de los conciertos se publicaron dos triples álbumes en vivo que también tuvieron versiones en DVD: Live In Budapest At Béla Bartók National Concert Hall registra el primer concierto de la gira realizado el 10 de abril de 2012 en Budapest. Live At Admiralspalast Berlin incluye el concierto ofrecido en Berlín el 10 de mayo de 2012.

Tangerine Dream comenzó su carrera en esta ciudad (Berlín) hace unos 45 años (...) así que el álbum evidencia la reacción de los aficionados alemanes ante una de las pocas bandas que sobrevivieron a todos los pros y contras durante más de cuatro décadas y media.
Voices In The Net, sobre Live At Admiralspalast Berlin 

2013
Durante 2013 el grupo publicó tres álbumes: Cruise To Destiny, The Castle y Starmus: Sonic Universe.
Cruise To Destiny es una compilación que recoge las canciones preparadas por Tangerine Dream para el evento «Cruise To The Edge». Se trataba de un concierto que se realizó a bordo de un crucero en el Caribe el 26 de marzo de 2013 en el que participaron entre otros grupos y solistas Yes, Saga, Carl Palmer o Steve Hackett. Aunque estaba confirmada la asistencia del grupo no pudieron acudir por una fractura de Froese y la convalecencia por enfermedad de Linda Spa.

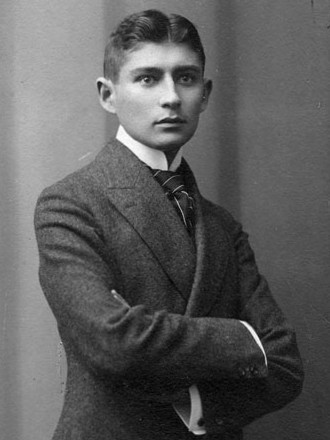
Dos obras del escritor checo Franz Kafka han sido musicalizadas por Tangerine Dream: The Castle (2013) y Josephine The Mouse Singer (2014).

The Castle es la cuarta y última referencia de la serie «Eastgate's Sonic Poem». Se trata de la versión musical inspirada en la novela El Castillo del escritor austrohúngaro Franz Kafka que narra la alienación, la burocracia, y la frustración, aparentemente interminable, de un hombre por incorporarse al sistema.

Aunque Kafka no pudo terminar su último trabajo, The Castle, no lo necesitó. El dijo todo lo que necesitaba decir. Es imposible transformar The Castle en música. Es por eso que no será más que un intento incompleto y abortivo. Si fallamos entonces al menos vale la pena aplaudir.
Edgar Froese, sobre The Castle (Voices In The Net) 

Starmus: Sonic Universe es un álbum doble grabado en el Palacio de Congresos Magma de Tenerife durante la celebración del Festival Starmus en junio de 2011. Se trata de un concierto en el que participó, en la composición y en la interpretación de algunas canciones, el guitarrista de Queen Brian May.
2014
Una edición limitada de 2.000 copias de The Cinematic Score GTA 5 es publicada a comienzos de 2014. Se trata de la parte correspondiente únicamente al material compuesto por Edgar Froese para servir como banda sonora del videojuego Grand Theft Auto V. En la banda sonora original del videojuego a las composiciones originales de Tangerine Dream también se unieron el trabajo realizado por otros artistas como Woody Jackson, Alchemist y Oh No. Por ello Froese decidió editar una versión para coleccionistas con el material originalmente creado.

Junto con diferentes colegas dentro de Tangerine Dream trabajé durante unos dieciséis años. Eso fue muy excitante, me obligó a estar muy abierto de mente pero también fue terrible. Después de dieciséis años comencé a hacer una pausa. Pero fui contactado por Rockstar en Nueva York. Fui al jefe y le dije «Odio los videojuegos, nunca jugué con ninguno y he rechazado ofertas enormes». Al hablar con él descubrí cuál era la filosofía: trabajar en contra del sistema. Es un juego social. Mucha gente no entendía la filosofía del juego. Dije «¿Qué quieres hacer, explotar el sistema?». Él dijo «Sí». Entonces dije «Estoy preparado».
Edgar Froese, sobre su participación en Grand Theft Auto V 

Sorcerer 2014 es una regrabación, con nuevos arreglos, instrumentación y sonidos y duración ampliada, de la banda sonora de la película homónima dirigida por William Friedkin a la que Tangerine Dream compuso en 1976.

"Escuché por primera vez a Tangerine Dream mientras estaba en Munich para la premiere de El Exorcista. Si los hubiera escuchado antes les habría pedido que realizaran la banda sonora de esa película. Un año después nos encontramos en París. Les conté la historia de la película y les di un guión. Me llevó más de dos años hacer Sorcerer. Un día, en medio de un bosque primitivo en la República Dominicana, a unos seis meses de comenzar el rodaje, llegó una cinta de Tangerine Dream que contenía noventa minutos de pasajes musicales. A partir de esa cinta la película tuvo su enfoque, aunque los músicos no estuvieron ni entonces ni ahora en el rodaje. De alguna manera fueron capaces de capturar y mejorar cada matiz de cada momento donde se escucha la música. La película y la banda sonora son inseparables."
William Friedkin, sobre Sorcerer (Voices In The Net) 

Finalmente se publicó el triple álbum en vivo Phaedra Farewell Tour 2014 (The Concerts) un compilación de los conciertos realizados durante la gira homónima que les llevó a recorrer ciudades como Copenhague, París, Londres, Varsovia, Múnich, Núremberg, Berlín, Colonia, Viena, Turín y varias islas del Caribe. A diferencia de otros álbumes en vivo, que suelen fusionar las canciones, en esta ocasión los temas están claramente delimitados y puede escucharse el sonido ambiental entre las canciones. Los dos primeros discos presentan los conjuntos completos que se tocaron en cada concierto a lo largo de la gira. El tercer disco presenta una serie de bises y, según el folleto, grabaciones de ensayos teatrales.
Coincidiendo con la gira ve la luz la séptima referencia de los denominados «cupdisc», álbumes de menor duración y menos canciones, Josephine The Mouse Singer. Se trata de un álbum inspirado por el último relato breve escrito por Franz Kafka que se comercializaba en los stands de las salas de conciertos de la gira aunque posteriormente se publicó una edición en álbum digital. En este álbum se incluye una versión de la composición de música clásica «La Follia» de Arcangelo Corelli.

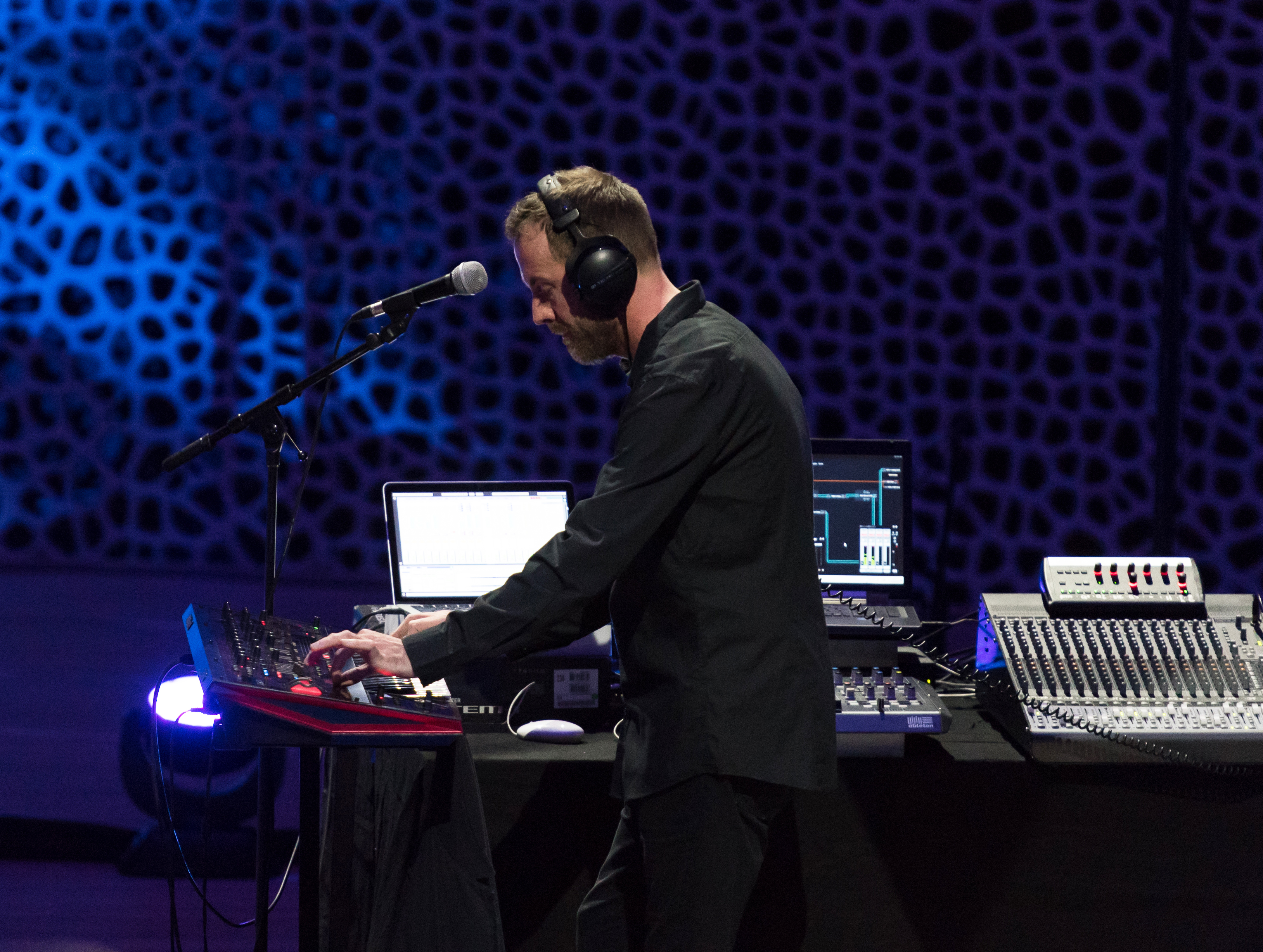
Ulrich Schnauss se incorporó a Tangerine Dream en 2014 antes del fallecimiento de Edgar Froese

### «Quantum Years» (2014-actualidad)
En 2014, antes de la gira de conciertos que el grupo realizó en Australia, el grupo se reorganizó con la incorporación de Ulrich Schnauss y la salida de miembros de largo recorrido como Linda Spa (1991-1996 y 2005-2014) e Iris Camaa (2001-2014). La primera de las referencias donde se pudo observar el trabajo de Schnauss fue Mala Kunia, un EP de edición limitada y octava referencia de los denominados «cupdisc», en la que coescribió dos canciones con Froese.

Durante los conciertos australianos de Tangerine Dream a mediados de noviembre comenzamos a enviar el primer trabajo de la nueva formación integrada por Edgar Froese, Ulrich Schnauss, Thorsten Quaeschning y Hoshiko Yamane. Es el formato de un denominado Cupdisc de casi 55 minutos y el primer producto de la serie «The Quantum Years» que comenzó el 16 de noviembre de 2014 con el concierto del MMW Festival en Melbourne. Este cupdisc se llama Mala Kunia: el nombre de dos tribus aborígenes, según la mitología, que vivieron hace siglos en Uluru, también conocida como Ayers Rock. La tribu Mala vivía en el lado soleado y la tribu Kunia en el lado sombreado.
Tangerine Dream, sobre Mala Kunia (Voices In The Net) 

También en 2014 esta nueva formación de Tangerine Dream y el músico francés Jean-Michel Jarre colaboraron en una canción destinada al disco del músico francés Electronica 1: The Time Machine en la que resultó ser una de las últimas participaciones de Edgar Froese en vida. «Zero Gravity», publicado en una edición limitada de 1000 copias de vinilo el 30 de junio de 2015, se convirtió en un homenaje póstumo a Froese a quien se le dedica en la publicación.

Absolutamente tenía en mente a Tangerine Dream cuando compuse la canción «Zero Gravity» y la primera maqueta. Obviamente Tangerine Dream tenían que formar parte de este proyecto. Este proyecto abarca décadas de la historia de la música electrónica y ambos comenzamos más o menos a la vez. (...) Tangerine Dream es totalmente atemporal y lo que podemos observar en «Zero Gravity» es que la aproximación a la música electrónica de Tangerine Dream es atemporal.
Jean Michel Jarre, sobre Tangerine Dream (YouTube) 

2015

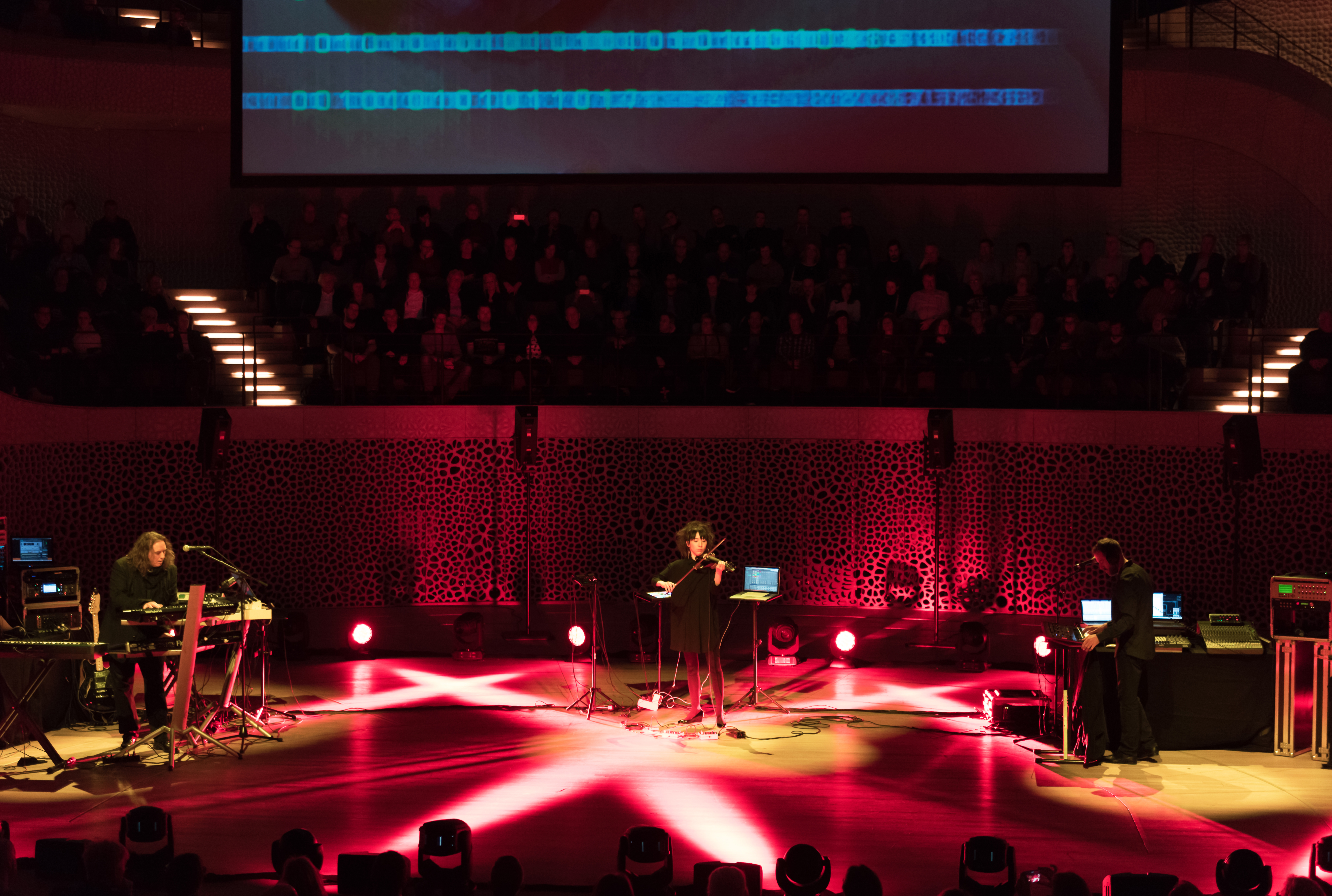
Tangerine Dream en una imagen de 2018: Thorsten Quaeschning, Hoshiko Yamane y Ulrich Schnauss (de izda. a dcha.)

El 20 de enero de 2015 Edgar Froese falleció de forma inesperada, a causa de una embolia pulmonar, en Viena. En declaraciones recogidas el 6 de abril de 2015 los restantes integrantes de Tangerine Dream, Thorsten Quaeschning, Ulrich Schnauss y Hoshiko Yamane, con el apoyo de la viuda de Edgar Froese y mánager del grupo desde el año 2000, Bianca Froese-Acquaye, manifestaron su intención de proseguir con la actividad del grupo.

Creemos que debemos una explicación de por qué hemos decidido continuar trabajando juntos a pesar de la dolorosa pérdida de Edgar. En numerosas ocasiones durante los últimos meses Edgar explicó su visión de lo que se convertiría en el primer álbum de Quantum Years. Algunos de los cambios que sugirió eran bastante radicales, otros apuntaban más a una progresión evolutiva. Como consecuencia Edgar, Thorsten y Ulrich ya habíamos comenzado a trabajar en el material para este proyecto: el plan inicial era reunirnos en algún momento durante el primer semestre de este año y crear un registro conjunto sobre la base de esas ideas. Será el mayor desafío desde que comenzamos a hacer música terminar este proyecto sin la presencia física de Edgar, pero con las instrucciones que ya nos ha dado y los bocetos que grabó, creemos que podremos comprender su visión.
Ulrich Schnauss, sobre la continuación de Tangerine Dream (2015) 

El hijo de Edgar Froese, Jerome Froese, publicó en su perfil de Facebook que mientras formaba parte de Tangerine Dream -banda que abandonó en 2006 para dedicarse a sus proyectos en solitario- siempre se negó a proseguir la actividad sin la presencia de su padre. Por tanto manifestaba su rechazo a apoyar, en el presente o en el futuro, que se continuara utilizando el nombre Tangerine Dream sin la presencia de su fundador. En entrevistas posteriores realizadas sobre sus nuevos proyectos ha profundizado en esa opinión indicando que, aunque Edgar Froese le propuso en varias ocasiones que prosiguiera con la actividad de Tangerine Dream una vez que se retirara, Jerome Froese rehusó.

Tangerine Dream es mi padre, y mi padre está muerto, por tanto Tangerine Dream también lo está. Es sencillo de entender y sabíamos que esto sucedería un día.
Jerome Froese sobre Tangerine Dream sin Edgar Froese (2015) 

Tras fallecer Edgar Froese, Quaeschning, Yamane y Schnauss contaron inicialmente también con el apoyo de Peter Baumann. El exintegrante de Tangerine Dream en la década de los años 1970 a lo largo de 2014 había retomado el contacto con Froese para impulsar nuevos trabajos musicales conjuntos. El resultado sería un disco, titulado provisionalmente Quantum Years, cuya previsión de publicación era para 2016. Sin embargo la colaboración con Peter Baumann con el grupo no llegó a fructificar debido a la diferente manera de encarar el proceso de composición y producción.

Después de la muerte de Edgar trabajamos juntos en algunas pistas, pero nuestra dirección musical y el proceso de producción no convergían. Thorsten y Ulrich provienen de una nueva generación mientras yo todavía estaba firmemente arraigado en mi historia musical. Ambos tienen un gran talento pero, lamentablemente, no llegamos a conocernos lo suficiente como para realizar una colaboración productiva. Tal vez en algún momento en el futuro, uno nunca sabe.
Peter Baumann, sobre su colaboración con Tangerine Dream (2016) 

La actividad de esta nueva alineación de Tangerine Dream en cuanto a publicación de trabajos, giras de conciertos y participación en festivales de música electrónica ha proseguido bajo el epígrafe «Quantum Years» pero a un menor ritmo que en etapas anteriores. Quantum Key (2015) es, junto con Mala Kunia (2014), las dos primeras referencias adscritas a esta nueva etapa del grupo. Se trata de un EP acreditado a Froese como compositor e intérprete en tres de las cuatro canciones que lo integran lo que sugiere su participación con carácter previo a su fallecimiento.
2016

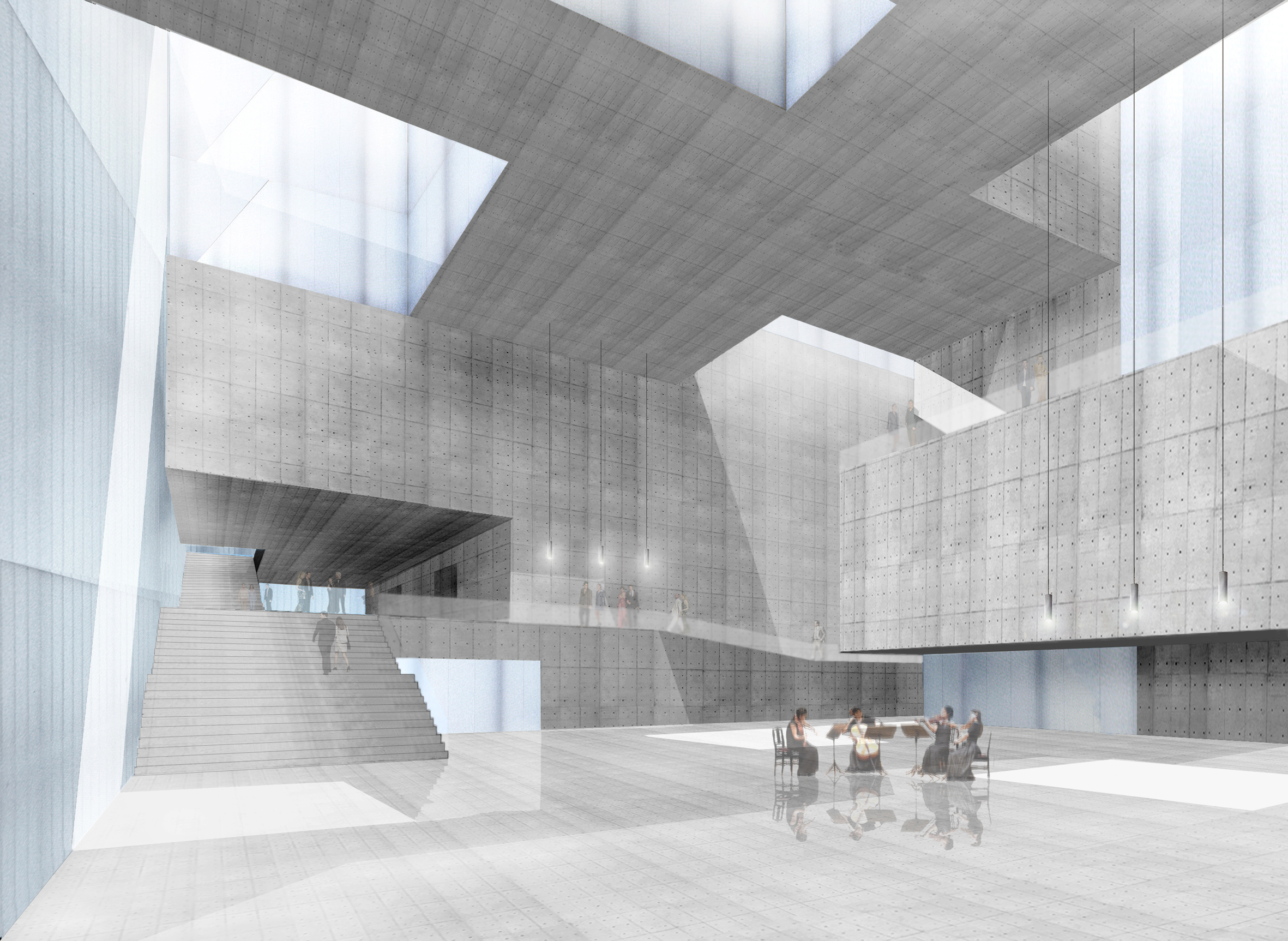
Detalle interior del auditorio The Philharmony Szczecin (Polonia)

Live At Philharmony Szczecin-Poland se trata de un extenso álbum doble en vivo grabado en The Philharmony Szczecin de Polonia el 9 de junio de 2016 que incluye algunas de las composiciones más conocidas de la trayectoria del grupo como «Ricochet», «Logos» «Love On A Real Train» o «Sorcerer». Esta práctica, ofrecer nuevas composiciones caracterizadas por la improvisación, y nuevas versiones de temas clásicos de la banda es la que ha proseguido durante sus actuaciones en vivo.
También se publicó este año Particles un álbum doble que incluye un disco grabado en estudio y otro en vivo todo ello interpretado por la nueva formación. El primero de los álbumes, titulado Muon y grabado en estudio, destaca por incluir una larga improvisación de casi 30 minutos titulada «4.00pm Session» compuesta por Thorsten Quaeschning, Ulrich Schnauss y Hoshiko Yamane grabada en los estudios Dierks en los que el grupo grabara a principios de los años 70 sus álbumes Alpha Centauri (1971), Zeit (1972) y Atem (1973). También incluye un cover del tema principal de la banda sonora de la serie de ciencia ficción emitida en Netflix Stranger Things , para cuya banda sonora el grupo ha aportado composiciones de su etapa de los años 80, y una regrabación completa de la primera sección de Rubycon (1975). El segundo de los álbumes, titulado Tau, es la grabación en vivo durante la participación del grupo en el Schwingungen Festival celebrado en Windeck (Alemania) el 3 de septiembre de 2016. En él se encuentran algunos temas clásicos de su repertorio como «Rubycon», «White Eagle» o «Dolphin Dance».

"Es un CD muy impresionante que muestra que los fans del Tangerine Dream clásico pueden dar la bienvenida y respaldar esta continuación de la banda con confianza, su herencia está en manos muy seguras, y podemos esperar que surja nueva música más emocionante en los próximos años. Particles es un excelente lanzamiento que mejora con la exposición continua y lo recomiendo a todos los aficionados de Tangerine Dream sin dudar"
John Wenlock-Smith (The Progressive Aspects, 2016) 

2017
Se publica el libro Tangerine Dream - Force Majeure, autobiografía coescrita por Edgar Froese y Bianca Froese-Acquaye, que incluía en sus primeros 500 ejemplares un álbum de tres canciones titulado Light Flux. En el libro, escrito por Froese durante un periodo de siete años y finalizado por Bianca Froese-Acquaye, se narra la historia del grupo desde su creación, su vinculación con otros artistas, el papel como creadores de bandas sonoras para películas o su participación como primera banda occidental en la República Democrática Alemana o en Polonia durante la etapa del telón de acero. Posteriormente Light Flux se publicó en una versión ampliada con seis temas.

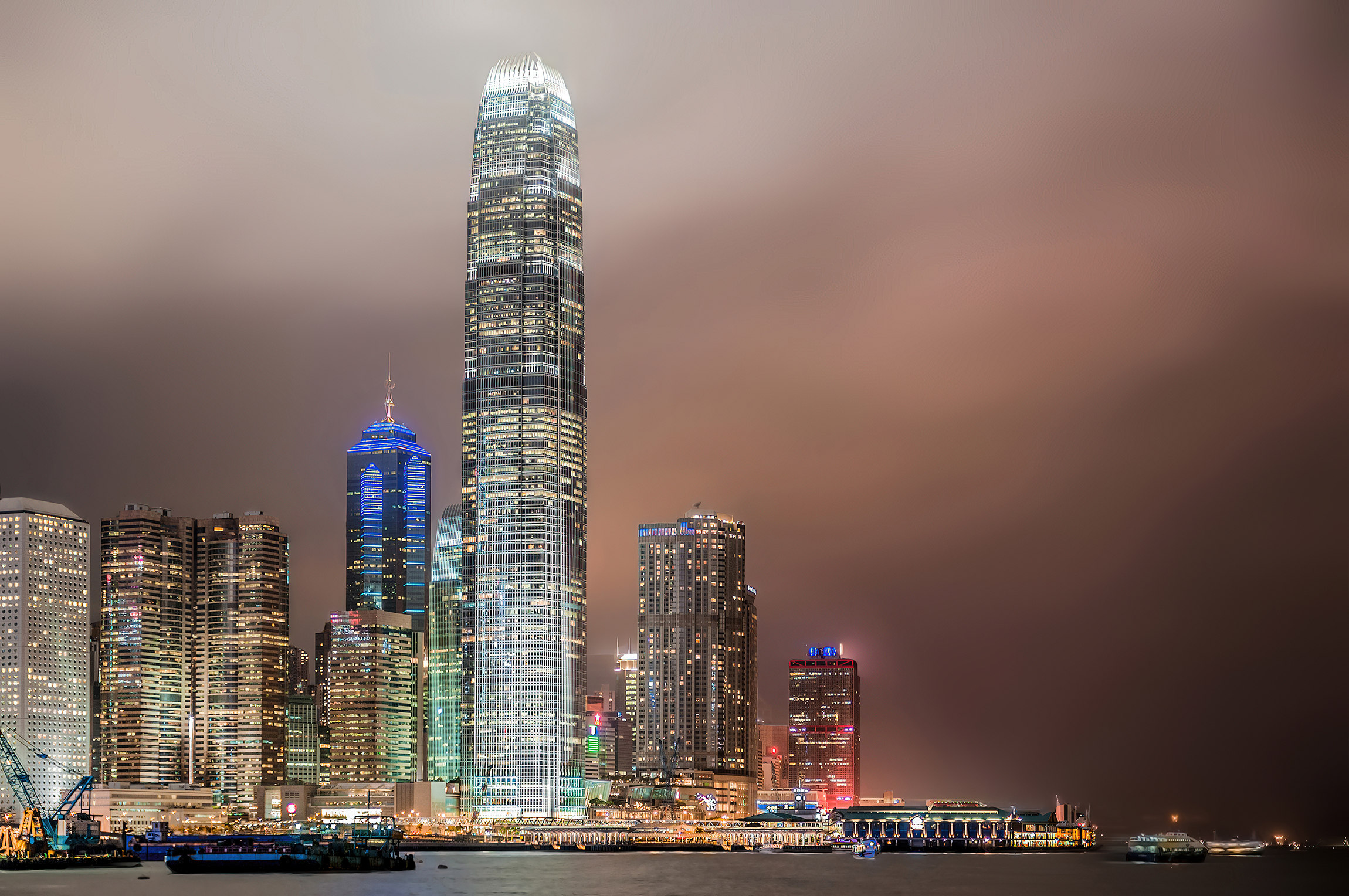
Panorámica de Hong Kong

También ve la luz este año un álbum grabado en directo, The Sessions I, con la que se inaugura una nueva serie de grabaciones del grupo basada en la edición de nuevo material presentado por la banda en sus conciertos en directo. Estas canciones se caracterizan por la improvisación y rescatan el espíritu de trabajos como Ricochet (1975) adaptándolos a los formatos, sonidos e instrumentación contemporánea. Habitualmente el grupo realiza al final de cada concierto una sesión de improvisación en que se basa la edición de esta serie de grabaiones. Con una duración de 60 minutos el álbum incluye dos canciones: «10.00pm Session at A38 - Blue Arctic Danube» grabada en Budapest y «9.35pm Session at AC Hall - Gladiatorial Dragon» grabado en Hong Kong.
Finalmente se publica, coincidiendo con el 50 aniversario de la fundación de Tangerine Dream, el primer álbum de amplia duración con la nueva formación: Quantum Gate. Con un proceso de preproducción muy extenso, ya que se trabajó en su elaboración durante casi dos años, es uno de los trabajos de Tangerine Dream que más tiempo ha llevado hasta verse publicado. Basado en un amplio trabajo de grabación, al emplearse y adaptar notas y bocetos de canciones almacenados por Edgar Froese, fue nominado en la categoría de Mejor Álbum del año en los 2018 Progressive Music Awards.

"Esta es una de las mejores publicaciones lanzadas bajo el nombre de Tangerine Dream en muchos años. Es indescifrable que después de más de 40 años, sin su fundador original y la fuerza que lo guíe, una banda icónica atraiga a una nueva generación de oyentes, pero Tangerine Dream puede hacer eso precisamente."
David Seigler (AllMusic) 

2018

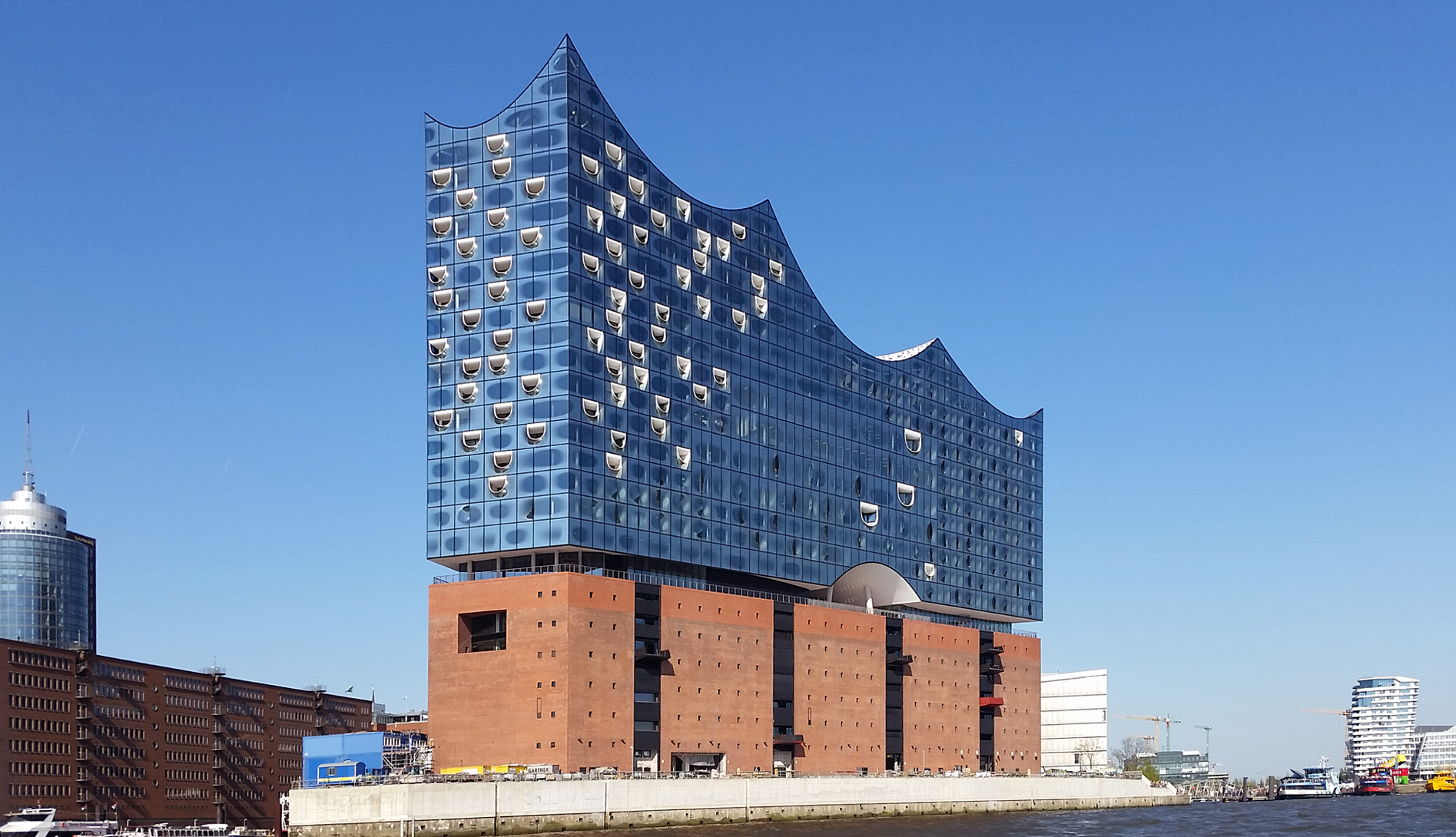
Sala de conciertos Filarmónica del Elba de Hamburgo (Alemania)

La serie de publicaciones «The Sessions» prosigue con la publicación de tres nuevas entregas: The Sessions II, The Sessions III y The Sessions IV.
The Sessions II, con una duración de 95 minutos, incluye dos canciones «10.50pm Session - Tulip Rush» y «9.55pm Session - The Floating Dutchman» grabadas durante la participación del grupo en el E-Live Festival celebrado el 21 y 22 de octubre de 2017 en Oirschot (Países Bajos).
The Sessions III, publicado en agosto con una duración de 78 minutos, incluye los temas «10.05pm Session - Hanseatic Harbour Lights» y «9.10pm Session - OST». El primero de los temas se grabó el 7 de febrero de 2018 en la sala de conciertos Filarmónica del Elba de Hamburgo (Alemania). El segundo se grabó durante la participación del grupo en el Synästesie Festival III celebrado en el teatro Volksbühne de Berlín (Alemania).
The Sessions IV, publicado en diciembre con una duración aproximada de 65 minutos, incluye dos temas: «10.32pm Session - Persepsjonstransformasjon» y «11.27pm Session - Four Degrees Parallax». El primero de ellos se grabó durante la participación del grupo en el Festival Oya celebrado en Oslo (Noruega) el 10 de agosto siendo la primera ocasión en que el grupo interpretaba su música en vivo en este país. El segundo de los temas se grabó el 13 de octubre con motivo de la participación de Tangerine Dream en el Internet Festival organizado en el Teatro Verdi de Pisa (Italia). Con motivo de la publicación de este álbum la banda alojó en la plataforma digital Soundcloud muestras de sus trabajos en vivo.
2019

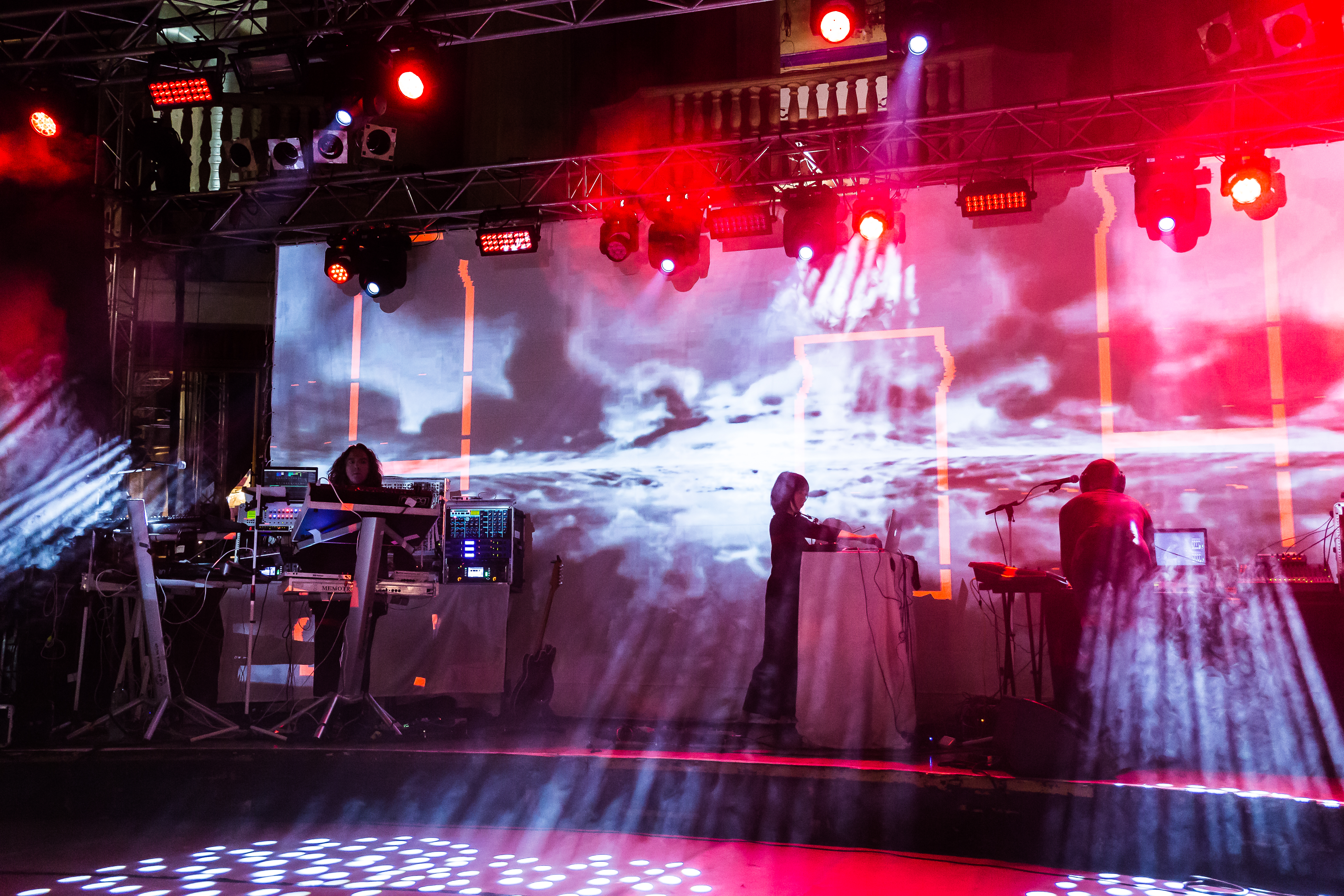
Thorsten Quaeschning, Hoshiko Yamane y Ulrich Schnauss en un concierto celebrado el 10 de junio de 2019 en Leipzig (Alemania)

El grupo realiza la quinta publicación de la serie «The Sessions», The Sessions V, álbum doble en vivo con material inédito grabado en el Festival Dekmantel celebrado en agosto de 2018 en Ámsterdam y en Berlín durante noviembre de 2017.
Virgin Records publica por su parte una extensa compilación titulada In Search of Hades: The Virgin Recordings 1973-1979 integrada por 18 discos compactos. A diferencia de otras compilaciones está formada por versiones remasterizadas de los álbumes de la primera parte de la etapa «Virgin Years», se incluyen álbumes en vivo y álbumes con tomas alternativas a las grabaciones conocidas hasta entonces. También se incluye un disco que hasta la fecha no se había completado titulado Oedipus Tyrannus, banda sonora para una obra teatral que el grupo grabó con posterioridad a Phaedra (1974) pero con cuyo resultado no quedaron satisfechos y decidieron archivarlo. El productor, compositor y músico Steven Wilson fue el encargado de completarlo.
A lo largo del año el grupo realizó una gira, denominada «16 Steps Random And Revision Tour», con la que recalaron en ciudades como Madrid o Valencia.
A final de año ve la luz Recurring Dreams, un álbum de estudio con reinterpretaciones de canciones clásicas del catálogo del grupo.
2020

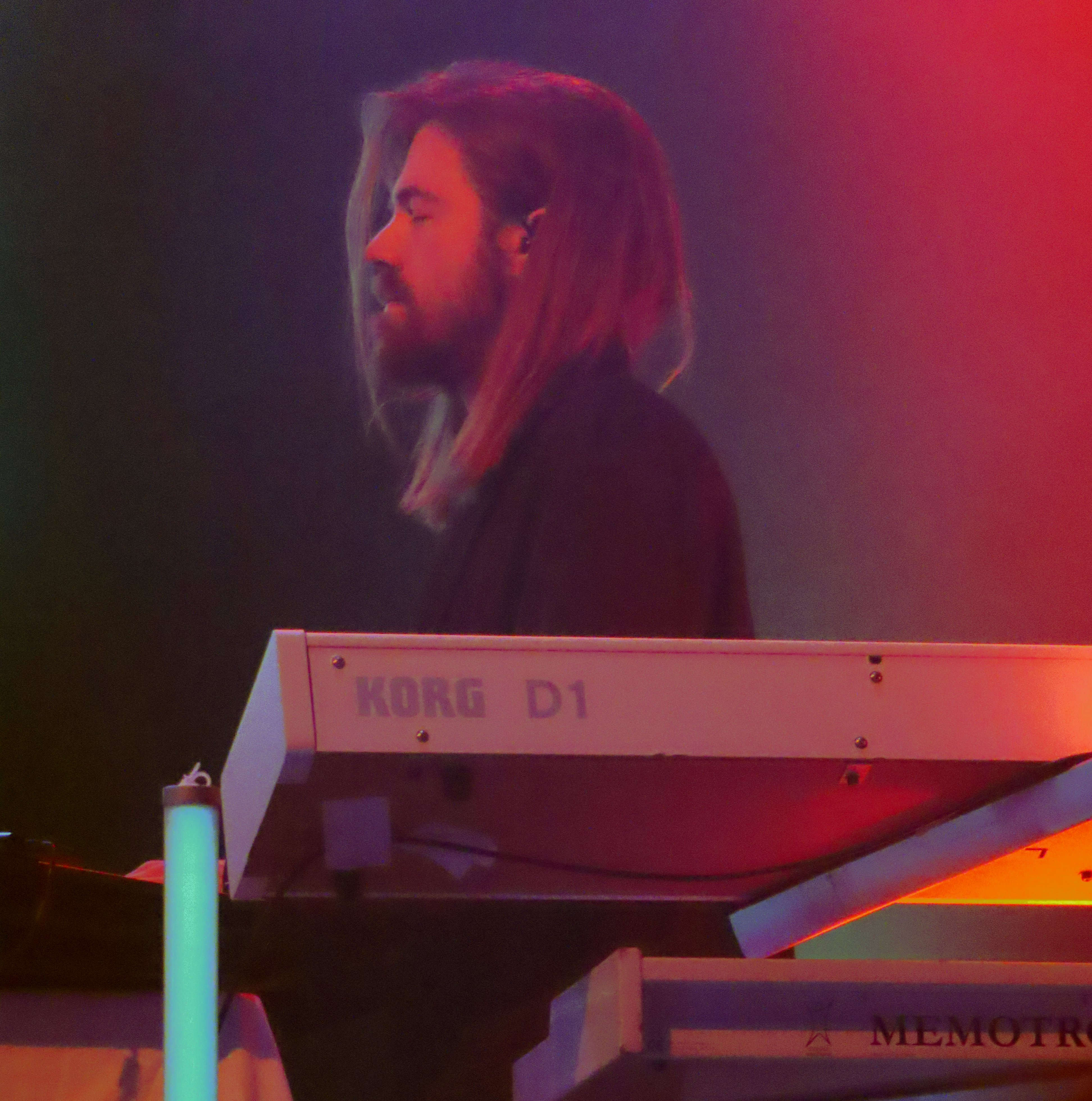
Paul Frick se incorporó en 2020 como miembro oficial de Tangerine Dream

El 9 de junio se publicó, a través de redes sociales y en la página web oficial del grupo, la incorporación de un cuarto miembro oficial: Paul Frick. Frick ya participó desde 2018 en diferentes proyectos y conciertos en vivo tanto con Tangerine Dream como con Thorsten Quaeschning. También se aprovechó la circunstancia para comunicar que la nueva formación ya se encontraba trabajando en nuevo material de estudio y que en una futura entrega de la serie de álbumes de composiciones en tiempo real de la serie «The Sessions» se podrían ver las primeras obras de la nueva formación. En octubre de 2020 se publicó The Sessions VI grabado por la nueva alineación el 3 de noviembre de 2018, antes de la incorporación de Frick, en el RBB Sendesaal de Berlín en el marco del Elektro Beats Festival organizado por Radio Eins.
A finales de octubre de 2020 Virgin Records publicó la segunda caja compilatoria de la banda durante su etapa en el sello Pilots Of Purple Twilights - The Virgin Recordings 1980–1983. Continuación de la caja recopilatoria publicada el año anterior se incluyen 10 discos compactos con versiones remasterizadas de los álbumes Tangram, Thief, Exit, White Eagle, Logos e Hyperborea (algunos incluyendo canciones extra) y la publicación de dos bandas sonoras hasta entonces no publicadas oficialmente Codename: The Soldier (película dirigida por James Glickenhaus en 1982) y The Keep (dirigida por Michael Mann en 1983). Entre el material adicional se publicó por primera vez completo el concierto celebrado en octubre de 1982 en el Dominion Theatre de Londres que sirviera de base para el álbum Logos Live (1982).
2021

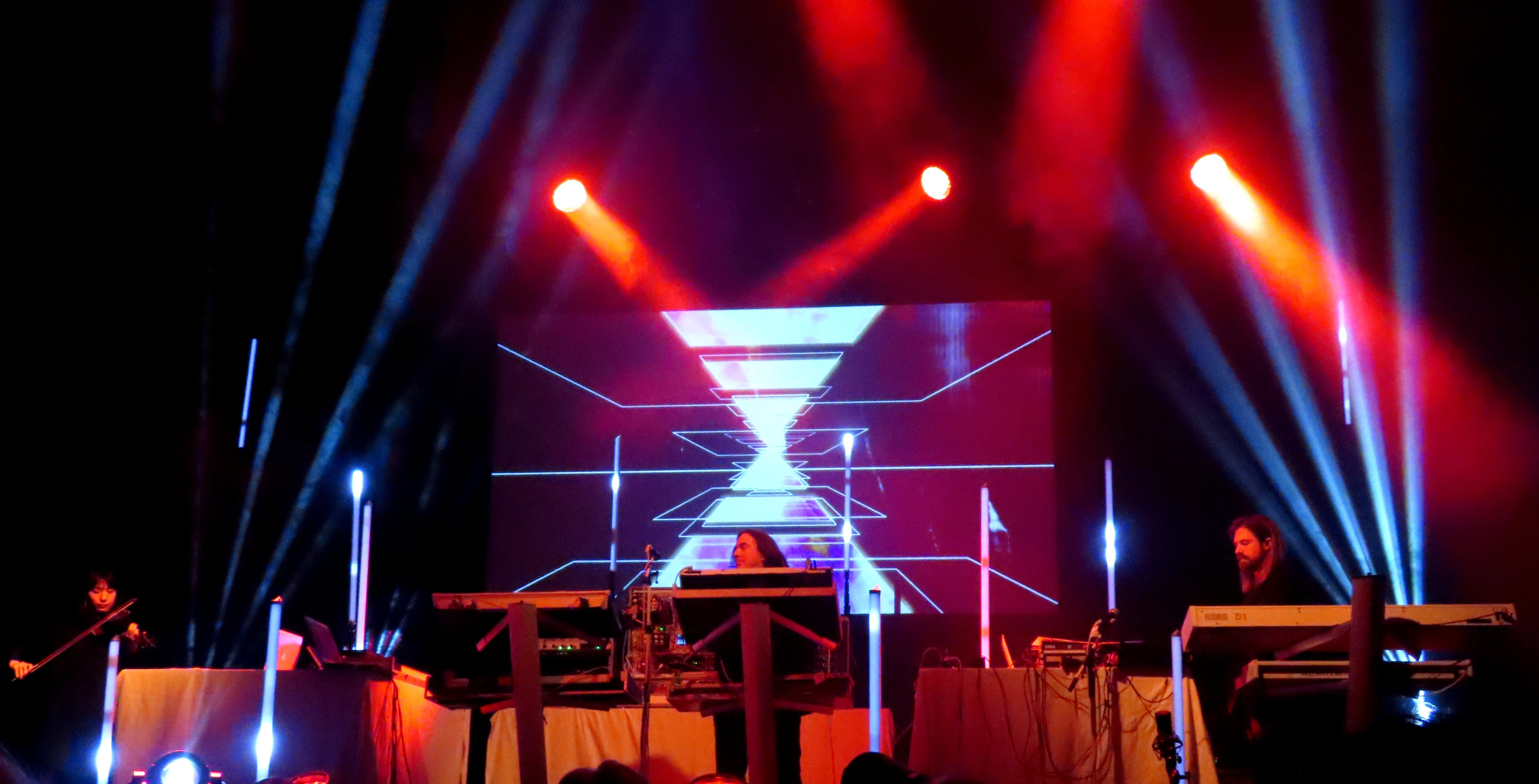
La actual alineación de Tangerine Dream, en una imagen de 2022, tras la salida de Ulrich Schnauss: Hoshiko Yamane, Thorsten Quaeschning y Paul Frick (de izda. a dcha.)

El 22 de junio se anunció que Ulrich Schnauss, quien mantiene su residencia artística en Londres, dejaría de participar en las giras de conciertos de Tangerine Dream si bien, en ese momento, no se aclaró si todavía seguía formando parte de la banda. Con posterioridad en la web oficial del grupo se le incluyó en la nómina de antiguos miembros del grupo. Durante la preparación del EP Probe 6-8 (publicado el 26 de noviembre de 2021) y de su siguiente álbum de estudio Raum Schnauss ya dejó de figurar en la nómina de participantes tanto en la composición como en la grabación. 
La séptima entrega de la serie «The Sessions», The Sessions VII, se editó el 20 de agosto de 2021 recogiendo el concierto interpretado por el entonces cuarteto en marzo de 2019 en el Barbican Concert Hall de Londres. Sería hasta la fecha (julio de 2022) la última referencia en la que aparecieran cuatro miembros oficiales de Tangerine Dream.
2022

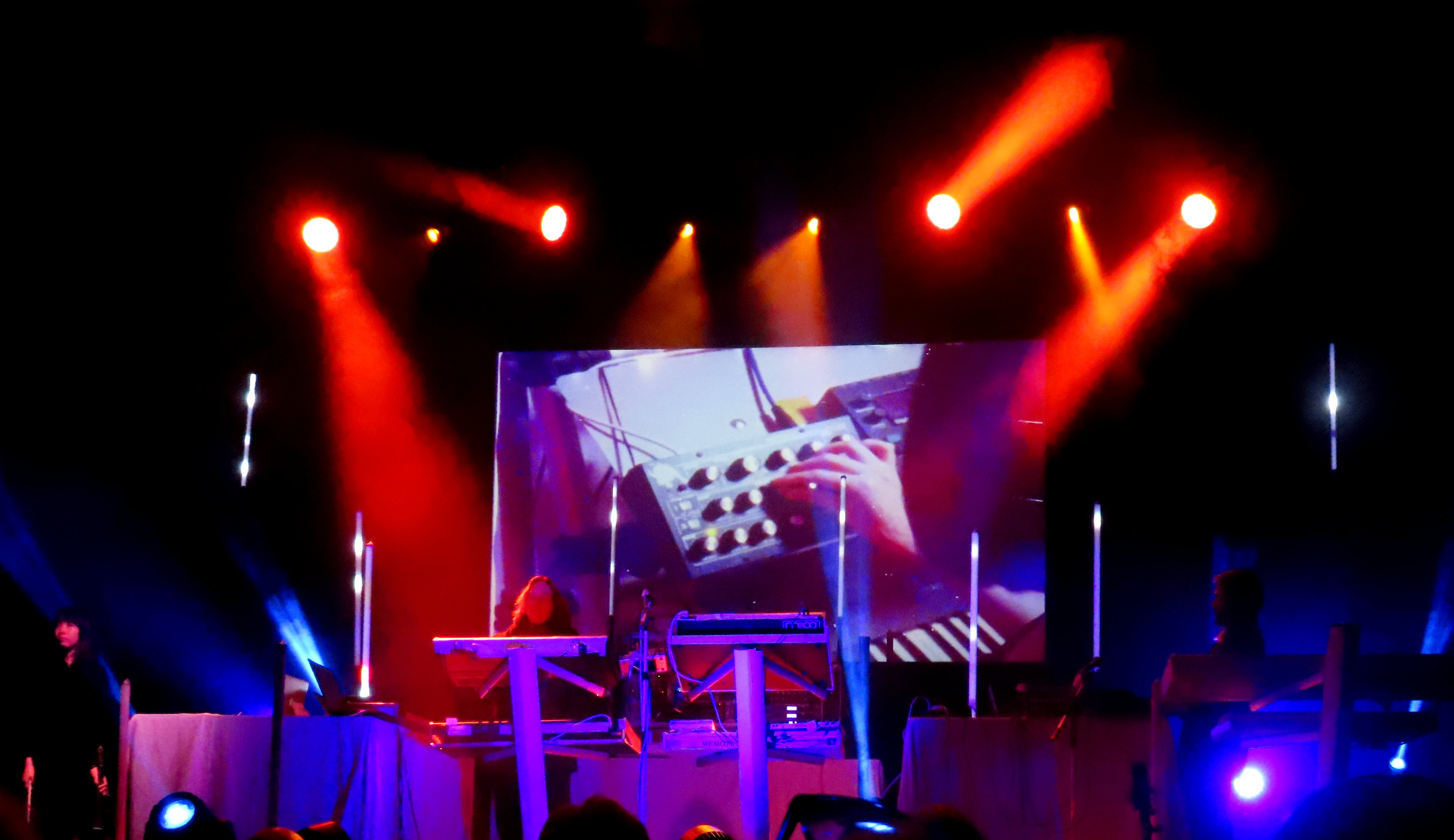
Durante un concierto celebrado el 12 de marzo de 2022 en Cambridge (Reino Unido)

Con la publicación de Raum el 25 de febrero de 2022, un álbum compuesto e interpretado por Quaeschning, Yamane y Frick que también incluye composiciones y material grabado por Edgar Froese, Tangerine Dream volvió a entrar en las listas de ventas de Reino Unido y Alemania posicionándose, según afirmaron en su página web, como el álbum más vendido por el grupo desde hace décadas. La recepción de la crítica musical también fue positiva.

"la formación actual produjo el trabajo más inspirado de la banda en mucho tiempo. Raum se siente un poco más como un trabajo de transición que el inesperadamente sólido Quantum Gate, pero ese álbum parecía más una revisión abierta del sonido clásico de la banda, mientras que Raum los encuentra tomando más riesgos y explorando nuevas ideas".
Paul Simpson (AllMusic) 

El 15 de marzo vio la luz una caja recopilatoria de La Divina Commedia que incluía, además de la remasterización de los tres álbumes ya editados años atrás Inferno, Purgatorio y Paradiso, un DVD con el concierto en vivo celebrado en el Castillo Nideggen en 2002. El libro también añadía comentarios de Wouter Bessels y un ensayo de Bianca Froese-Acquaye además de numerosas fotografías inéditas de Edgar Froese.
El mismo año el grupo realizó una gira por Reino Unido e Irlanda, titulada From Virgin To Quantum Years, en las que los conciertos constaban de la interpretación de canciones clásicas y actuales del catálogo del grupo junto con piezas improvisadas a cargo de la banda. Dichas composiciones, adscritas a la colección de discos The Sessions, fueron la base de una caja recopilatoria que el 30 de noviembre se publicó bajo el título The Sessions Box Set: United Kingdom & Ireland 2022 que incluyen más de ocho horas de las grabaciones realizadas en Londres, Edimburgo, Liverpool, Cambridge, Birmingham, Leeds, Bristol, Exeter, Southampton, Brighton, Coventry, Belfast y Dublín.

## Discografía

### Álbumes de estudio
- Electronic Meditation (1970)
- Alpha Centauri (1971)
- Zeit (1972)
- Atem (1973)
- Phaedra (1974)
- Rubycon (1975)
- Stratosfear (1976)
- Cyclone (1978)
- Force Majeure (1979)
- Tangram (1980)
- Exit (1981)
- White Eagle (1982)
- Hyperborea (1983)
- Le Parc (1985)
- Green Desert (1986)
- Underwater Sunlight (1986)
- Tyger (1987)
- Optical Race (1988)
- Lily on the Beach (1989)
- Melrose (1990)
- Rockoon (1992)
- Quinoa (1992)
- Turn Of The Tides (1994)
- Tyranny Of Beauty (1995)
- The Dream Mixes (1995)
- Goblins Club (1996)
- TimeSquare: Dream Mixes II (1997)
- Ambient Monkeys (1998)
- Mars Polaris (1999)
- The Seven Letters From Tibet (2000)
- The Past Hundred Moons - Dream Mixes III (2001)
- The Melrose Years (2002)
- DM 4 - Dream Mixes IV (2003)
- Purgatorio (2004)
- Kyoto (2005)
- Jeanne d'Arc (2005)
- Phaedra 2005 (2005)
- Blue Dawn (2006)
- Paradiso (2006)
- Tangerine Dream Plays Tangerine Dream (2006)
- Springtime in Nagasaki (2007)
- Madcap's Flaming Duty (2007)
- Summer in Nagasaki (2007)
- One Times One (2007)
- Purple Diluvial (2008)
- Views From a Red Train (2008)
- Tangram 2008 (2008)
- Hyperborea 2008 (2008)
- Autumn in Hiroshima (2008)
- Flame (2009)
- Chandra: The Phantom Ferry - Part I (2009)
- Winter in Hiroshima (2009)
- DM V - Dream Mixes V (2010)
- Under Cover – Chapter One (2010)
- The Endless Season (2010)
- The Island Of The Fay (2011)
- The Gate Of Saturn (2011)
- The Angel From The West Window (2011)
- Mona Da Vinci (2011)
- Finnegans Wake (2011)
- Machu Picchu (2012)
- Cruise To Destiny (2013)
- The Castle (2013)
- Chandra: The Phantom Ferry - Part II (2014)
- Josephine The Mouse Singer (2014)
- Mala Kunia (2014)
- Quantum Key (2015)
- Particles (2016)
- Light Flux (2017)
- Quantum Gate (2017)
- Oedipus Tyrannus (2019)
- Recurring Dreams (2019)
- Probe 6-8 (2021)
- Raum (2022)

### Música cinematográfica
- Sorcerer (1977)
- Thief (1981)
- Das Mädchen Auf Der Treppe (1982)
- Wavelength (1983)
- Risky Business (1984)
- Firestarter (1984)
- Flashpoint (1984)
- Heartbreakers (1985)
- Legend (1986)
- Three O'Clock High (1987)
- Near Dark (1988)
- Shy People (1988)
- Miracle Mile (1989)
- Destination Berlin (1989)
- Canyon Dreams (1991)
- Dead Solid Perfect (1991)
- The Park Is Mine (1991)
- L'Affaire Wallraff (1991)
- Rumpelstiltskin (1992)
- Deadly Care (1993)
- Catch Me If You Can (1994)
- Zoning (1996)
- Oasis (1997)
- The Keep (1997)
- Transsiberia (1998)
- What A Blast (1999)
- Great Wall Of China (1999)
- Mota Atma (2003)
- The Cinematic Score GTA 5 (2014)
- Sorcerer 2014 (2014)

### Álbumes en vivo
- Ricochet (1975)
- Encore (1977)
- Quichotte (1980)
- Logos Live (1982)
- Poland (1984)
- Livemiles (1988)
- 220 Volt Live (1992)
- Tournado (1997)
- Valentine Wheels (1998)
- Sohoman (1999)
- Soundmill Navigator (2000)
- Inferno (2002)
- Rockface (2003)
- East (2004)
- Arizona Live (2004)
- Vault IV - Cleveland - Brighton (2005)
- Rocking Mars (2005)
- Orange Oddysey (2007)
- One Night In Space (2007)
- The Epsilon Journey (2008)
- The London Eye Concert (2009)
- Live @ Dussmann Berlin (2009)
- Rocking Out The Bats (2009)
- Izu (2010)
- Zeitgeist Concert (2010)
- The Gate Of Saturn Live At The Lowry Manchester 2011 (2011)
- Knights Of Asheville (2011)
- Live In Budapest At Béla Bartók National Concert Hall (2012)
- Live At Admiralspalast Berlin (2012)
- Starmus - Sonic Universe (2013)
- Phaedra Farewell Tour - The Concerts (2014)
- Supernormal - The Australian Concerts 2014 (2015)
- The Official Bootleg Series Volume One (2015)
- The Official Bootleg Series Volume Two (2016)
- Live At The Philharmony Szczecin - Poland 2016 (2016)
- The Sessions I (2017)
- The Sessions II (2018)
- The Sessions III (2018)
- The Sessions IV (2018)
- Live at Augusta Raurica Switzerland 2016 (2019)
- The Sessions V (2019)
- The Sessions VI (2020)
- The Sessions VII (2021)
- Live In Reims Cinema Opera, September 23rd, 1975 (2022)
- The Sessions Box Set: United Kingdom & Ireland 2022 (2022)
- Live In Paris, Palais Des Congrès - March 6th, 1978 (2023)
- The Sessions VIII (2023)
- Nightshift Mix (Performed At NTS Radio Los Angeles, 19 Dec 2023) (2023)

## Miembros

### Actuales
- Thorsten Quaeschning: teclados, percusión y voces (desde 2005)
- Hoshiko Yamane: violín y violoncelo (desde 2011)
- Paul Frick: teclados y piano (desde 2020)

|                      |
| Thorsten Quaeschning |

|                |
| Hoshiko Yamane |

|            |
| Paul Frick |

### Antiguos miembros
- Edgar Froese: teclados, guitarras y voces (1967-2015) †
- Lanse Hapshash: percusión (1967-1969)
- Kurt Herkenberg: bajo (1967-1969) †
- Volker Hombach: percusión (1967-1969)
- Charlie Prince: voz (1967-1968)
- Steve Jolliffe: saxofón, flauta y voces (1969 y 1978)
- Klaus Schulze: percusión (1969-1970)
- Conrad Schnitzler: violoncello y violín (1969-1971) †
- Steve Schroyder: teclados y voces (1970-1971)
- Christopher Franke: teclados y percusión (1971-1987)
- Peter Baumann: teclados (1971-1977)
- Udo Dennebourg: flauta y voces (1971)
- Roland Paulyck: teclados (1971)
- Florian Fricke: sintetizadores (1972) †
- Michael Hoenig: teclados (1975)
- Klaus Krüger: percusión (1978-1979)
- Eduard Meyer: violonchelo (1979)
- Johannes Schmoelling: teclados (1980-1985)
- Paul Haslinger: teclados y guitarra (1986-1990)
- Jocelyn Bernadette Smith: voces (1987)
- Jacquie Virgil: voces (1987)
- Ralf Wadephul: teclados (1988)
- Jerome Froese: teclados y guitarra (1990-2006 y 2010)
- Linda Spa: saxofón, flauta y teclados (1991-1996 y 2005-2014)
- Chi Coltrane: voces (1991)
- Zlatko Perica: guitarra (1992-2005)
- Jayney Klimek: voz (1993-1994 y 2002-2004)
- Iris Camaa: percusión (2001-2014)
- Mark Hornby: guitarra (1994-2002)
- Gerald Gradwohl: guitarra (1994-2001)
- Emil Hachfeld: percusión (1997-1999)
- Bernhard Beibl: guitarras y violín (2006-2014)
- Christian Hausl: voces (2006-2007 y 2010)
- Ulrich Schnauss: teclados y piano (2014-2020)

|              |
| Edgar Froese |

|                                                    |
| Klaus Schulze (dcha.) junto a Lisa Gerrard (izda.) |

|                                                                                  |
| Johannes Schmoelling (izda.), Edgar Froese (centro) y Christopher Franke (dcha.) |

|               |
| Peter Baumann |

|                      |
| Johannes Schmoelling |

|                |
| Paul Haslinger |

|                          |
| Jocelyn Bernadette Smith |

|           |
| Linda Spa |

|               |
| Jayney Klimek |

|                 |
| Ulrich Schnauss |